# エールフランス

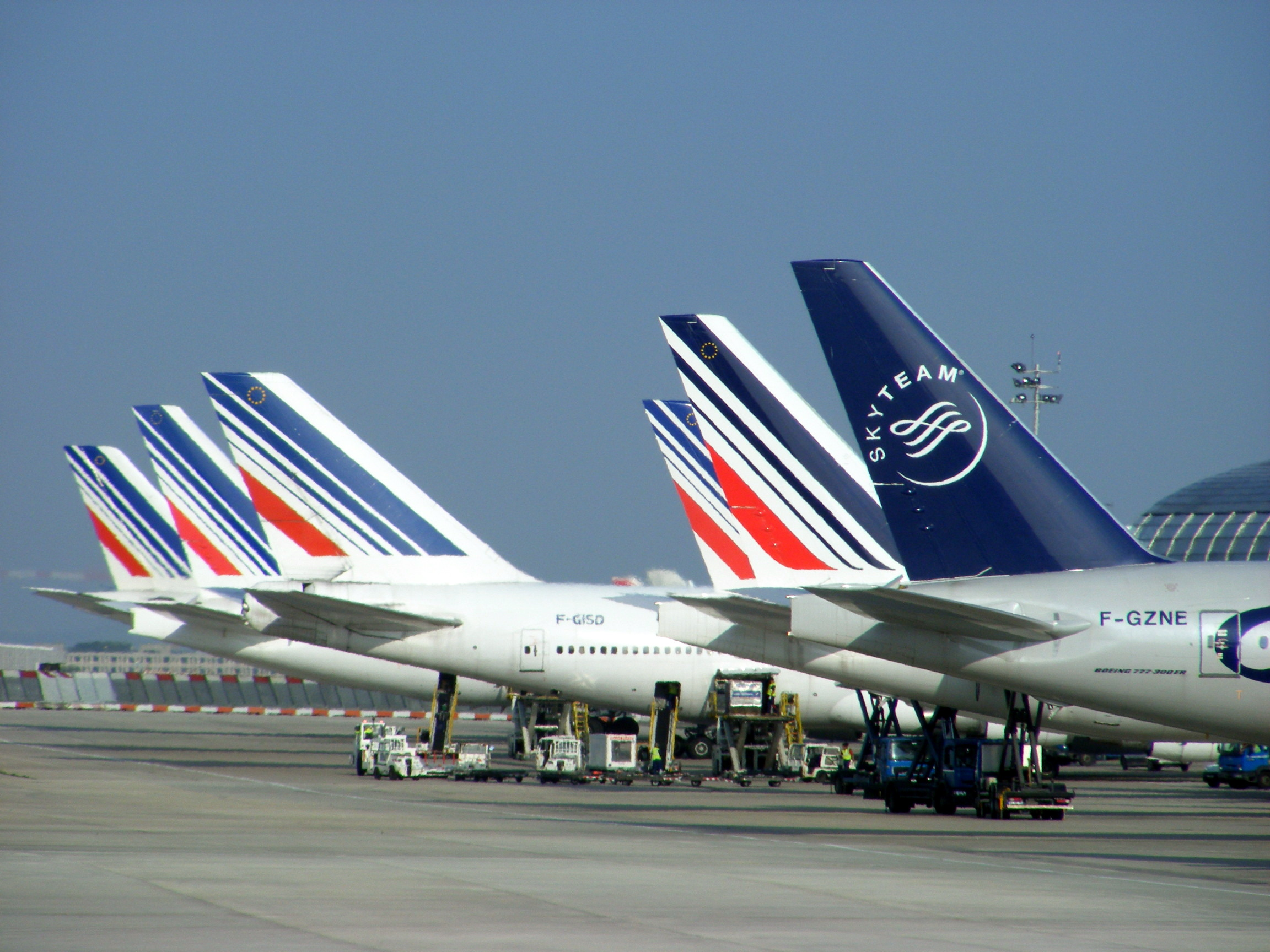
エールフランス機（シャルル・ド・ゴール空港）

エールフランス（フランス語: Air France,  定型化: AIRFRANCE, フランス語発音: [ɛːʁ fʁɑ̃s]）は、フランスのフラッグ・キャリアで、エールフランス- KLM傘下の航空会社である。航空連合「スカイチーム」の創設会社の1つで、現在も加盟している。国際線はパリ/シャルル・ド・ゴール空港、国内線はパリ/オルリー空港をハブ空港として運航している。

## 歴史
- 1933年10月にフランス国内外路線を運航していた4社[注釈 2] を統合する形で設立された。各社が持つネットワークを統合し、ヨーロッパ、北アフリカのフランス植民地を中心に、世界有数の広大なネットワークを構築した。なお、設立当時は、ル・ブルジェ空港をハブ空港としていた。
- 1936年、フランス製のポテズ62（英語版）を導入した。定員は14人から16人で、複合コーティングを施した木製の機体となっている。イスパノ・スイザ V型エンジンを搭載し、ヨーロッパ、南アメリカ、極東路線で使用された[2]。
- 1945年6月26日、第2次世界大戦にあたって、フランスの全ての航空輸送会社が国有化され、エールフランスも国有化されることとなった[3]。
- 1945年12月29日、フランス政府の法令により、フランスの航空輸送ネットワーク全体の管理を許可された。
- 1946年、客室乗務員の採用を開始。
- 1946年7月1日、2か所の給油地を経由し、パリ-ニューヨーク間での運航を開始した。ダグラスDC-4で、20時間足らずで運航していた。
- 1947年から、ロッキード・コンステレーションを導入。
- 1948年時点で、130機の航空機を運航しており、これは世界最大の航空会社の1つに成長した。
- 1949年、航空会社の通信サービス会社であるSITAの共同創設者となった。
- 1952年、オルリー空港の南ターミナルに、運用拠点とエンジニアリング拠点を移転した。
- 1953年8月、初のジェット機を導入。
- 1950年代半ばの同時期には、ヴィッカース・バイカウントも12機導入し、ヨーロッパ路線に使用された。
- 1960年、ボーイング707を導入。
- 1974年、開港したパリ/シャルル・ド・ゴール空港にハブ空港機能を移転開始した。
- 1974年、エアバス初の民間旅客機であるエアバスA300を、世界で初めて導入した[4]。
- 1976年1月、世界初の超音速旅客機であるコンコルドを運航した。
- 1976年5月24日、パリ-ワシントン間でコンコルドの運航を開始した。1977年11月22日には、パリ-ニューヨーク間でも運航を開始した。パリからニューヨークまでは、音速の約2倍の3時間23分で飛行した。
- 1987年、ルフトハンザドイツ航空、イベリア航空、スカンジナビア航空とともに、IT企業であるアマデウスを設立した。
- 1988年、エアバスA320のローンチカスタマーとなり、1988年3月、エアバスA320を受領した最初の航空会社となった[5]。
- 1990年1月12日、政府所有のエールフランス、半公立のエアインター、民間のUTAの3社は、エールフランスに統合された。
- 1994年7月25日、法令により、新しい持株会社であるGroupe Air Franceを設立した。
- 1999年2月19日、フランス首相リオネル・ジョスパンは、エールフランスの部分的に民営化した。1999年2月22日には、パリ証券取引所に上場した。
- 1999年6月、デルタ航空と、大西洋横断路線のパートナーシップを締結した。
- 2000年6月、デルタ航空や大韓航空、アエロメヒコ航空とともに航空連合「スカイチーム」を設立。
- 2003年5月、コンコルドの運航を終了した。
- 2004年5月には、オランダのKLMオランダ航空と持株会社方式による経営統合が行われ、両社による共同持株会社「エールフランス-KLM」を設立した。ただし、ブランドは統合せず、それぞれのブランドが運航を続けている。
- 2005年6月6日より、KLMオランダ航空とマイレージプログラムを統合し、「Flying Blue（フライング・ブルー）」 [6] として新たに発足した。
- 2008年3月29日、エールフランス-KLMオランダ航空とデルタ航空との間で、大西洋横断合弁事業を設立。
- 2013年9月、プレミアムエコノミー、エコノミーのサービスを刷新した。
- 2017年1月、最初のボーイング787-9を受け取った。
- 2017年7月、デルタ航空、中国東方航空、ヴァージンアトランティック航空などとともに、戦略的パートナーシップを締結し、両航空会社間の既存の関係を強化した。デルタ航空と中国東方航空はそれぞれエールフランス-KLMの10%を購入し、エールフランス-KLMはヴァージンアトランティック航空の31%を購入した。
- 2017年12月、JOONというブランドの新航空会社を設立した[7]が、2019年6月27日に再統合された。

## ブランドロゴ・塗装

1970年代から2009年まで使用されていたロゴマーク
2009年2月から使用されている現行のロゴマーク

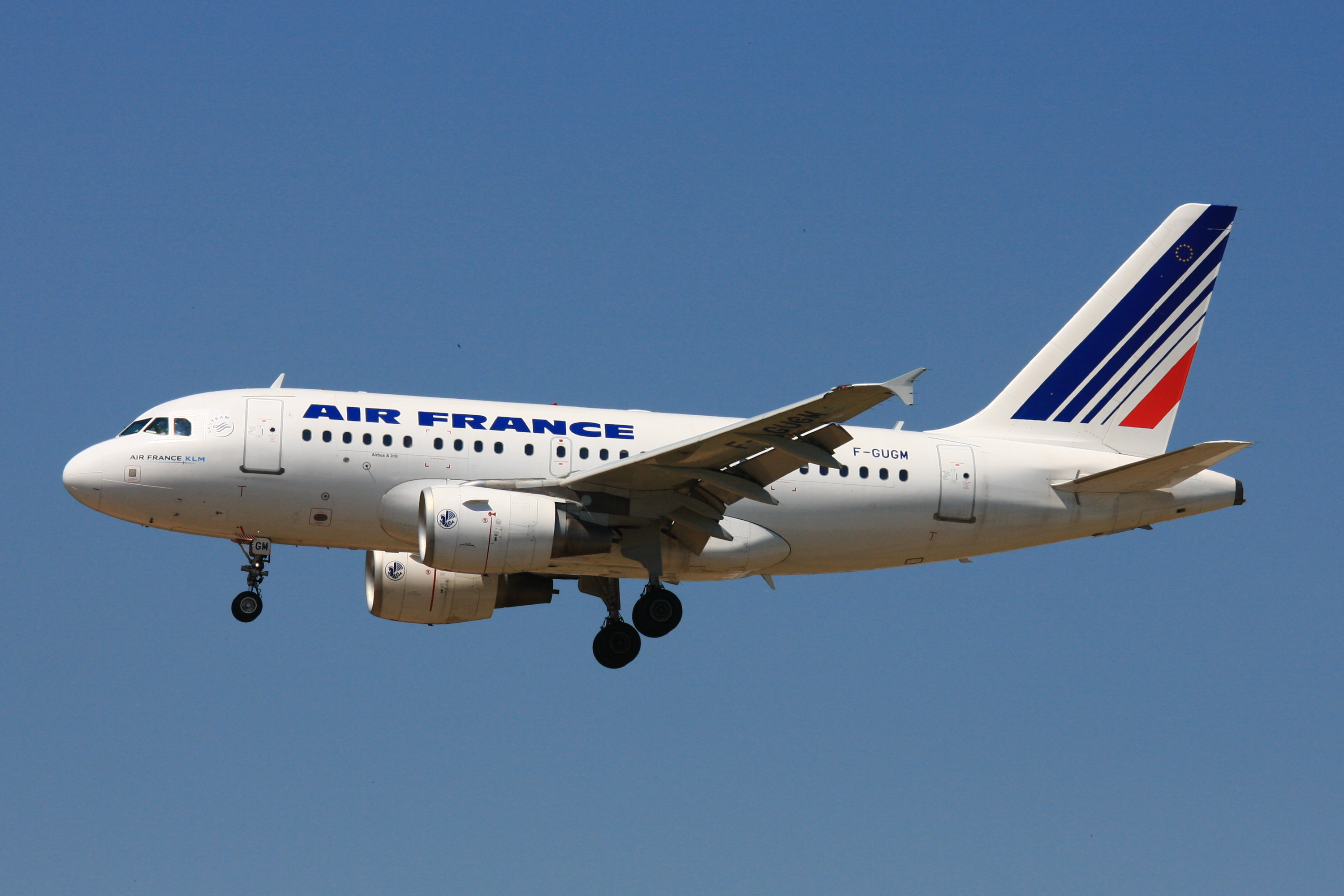
旧塗装機
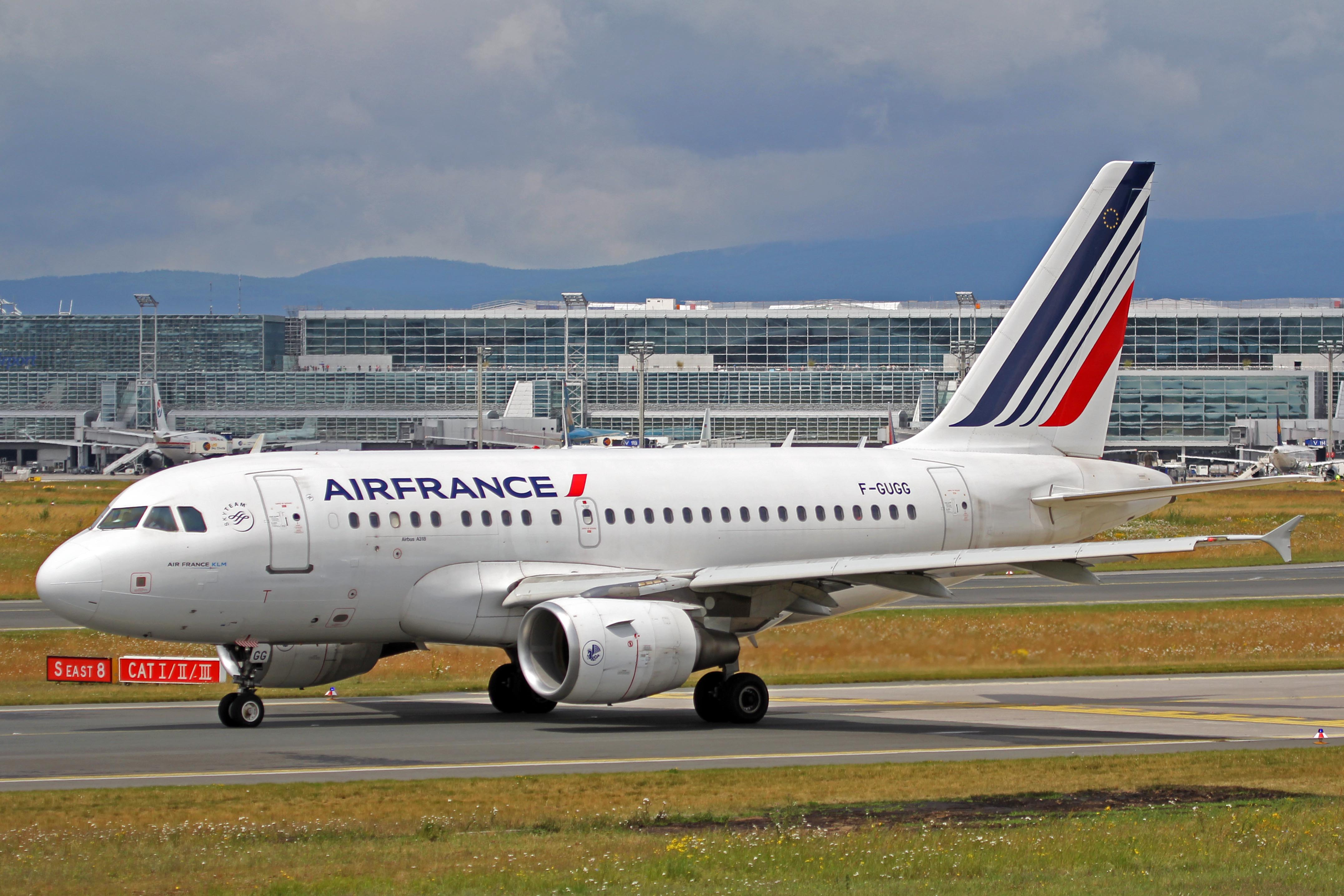
新塗装機

2009年2月からブランドロゴを変更した。AIRとFRANCEの文字が一体化してAIRFRANCEとなり、字体も変更された。これはフランスの独自性や国際性を表すとともに、常に高品質なサービスを遂行する精神、飛行機による充実した旅の提供、乗客の安全と快適な空の旅、環境への配慮を示しているものであるという。トリコロールの青線も四本線から三本線へと減り、わずかなカーブを持つものとなった。

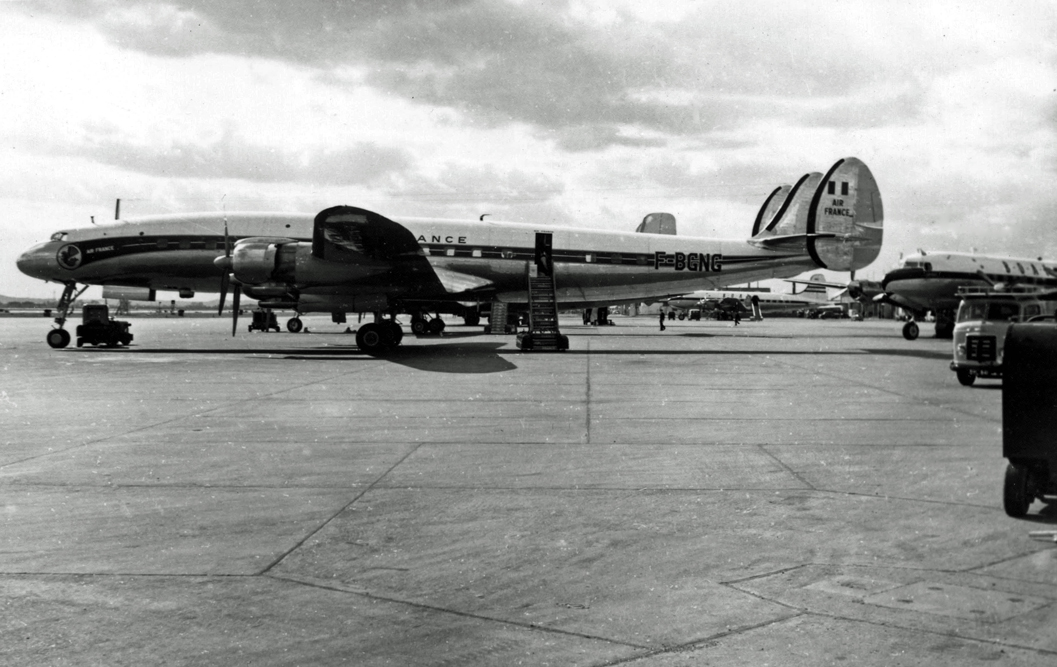
ロッキード コンステレーション（1955年）
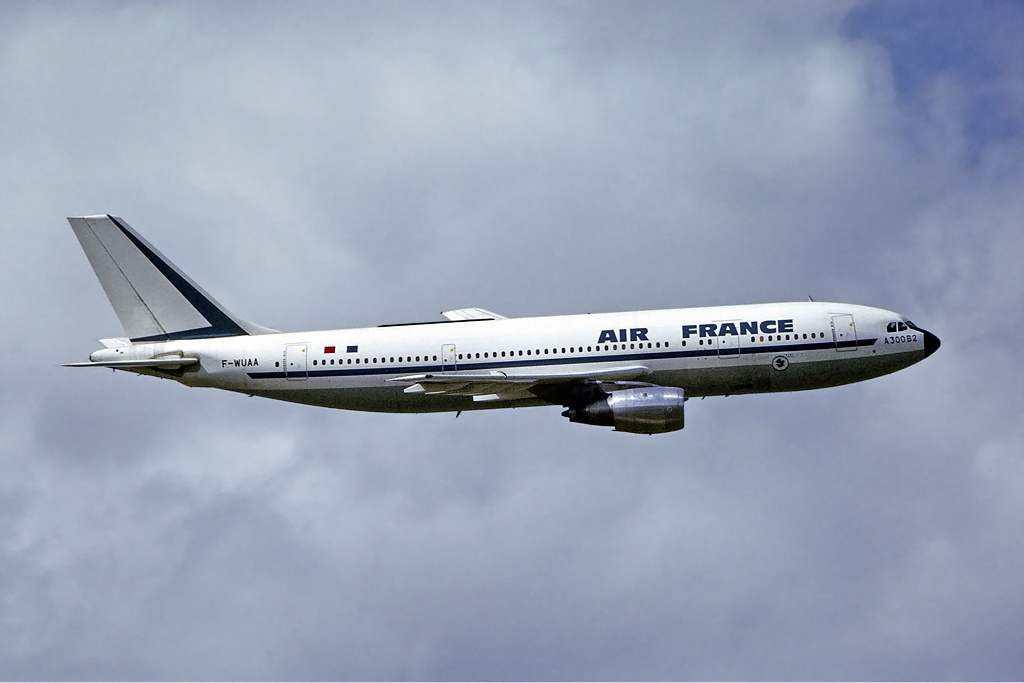
エアバスA300（1974年）

2008年11月と12月は、ファーストクラス、ビジネスクラス、そしてパリへのアクセスのよさをアピールする大規模な屋外広告キャンペーンを東京、大阪の中心部28か所で展開した。

## 機材
エールフランスが発注したボーイング社製航空機の顧客番号（カスタマーコード）は28で、航空機の形式名は777-228ER、777-328ERなどとなる。
欧州の航空会社でありながらボーイング社の機体 もローンチカスタマーとして積極的に導入を進めており、ボーイング777-300ERを世界で初めて有償運航したのもエールフランスである。

### 運航機材
| 機材                   | 運用数 | 発注数 | 座席数 | 座席数 | 座席数 | 座席数 | 座席数 | 備考                                                           |
| 機材                   | 運用数 | 発注数 | F      | C      | W      | Y      | 合計   | 備考                                                           |
| ---------------------- | ------ | ------ | ------ | ------ | ------ | ------ | ------ | -------------------------------------------------------------- |
| エアバスA220-300       | 43     | 17     | -      | 20     | -      | 128    | 148    | 30機のオプションと30機の追加購入権付き A318,A319を置き換え予定 |
| エアバスA318-100       | 6      | -      | -      | 18     | -      | 113    | 131    | 同型機最後のオペレーター A220に置換予定                        |
| エアバスA319-100       | 8      | -      | -      | 20     | -      | 122    | 142    | A220に置換予定                                                 |
| エアバスA319-100       | 8      | -      | -      | 20     | -      | 123    | 143    | A220に置換予定                                                 |
| エアバスA320-200       | 36     | -      | -      | 14     | -      | 144    | 158    |                                                                |
| エアバスA320-200       | 36     | -      | -      | 36     | -      | 138    | 174    |                                                                |
| エアバスA320-200       | 36     | -      | -      | 18     | -      | 160    | 178    |                                                                |
| エアバスA321-100       | 4      | ‐      | ‐      | 36     | ‐      | 176    | 212    |                                                                |
| エアバスA321-200       | 10     | ‐      | ‐      | 36     | ‐      | 176    | 212    |                                                                |
| エアバスA330-200       | 10     | -      | -      | 36     | 21     | 167    | 224    | A350に置換予定                                                 |
| エアバスA350-900       | 37     | 32     | -      | 48     | 32     | 212    | 292    | 40機のオプション付き グループ内で機材の割り当てを柔軟に変更    |
| エアバスA350-900       | 37     | 32     | -      | 34     | 24     | 266    | 324    | 40機のオプション付き グループ内で機材の割り当てを柔軟に変更    |
| ボーイング777-200ER    | 18     | -      | -      | 28     | 32     | 268    | 328    | A350に置換予定                                                 |
| ボーイング777-300ER    | 43     | -      | 4      | 58     | 28     | 206    | 296    | ローンチカスタマー                                             |
| ボーイング777-300ER    | 43     | -      | 4      | 60     | 44     | 204    | 312    | ローンチカスタマー                                             |
| ボーイング777-300ER    | 43     | -      | -      | 48     | 48     | 273    | 369    | ローンチカスタマー                                             |
| ボーイング777-300ER    | 43     | -      | -      | 14     | 28     | 430    | 472    | ローンチカスタマー                                             |
| ボーイング787-9        | 10     | -      | -      | 30     | 21     | 228    | 279    |                                                                |
| エールフランス・オップ |        |        |        |        |        |        |        |                                                                |
| エンブラエル E170      | 13     | -      | -      | 20     | -      | 56     | 76     |                                                                |
| エンブラエル E190      | 23     | -      | -      | 20     | -      | 80     | 100    |                                                                |
| 貨物機                 |        |        |        |        |        |        |        |                                                                |
| エアバスA350F          | -      | 4      | 貨物   | 貨物   | 貨物   | 貨物   | 貨物   | 4機のオプション付き                                            |
| ボーイング777F         | 2      | -      | 貨物   | 貨物   | 貨物   | 貨物   | 貨物   | ローンチカスタマー                                             |
| 合計                   | 263    | 53     |        |        |        |        |        |                                                                |

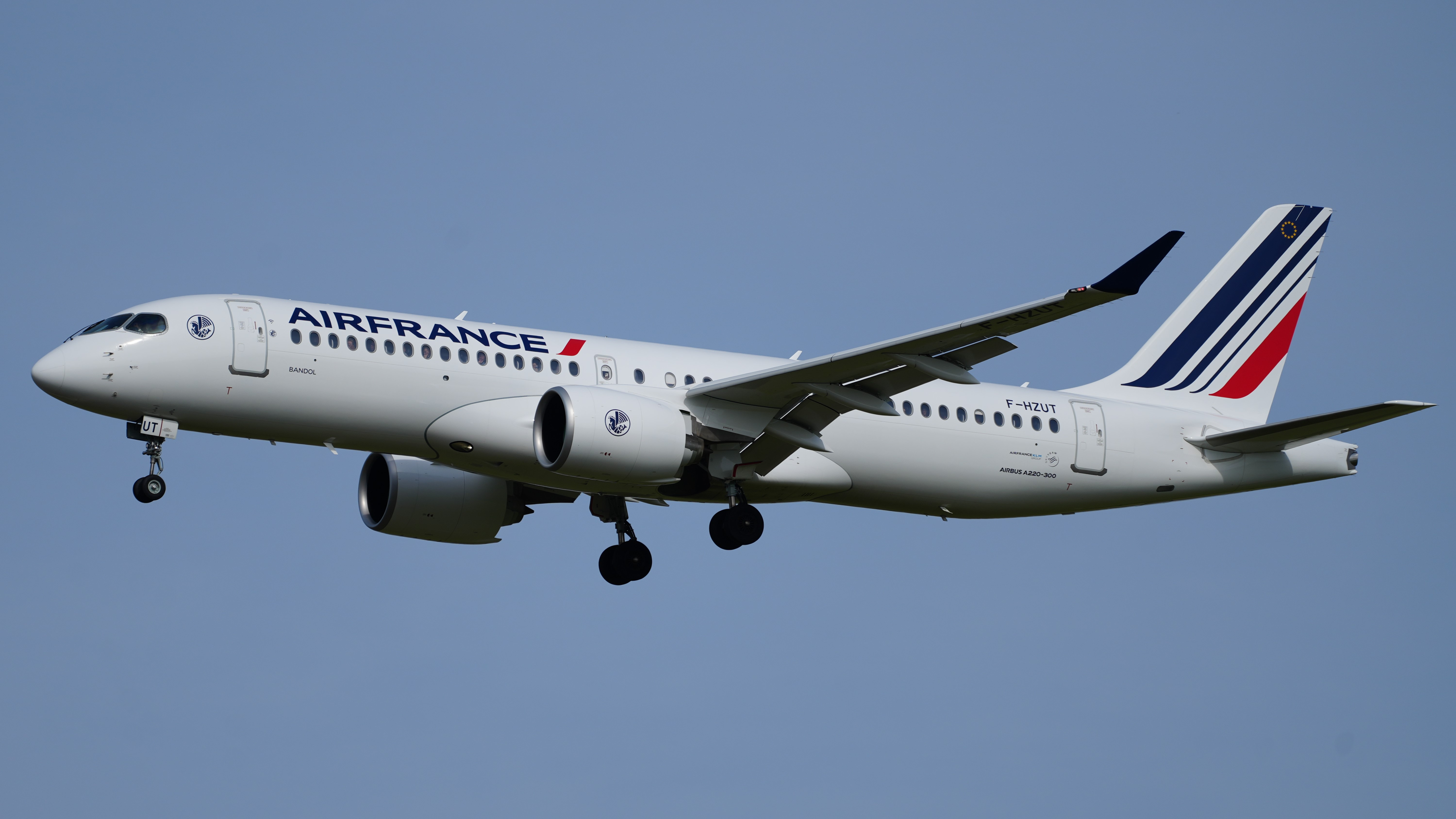
エアバスA220-300
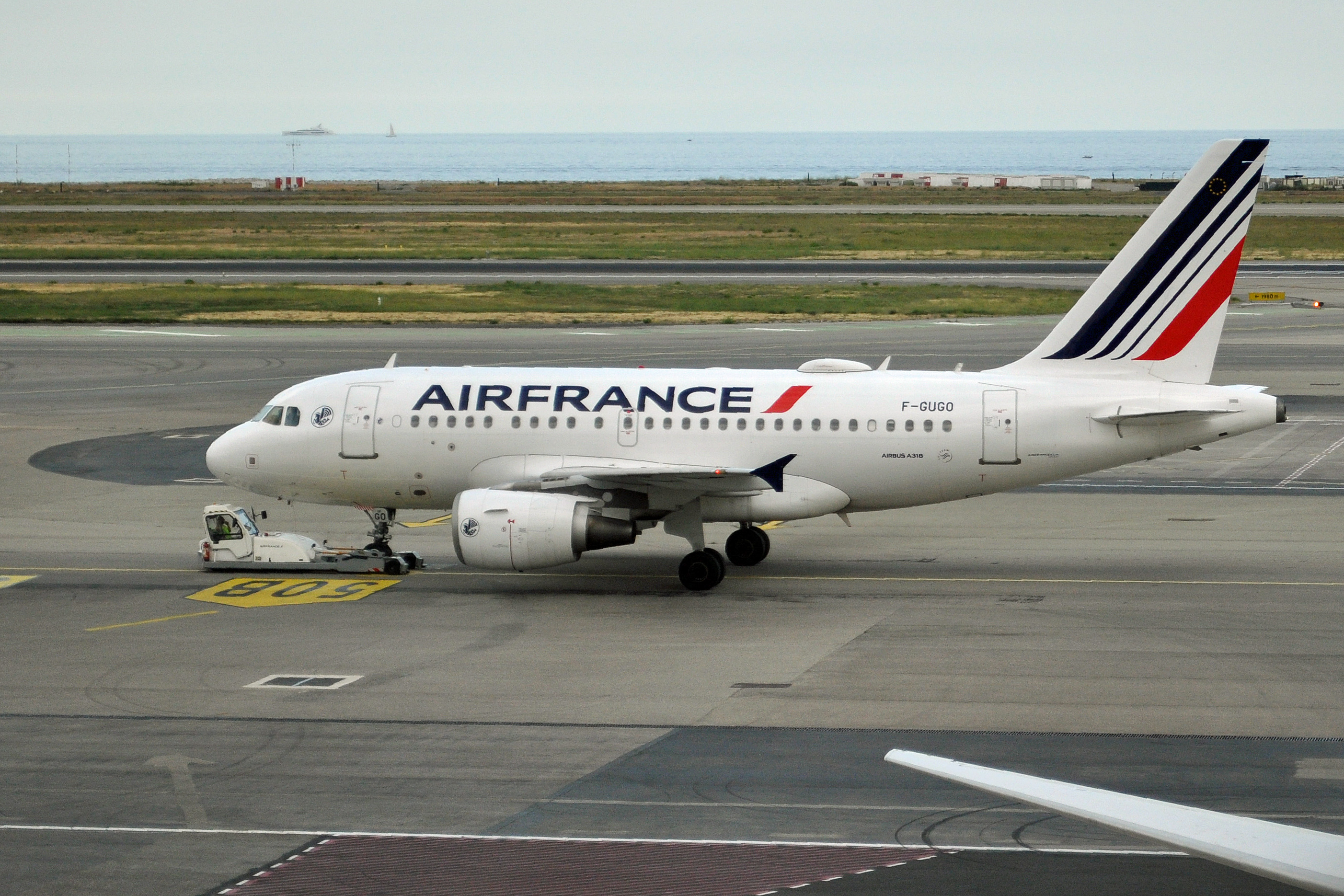
エアバスA318-100
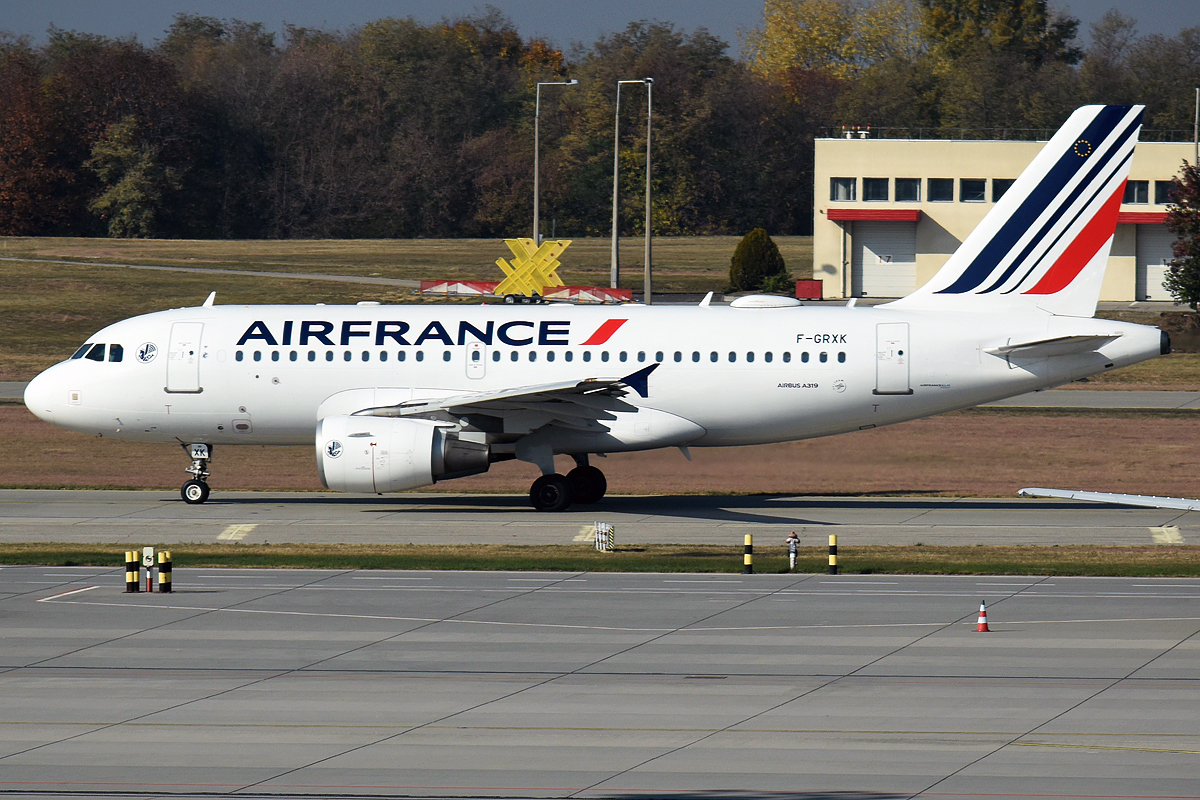
エアバスA319-100
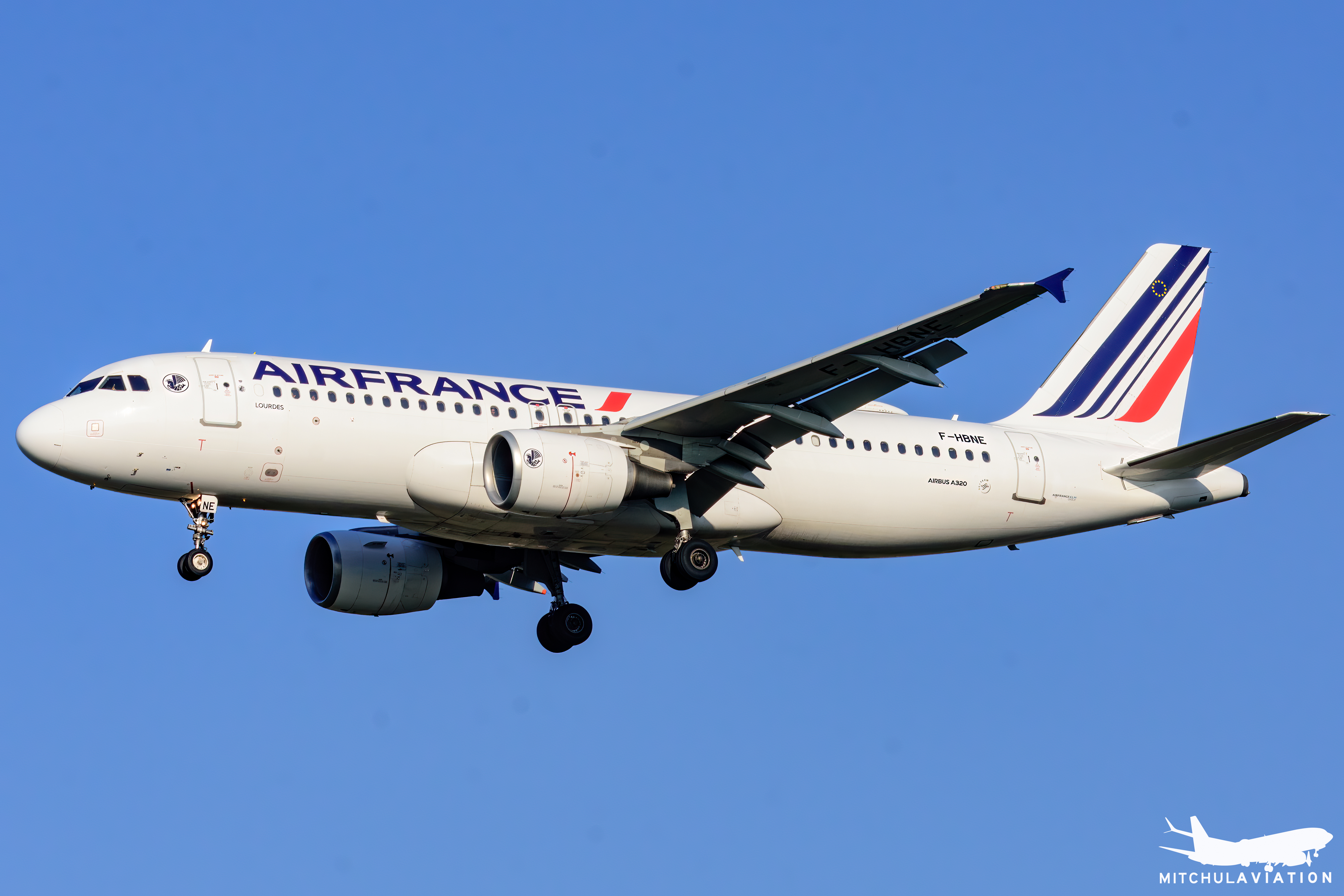
エアバスA320-200
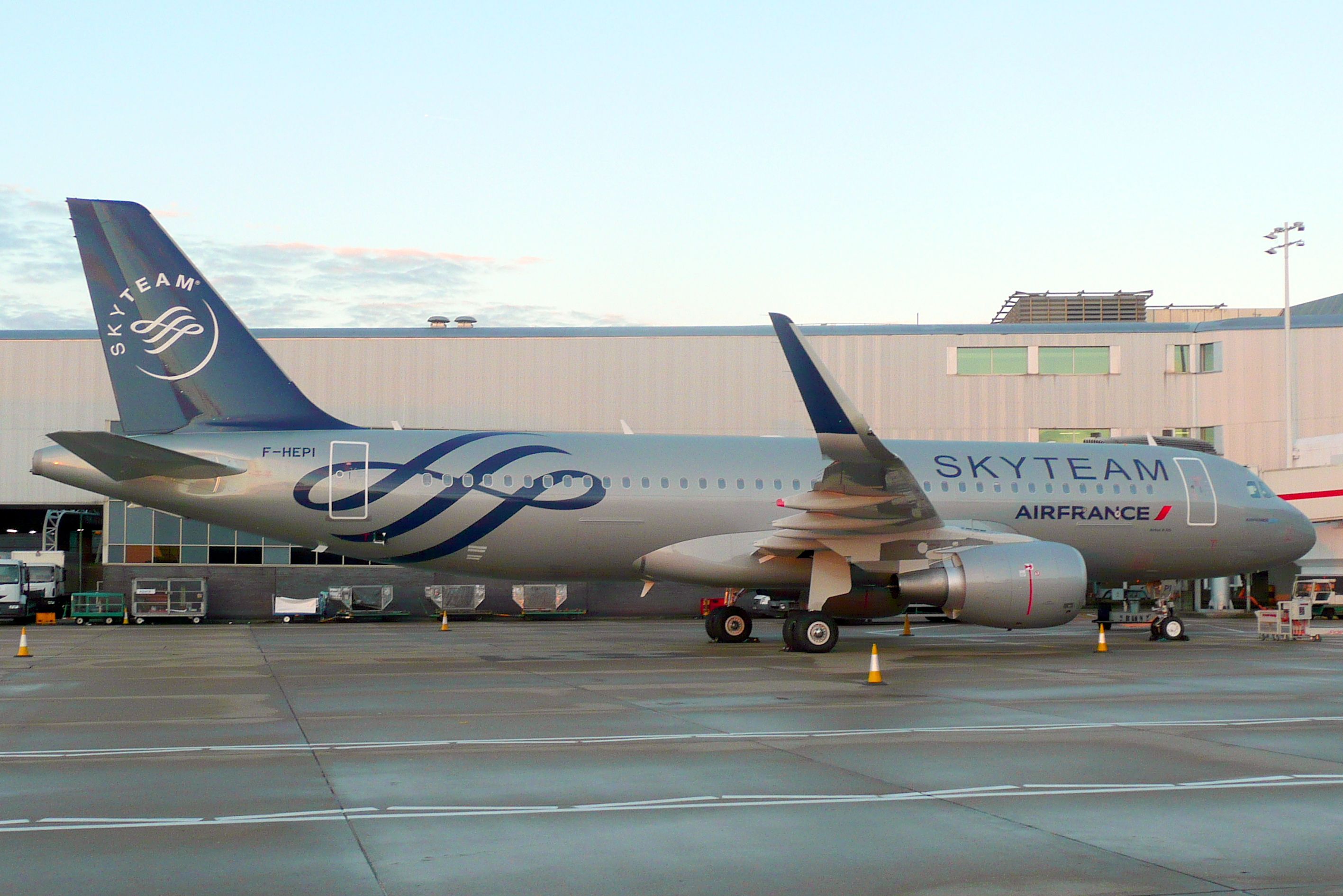
エアバスA320-200（スカイチーム塗装）
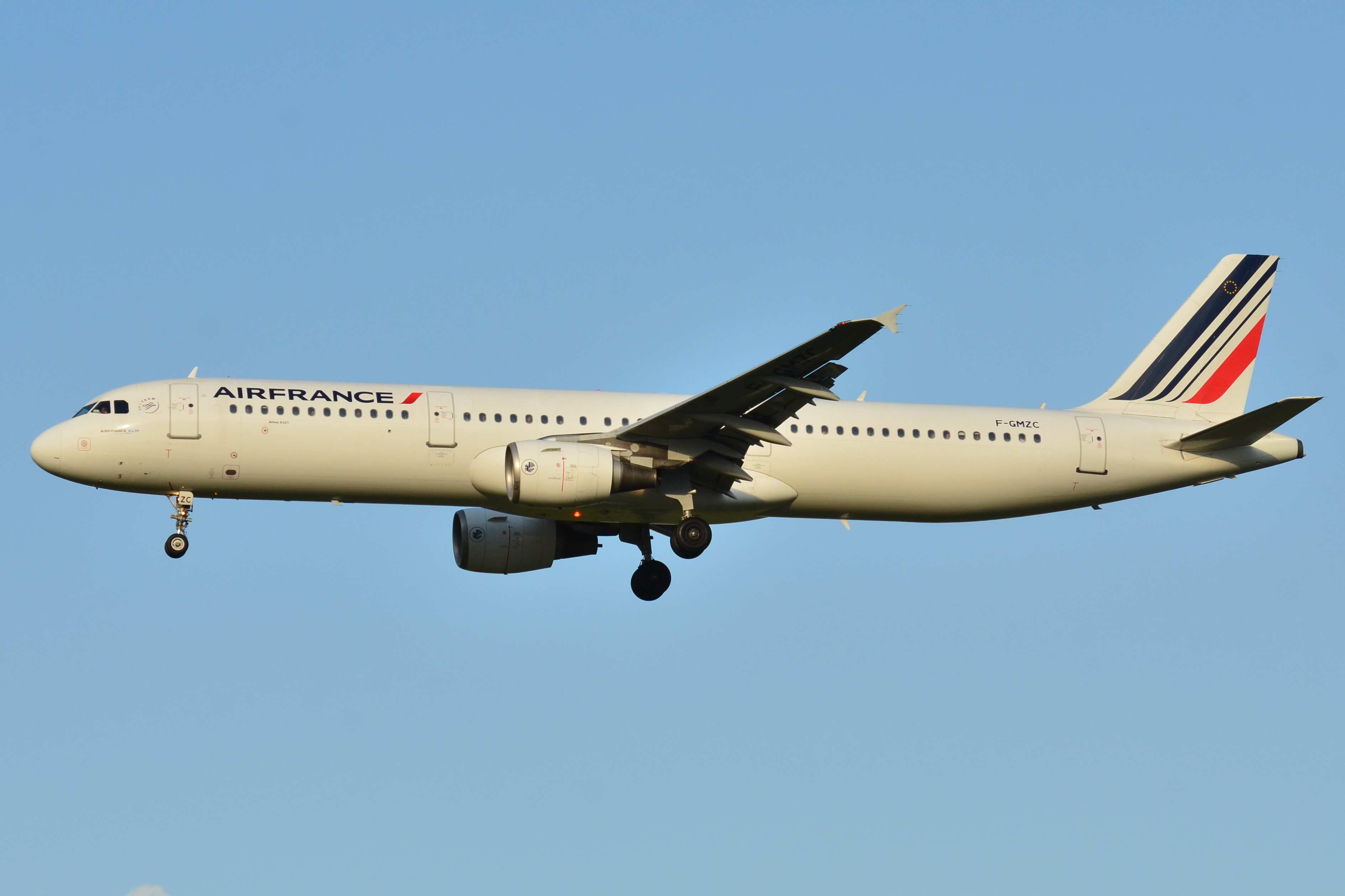
エアバスA321-100
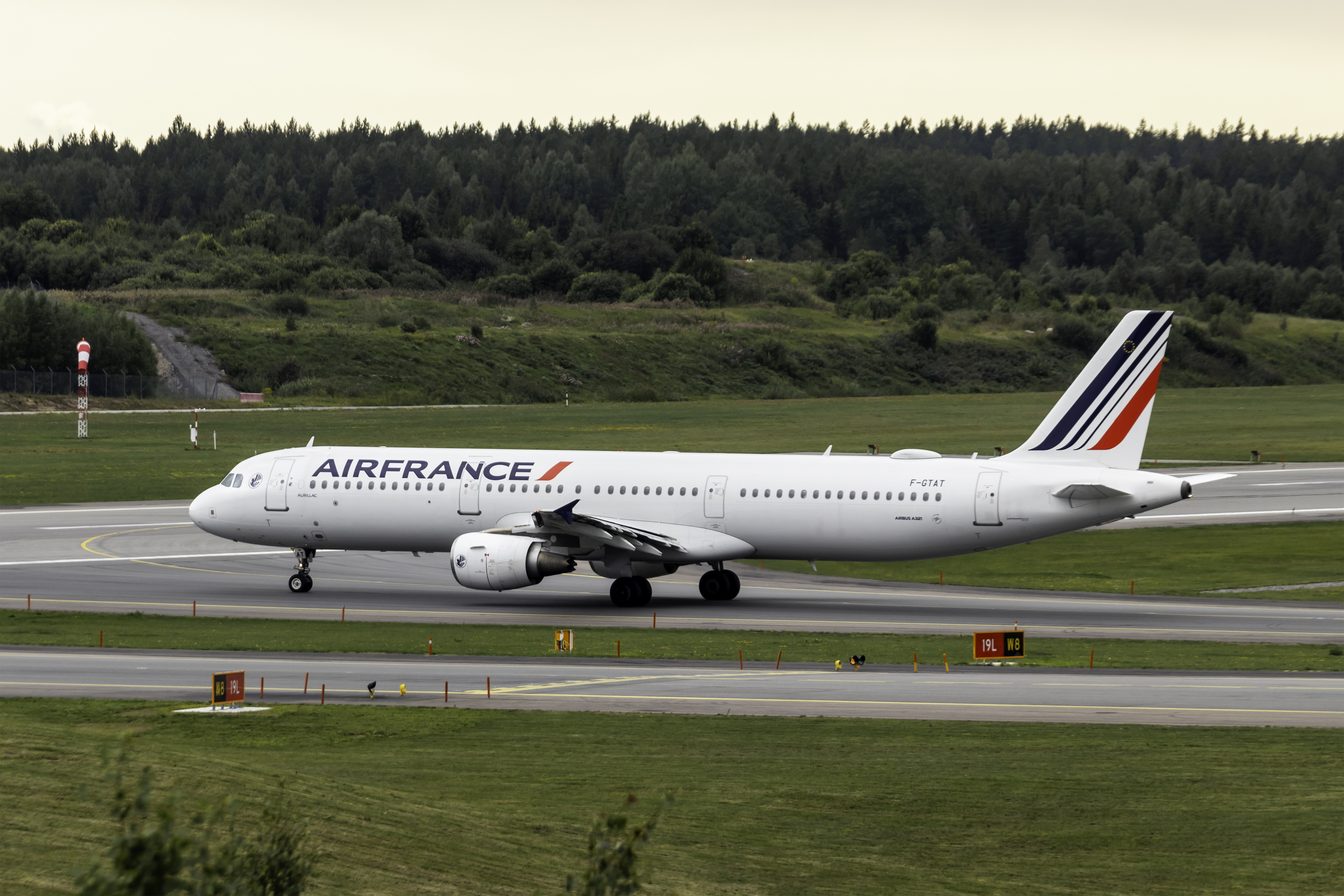
エアバスA321-200
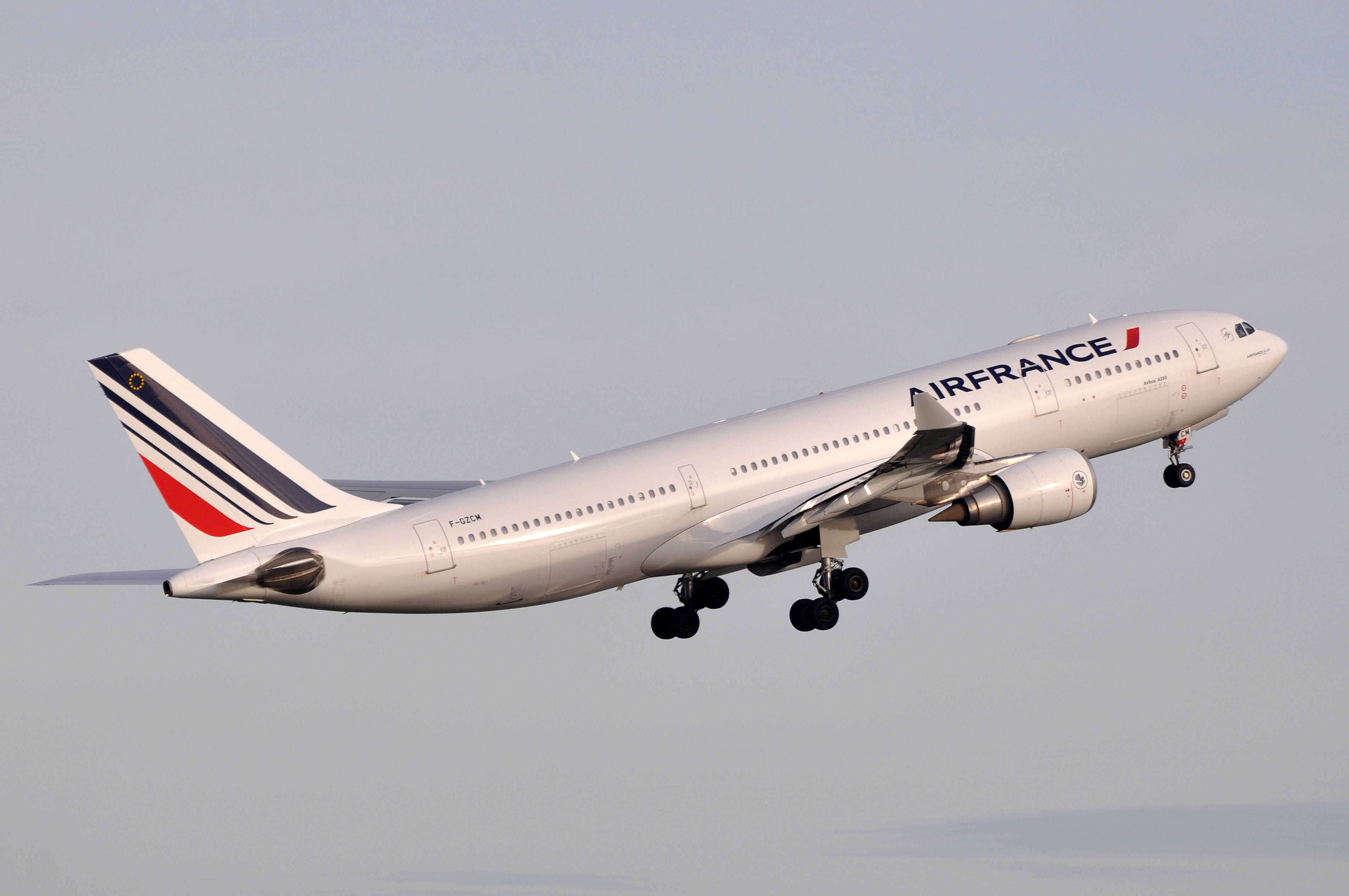
エアバスA330-200
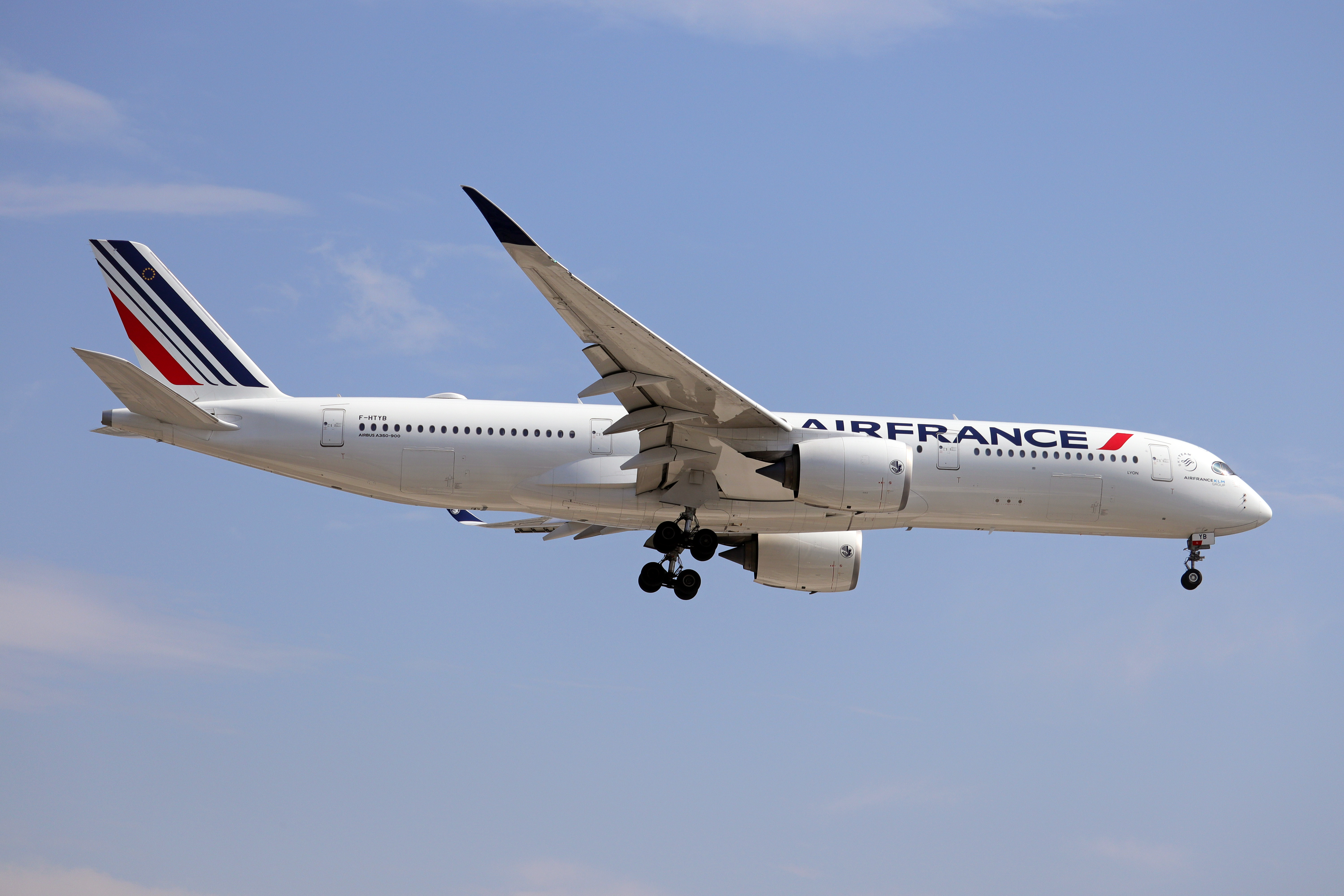
エアバスA350-900
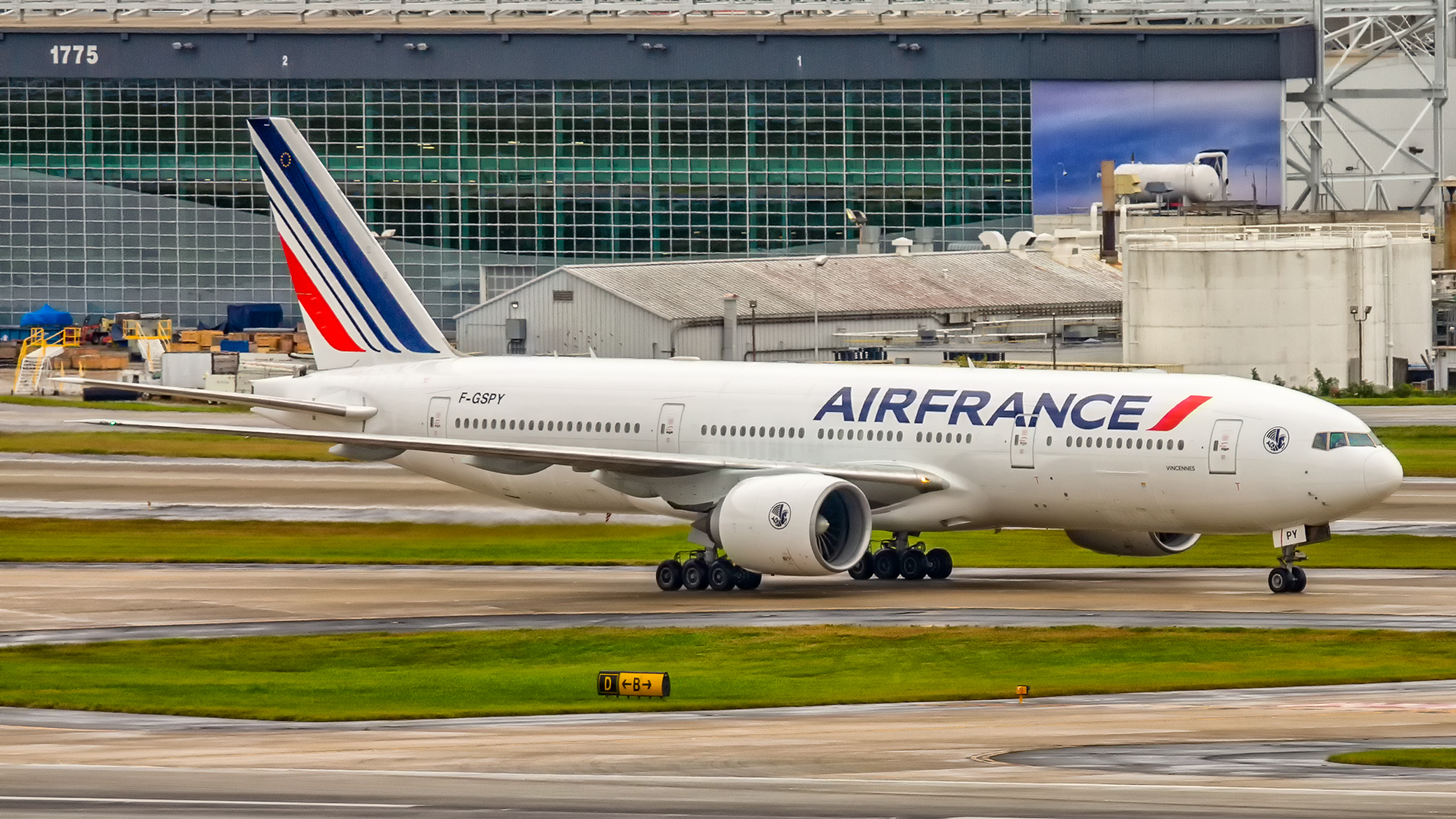
ボーイング777-200ER
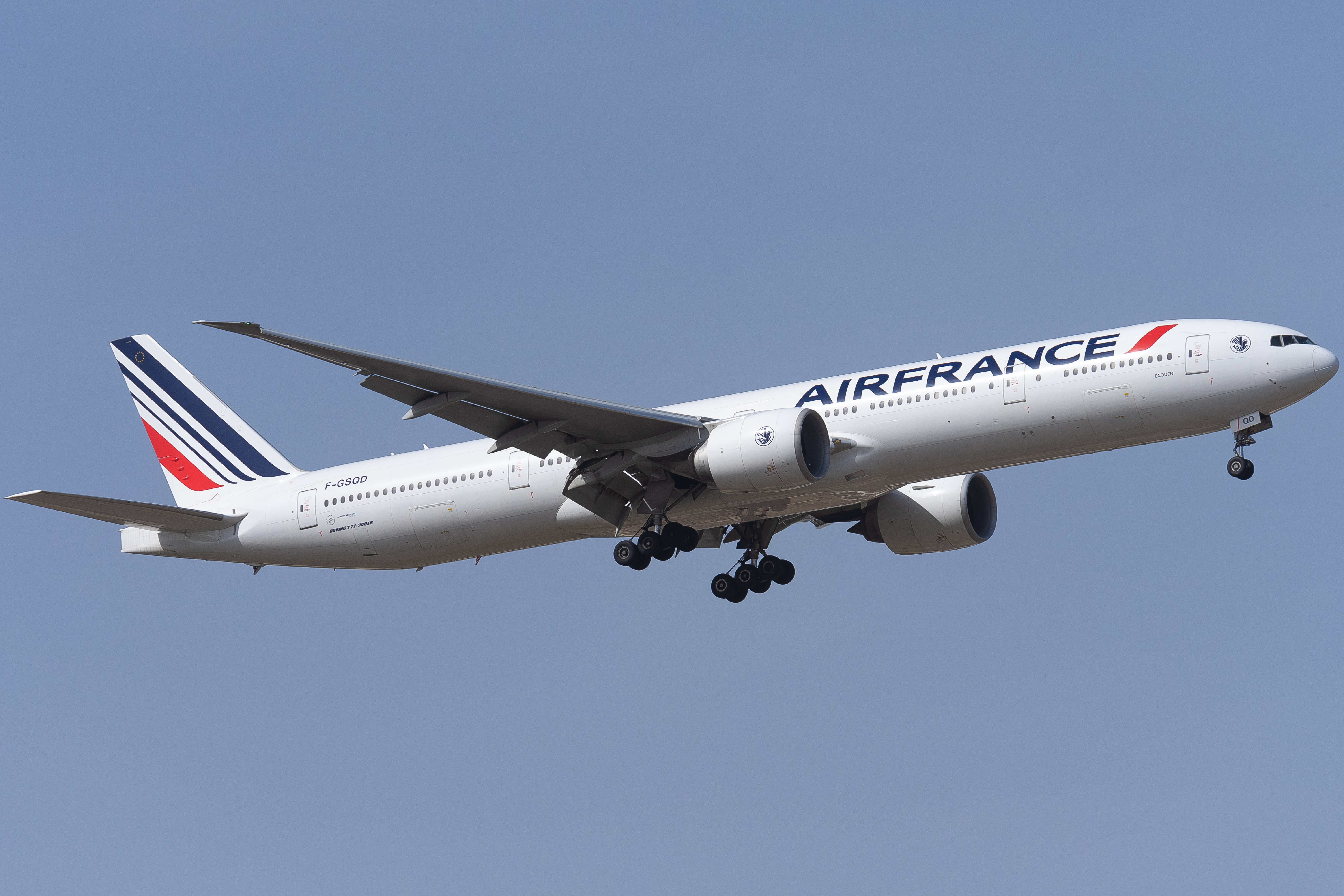
ボーイング777-300ER
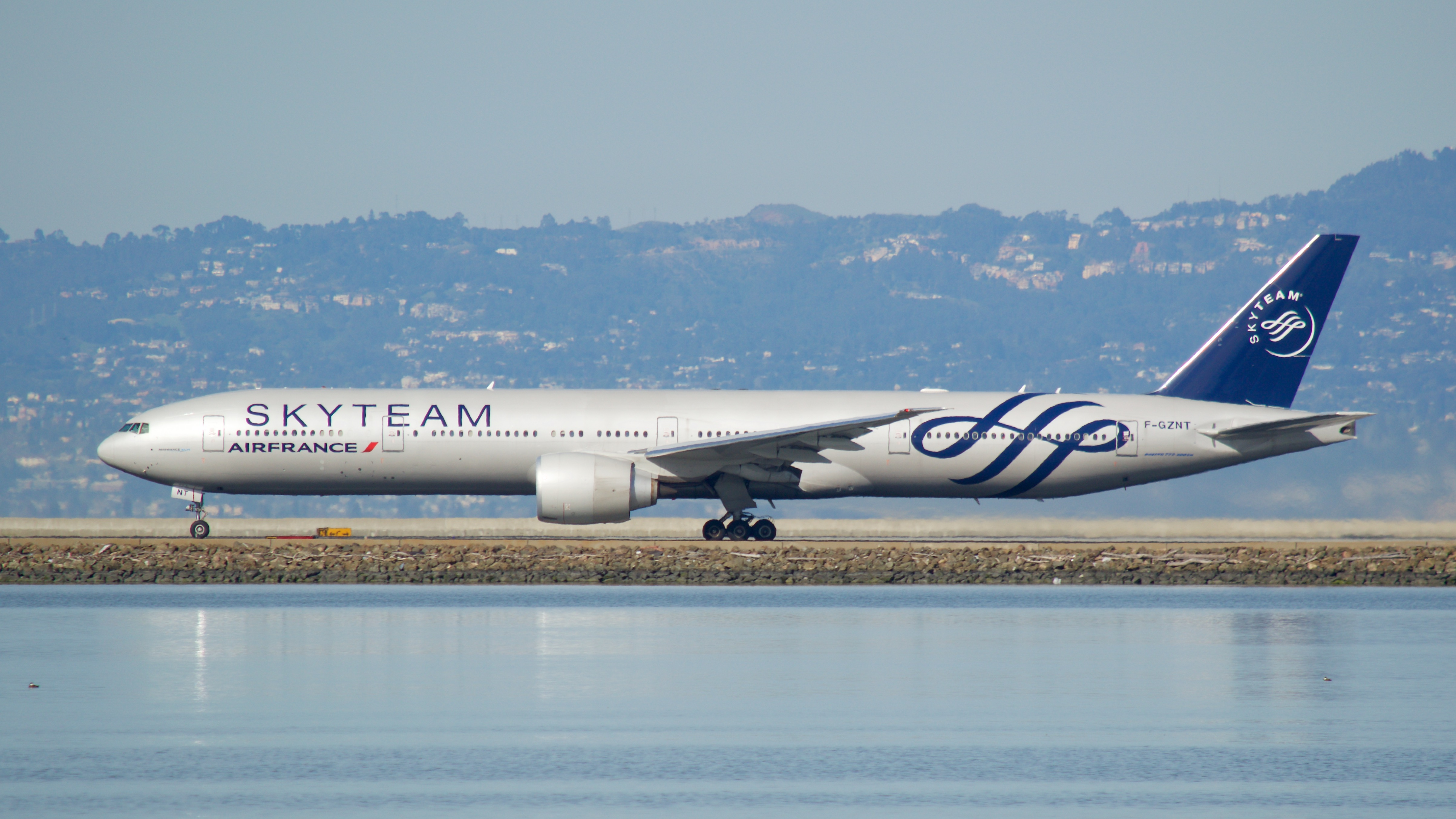
ボーイング777-300ER（スカイチーム塗装）
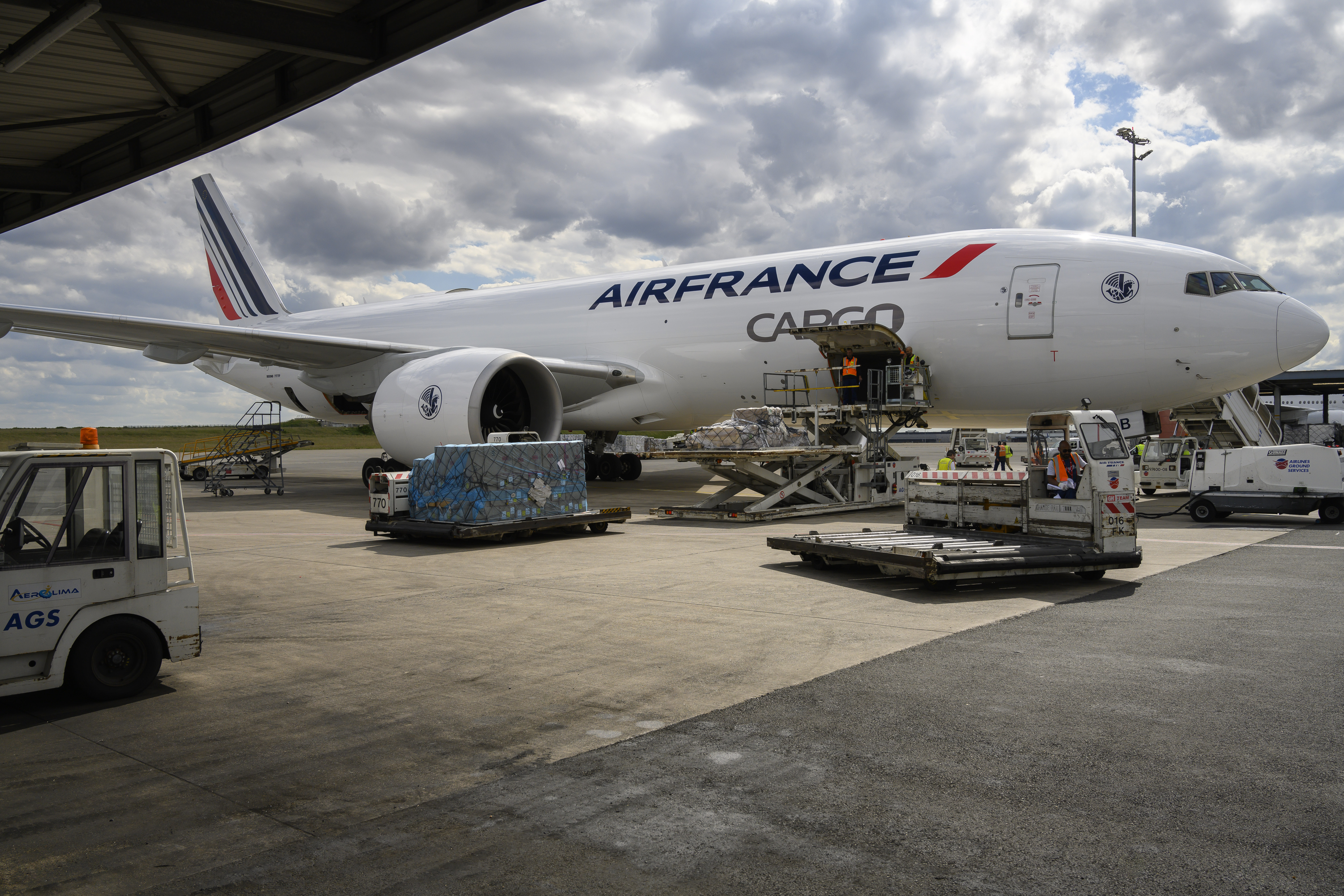
ボーイング777F
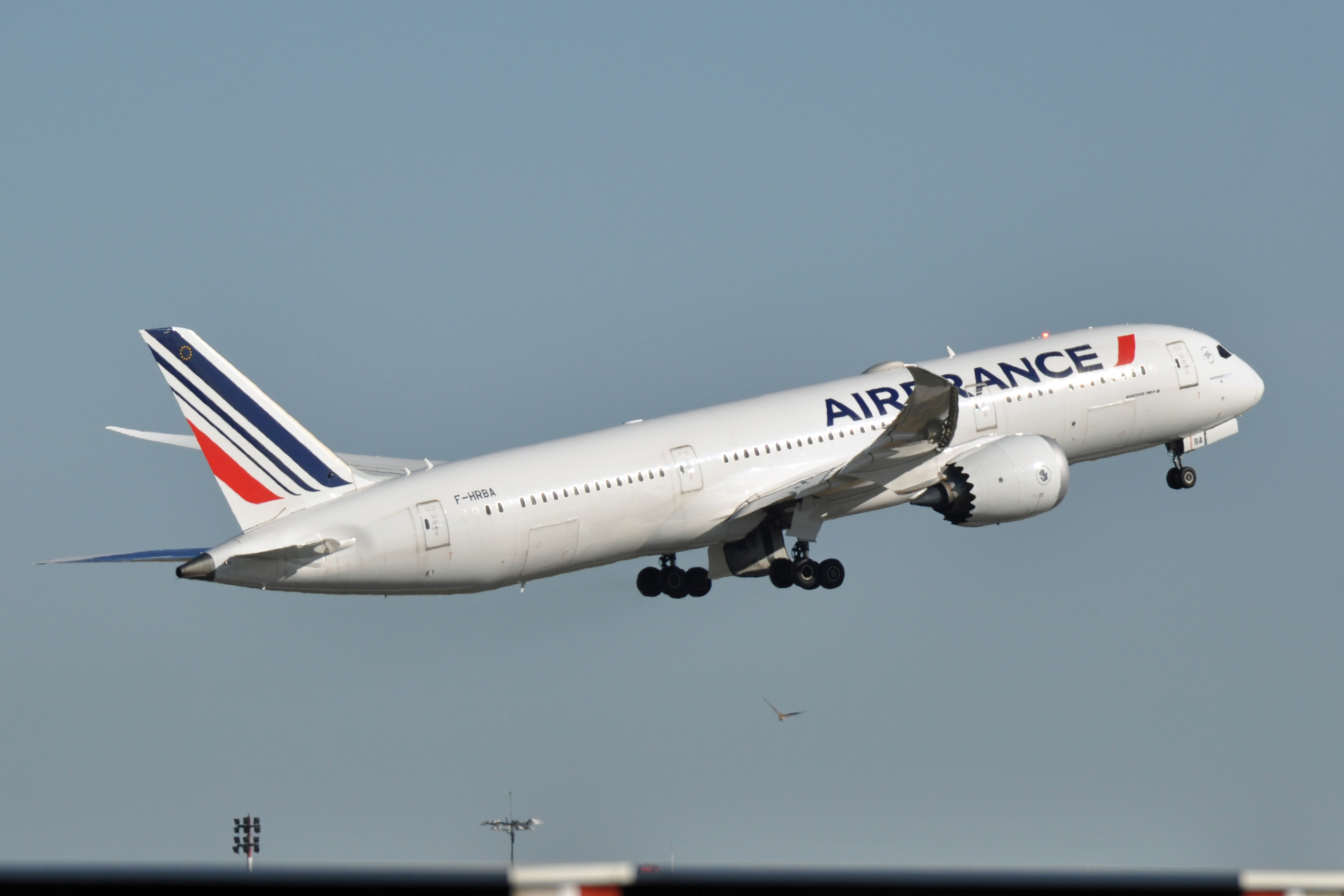
ボーイング787-9
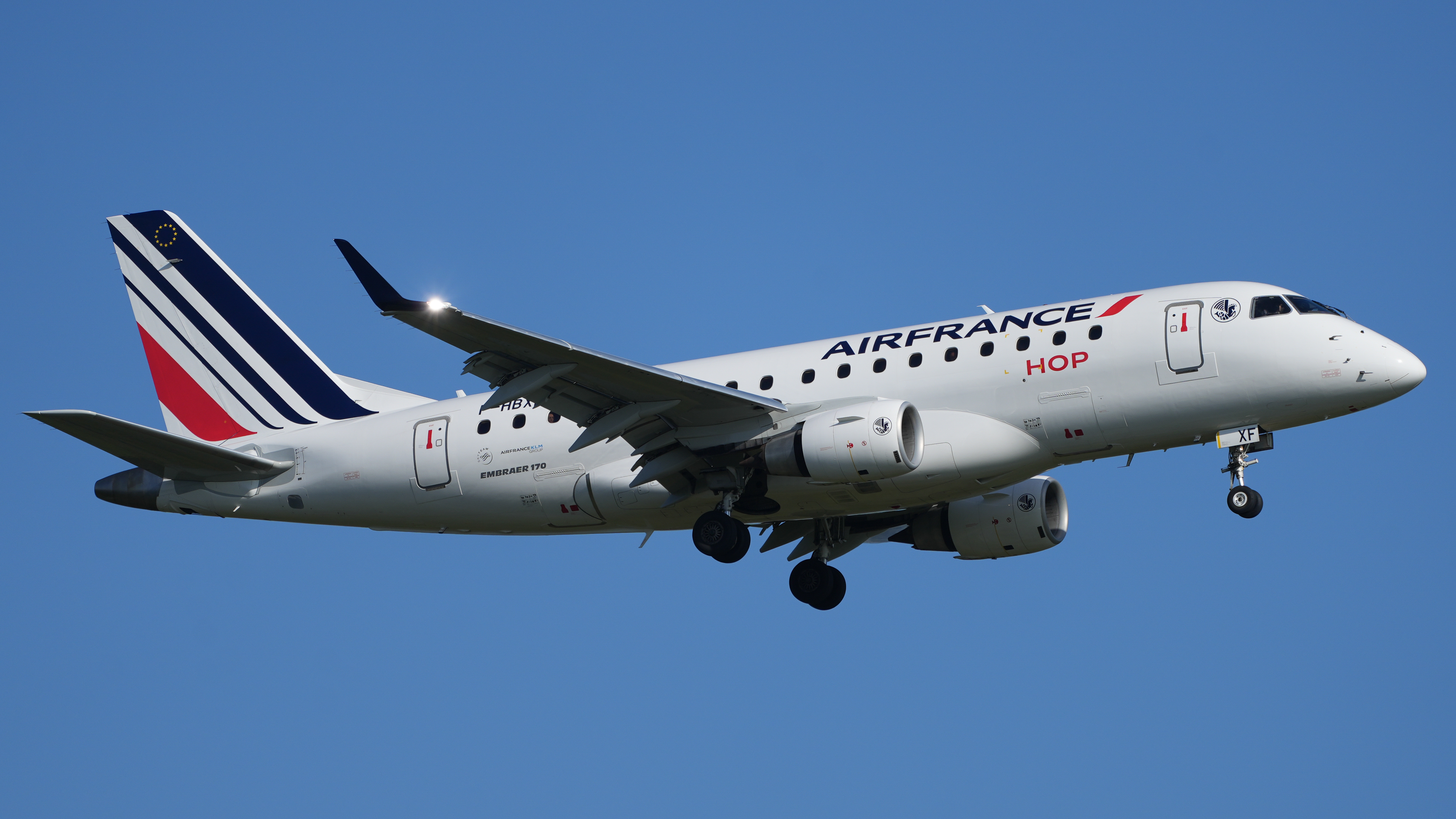
エンブラエル 170（エールフランス・オップ）
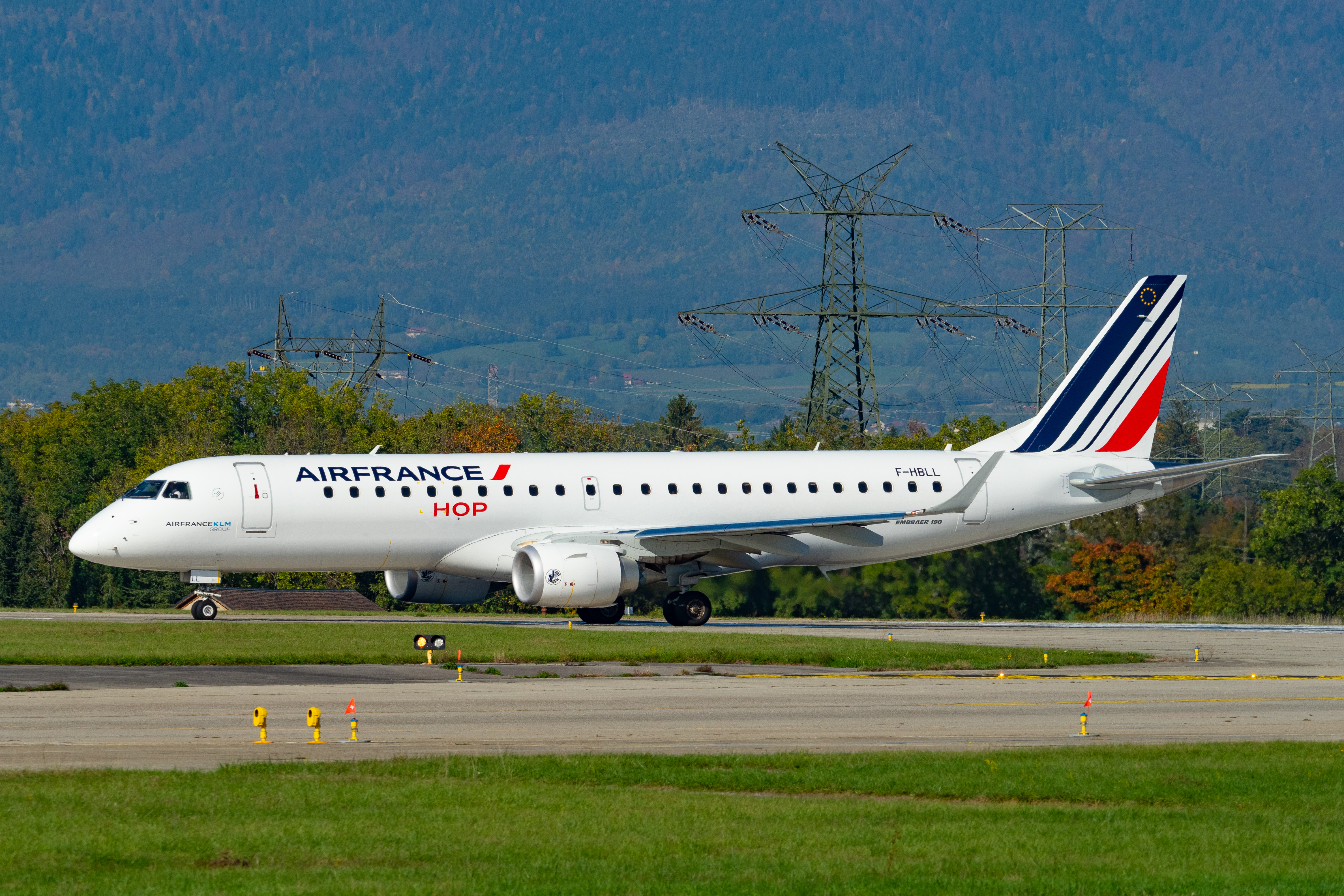
エンブラエル 190（エールフランス・オップ）

### 退役済機材
- コンコルド
- エアバスA300B2/B4
- エアバスA310-200/300
- エアバスA320-100
- エアバスA340-200/300
- エアバスA380-800
- ボーイング707-320B/C
- ボーイング727-200
- ボーイング737-200
- ボーイング737-300/500
- ボーイング747-100/200B/200M/200M(SUD)/200F
- ボーイング747-300/300M
- ボーイング747-400/400M/400ERF/400BCF[注釈 4] (2016年1月14日に退役[18])
- ボーイング767-200ER/300ER
- ブレゲー デュポン
- デ・ハビランド DH.106 コメット
- ドボワチン D.338
- ダグラス DC-3
- ダグラス DC-4
- ダグラス DC-6
- ダグラス DC-8-61
- フォッカー F27
- フォッカー F28
- フォッカー 100
- ユンカース Ju 52
- ラテコエール 631
- ロッキード L-049/L-749 コンステレーション
- ロッキード L-1049 スーパーコンステレーション
- ロッキード L-1649A スターライナー
- ロッキード L-1011 トライスター
- マクドネル・ダグラス DC-10-30
- シュド・エスト SE.161
- シュド・ウエスト SO.30
- シュド・カラベル
- トランザール C-160
- ビッカース バイカウント

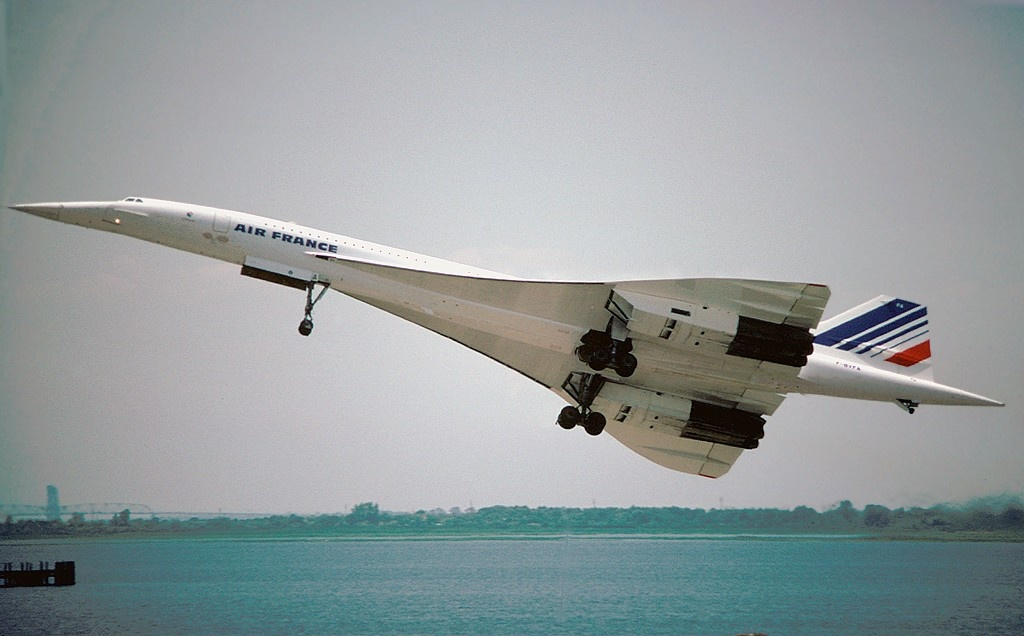
コンコルド
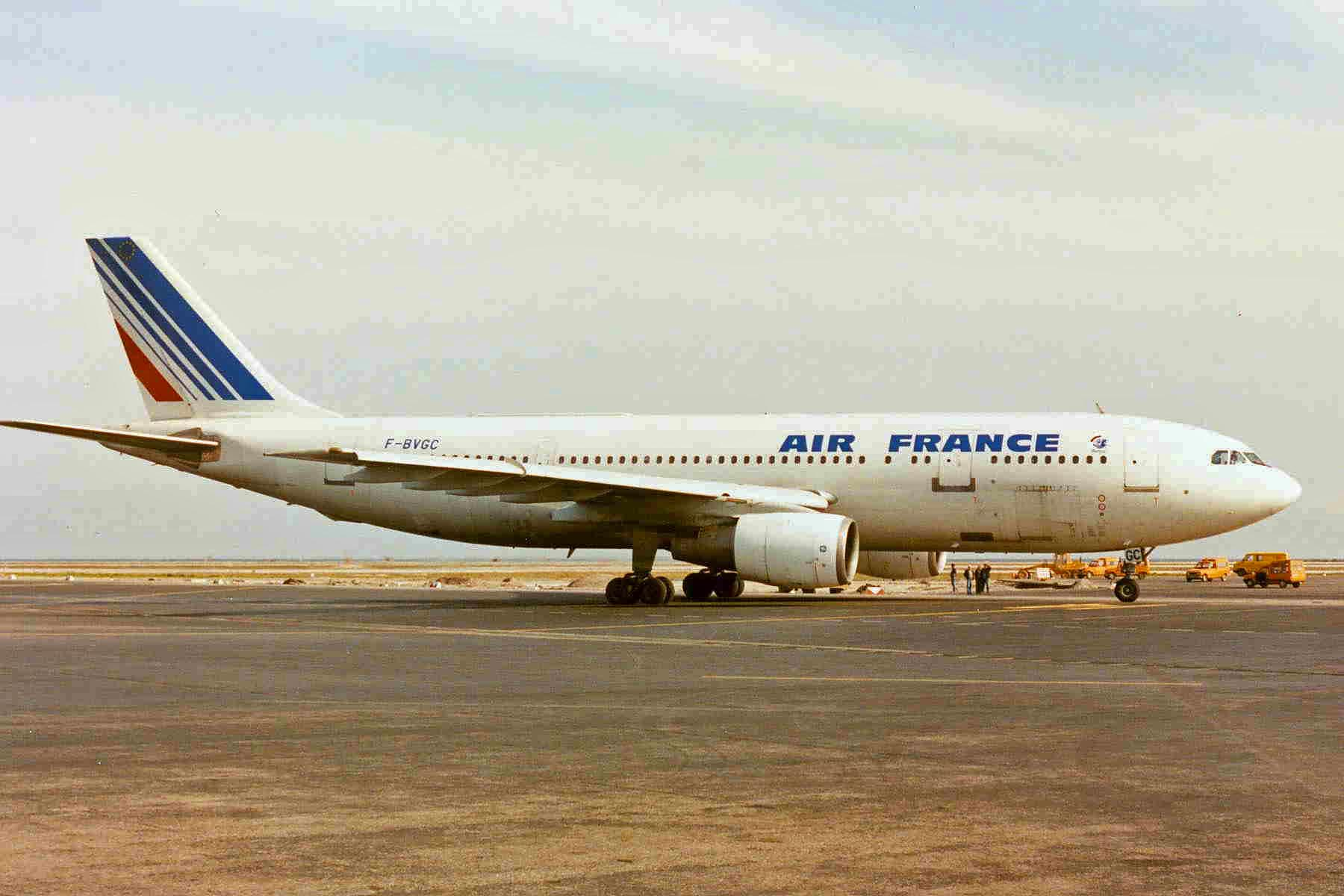
エアバスA300B2-100
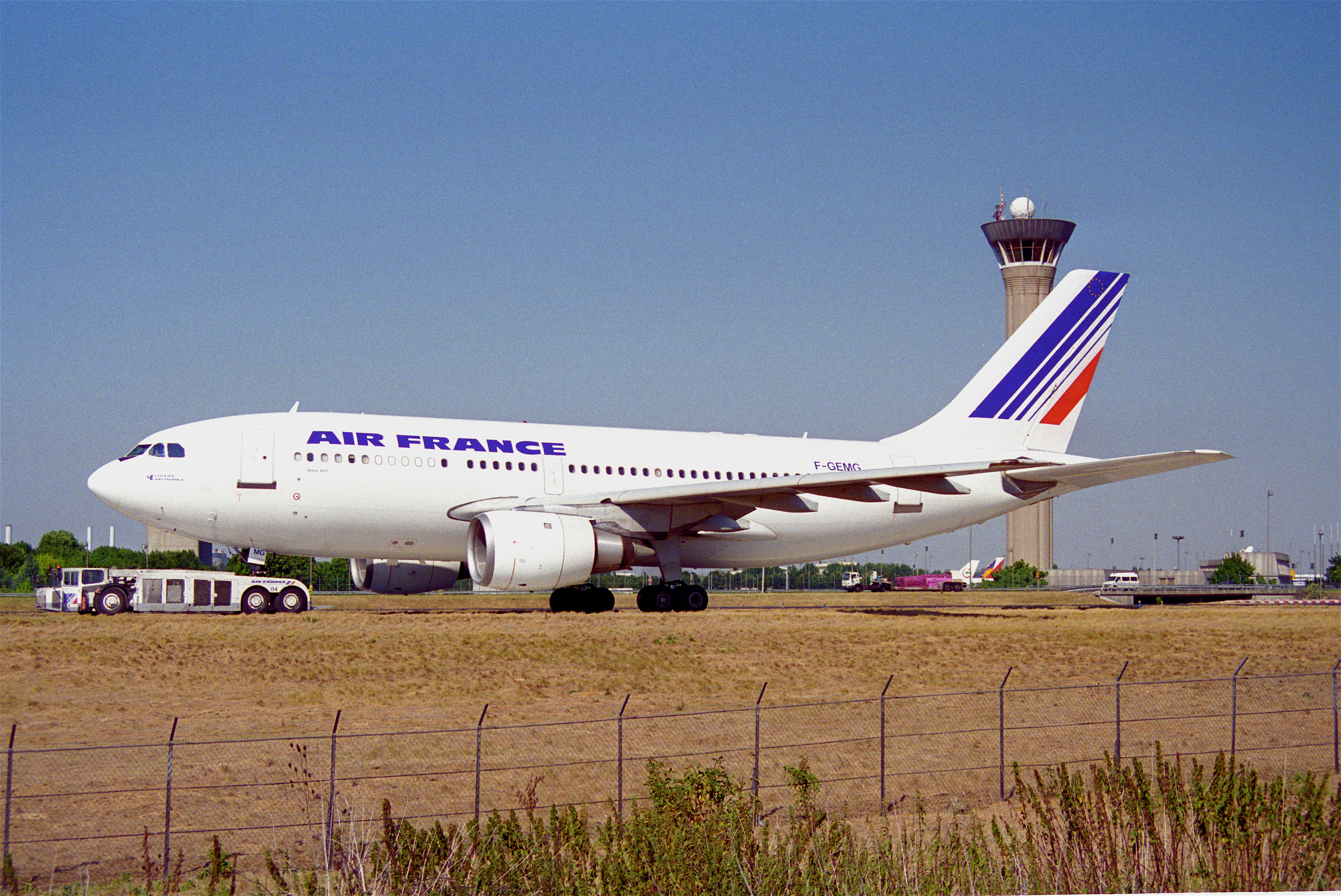
エアバスA310-200
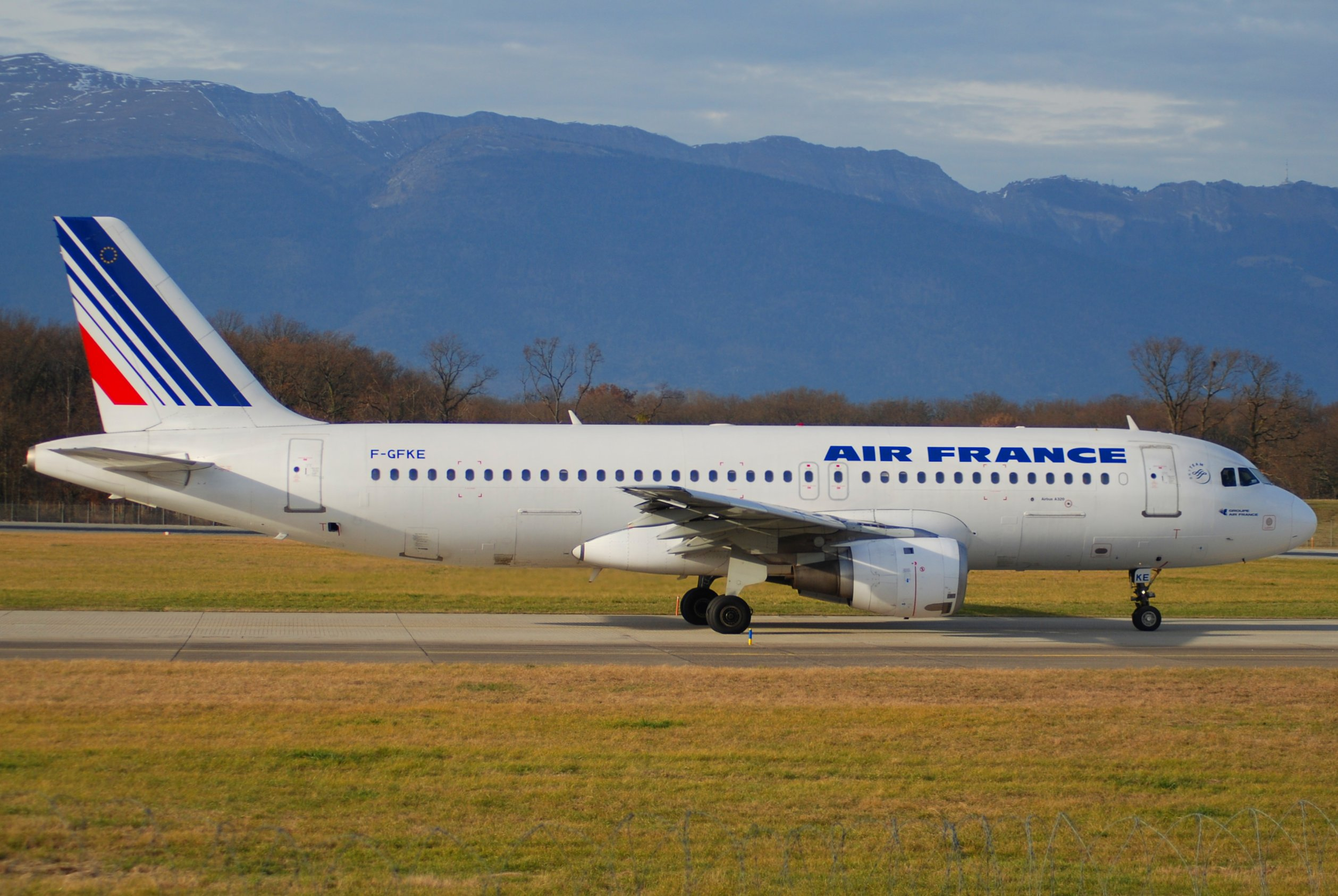
エアバスA320-100
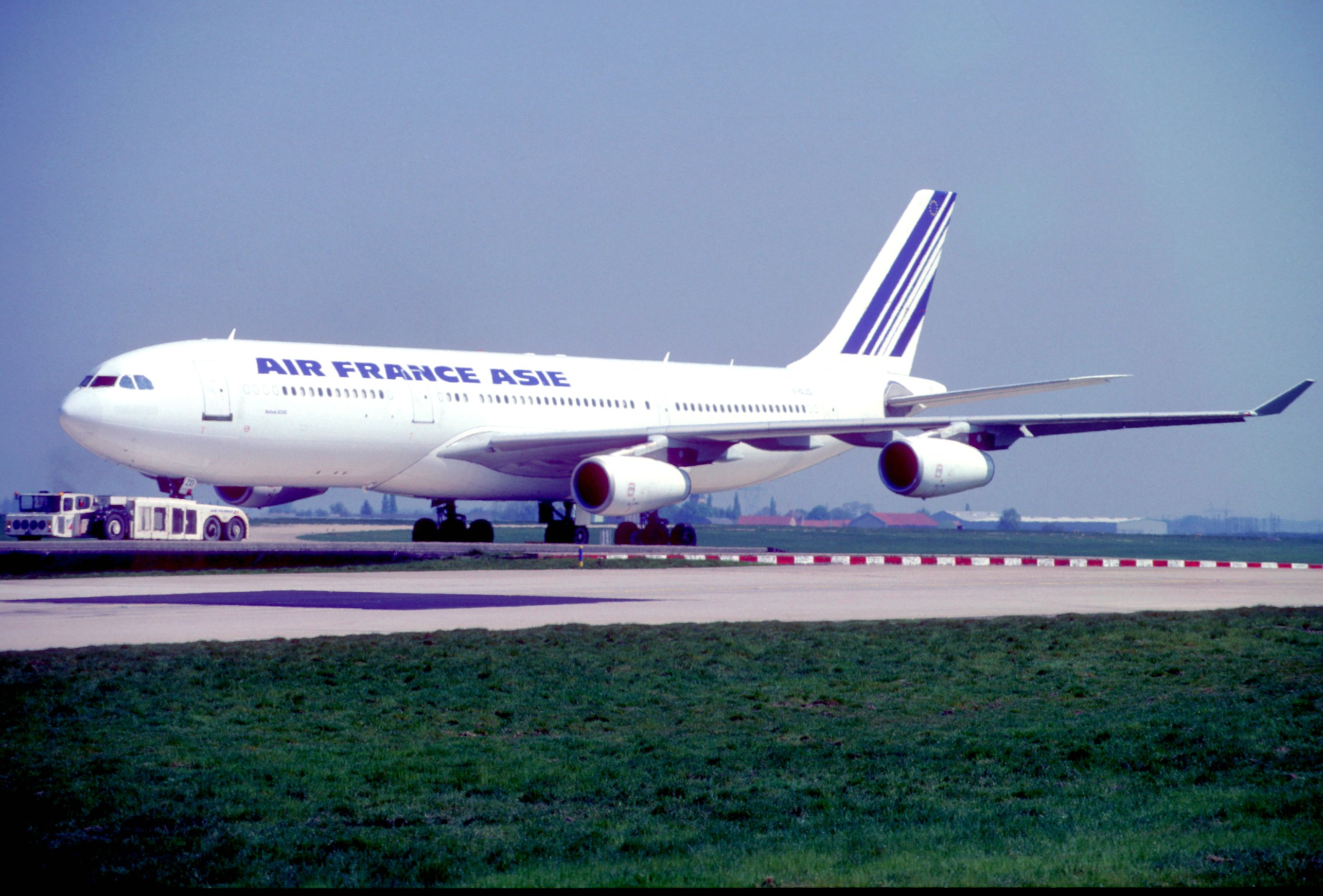
エアバスA340-200（エールフランス・アジー）
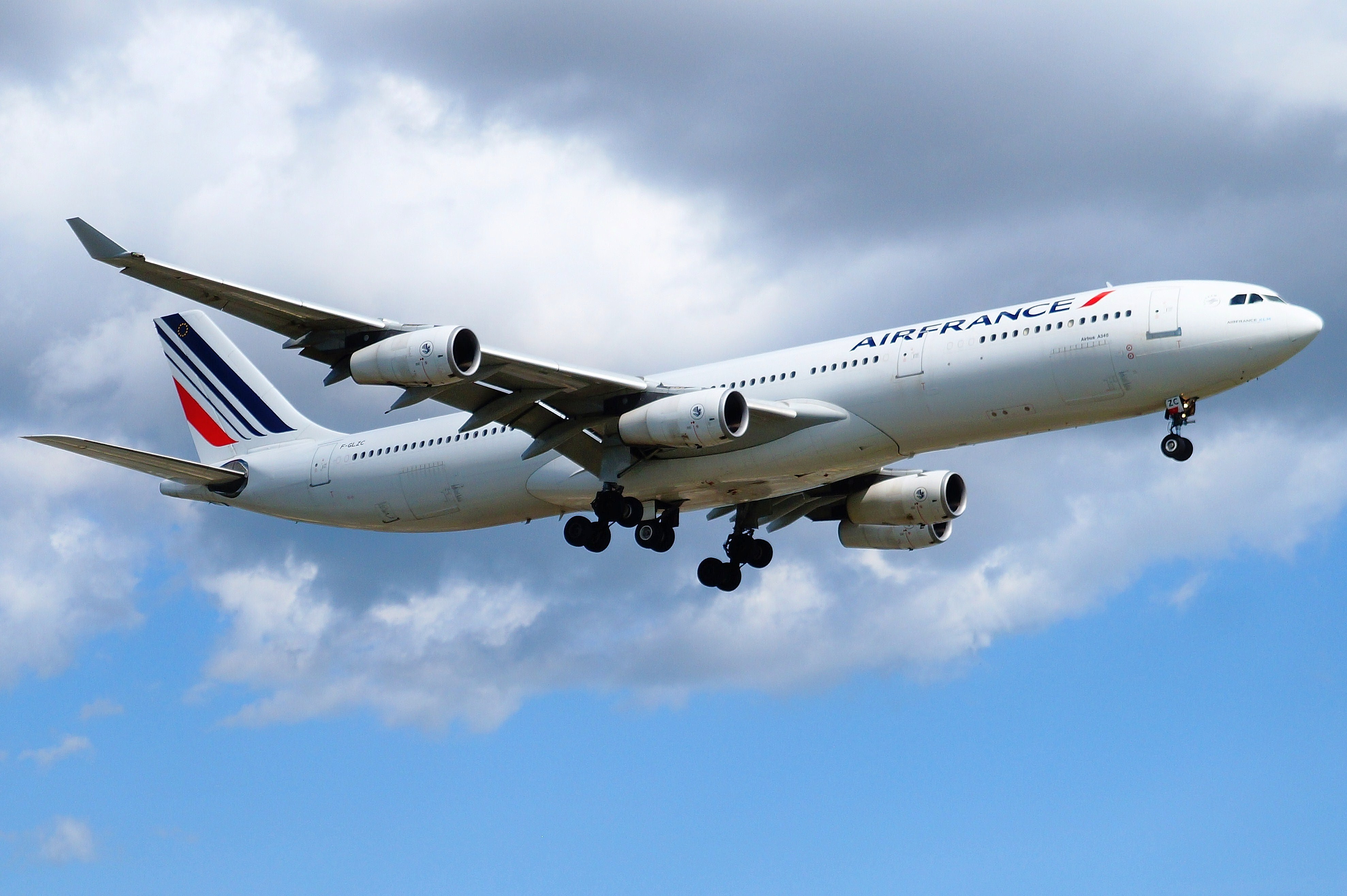
エアバスA340-300
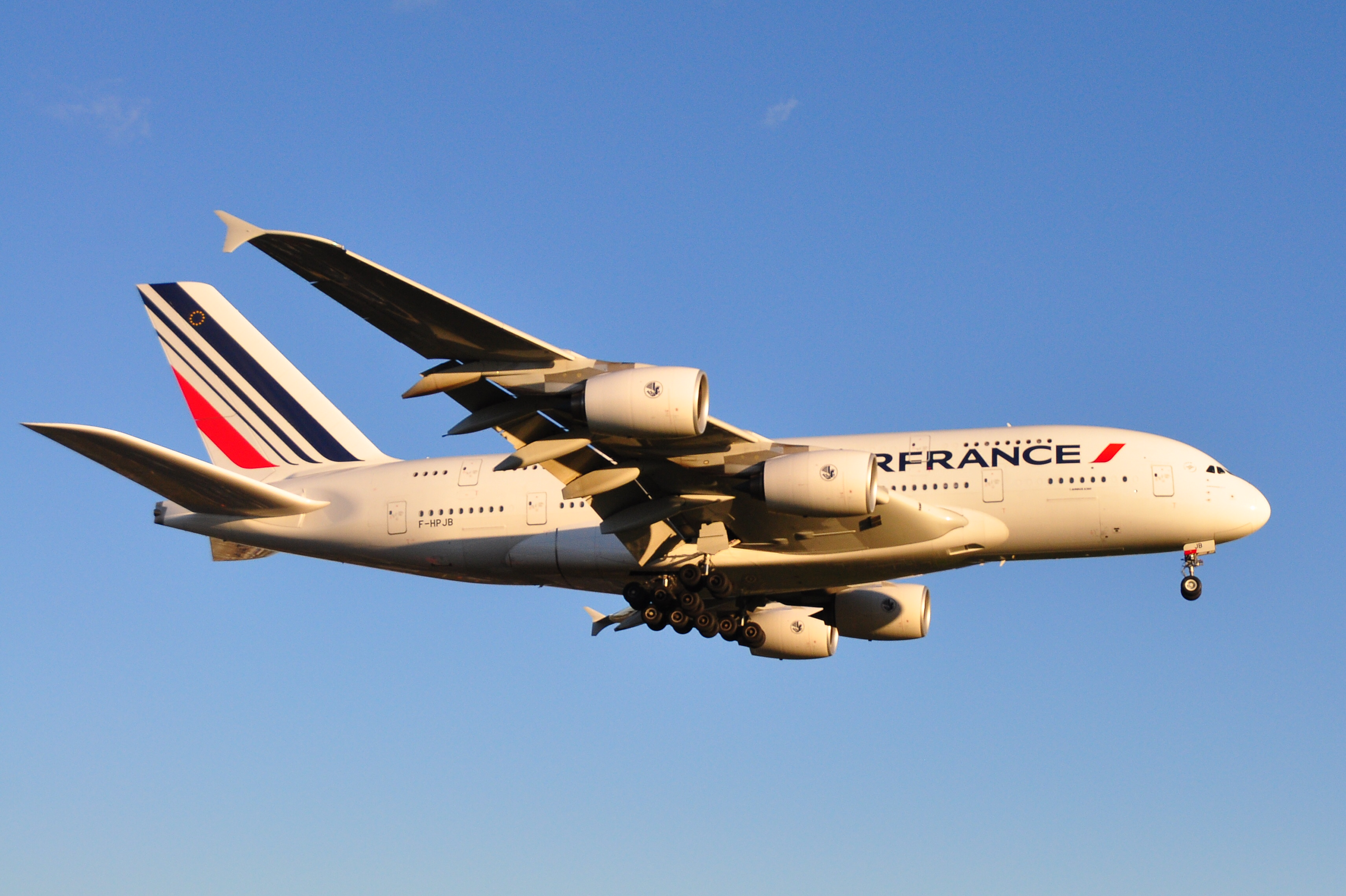
エアバスA380-800
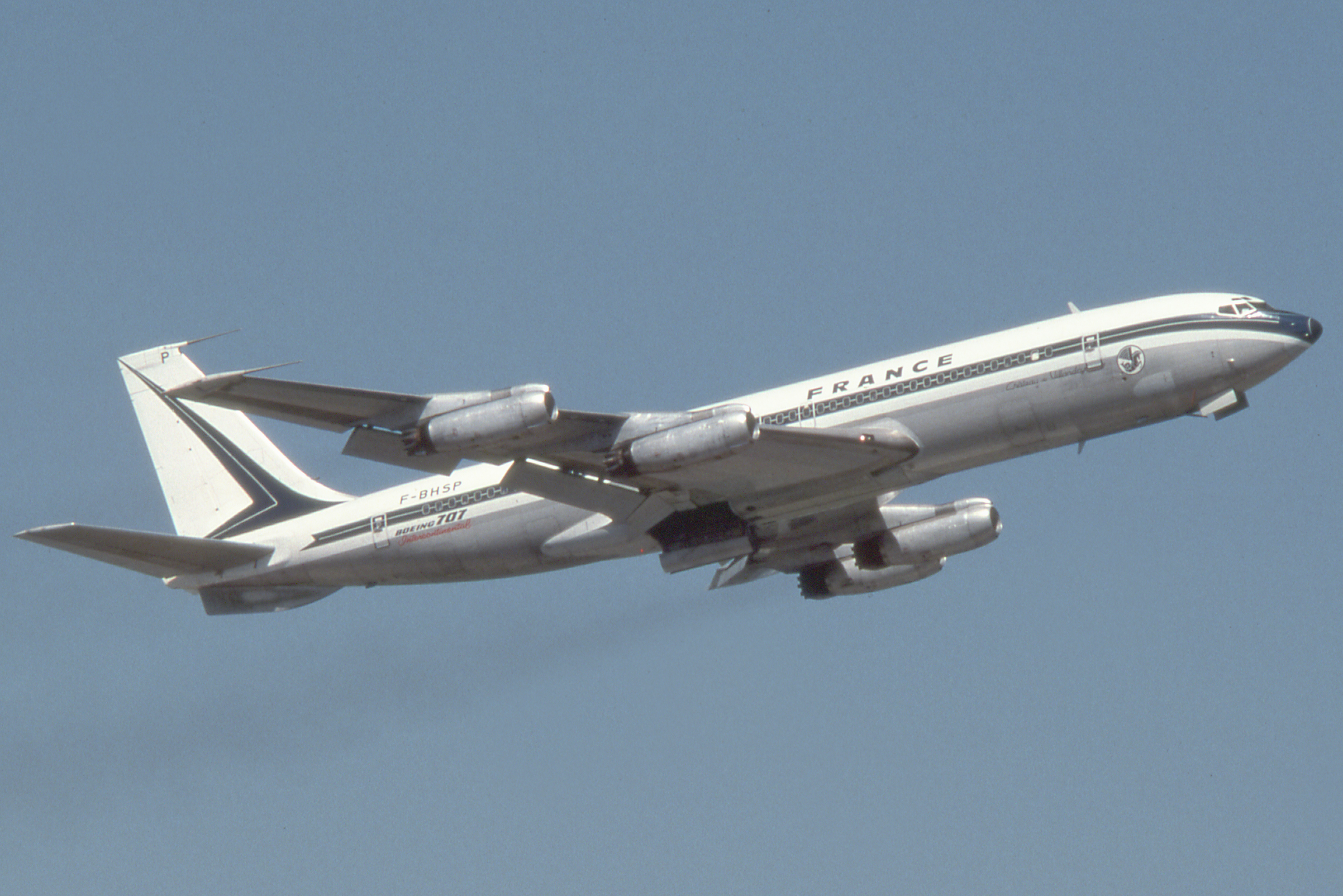
ボーイング707-320
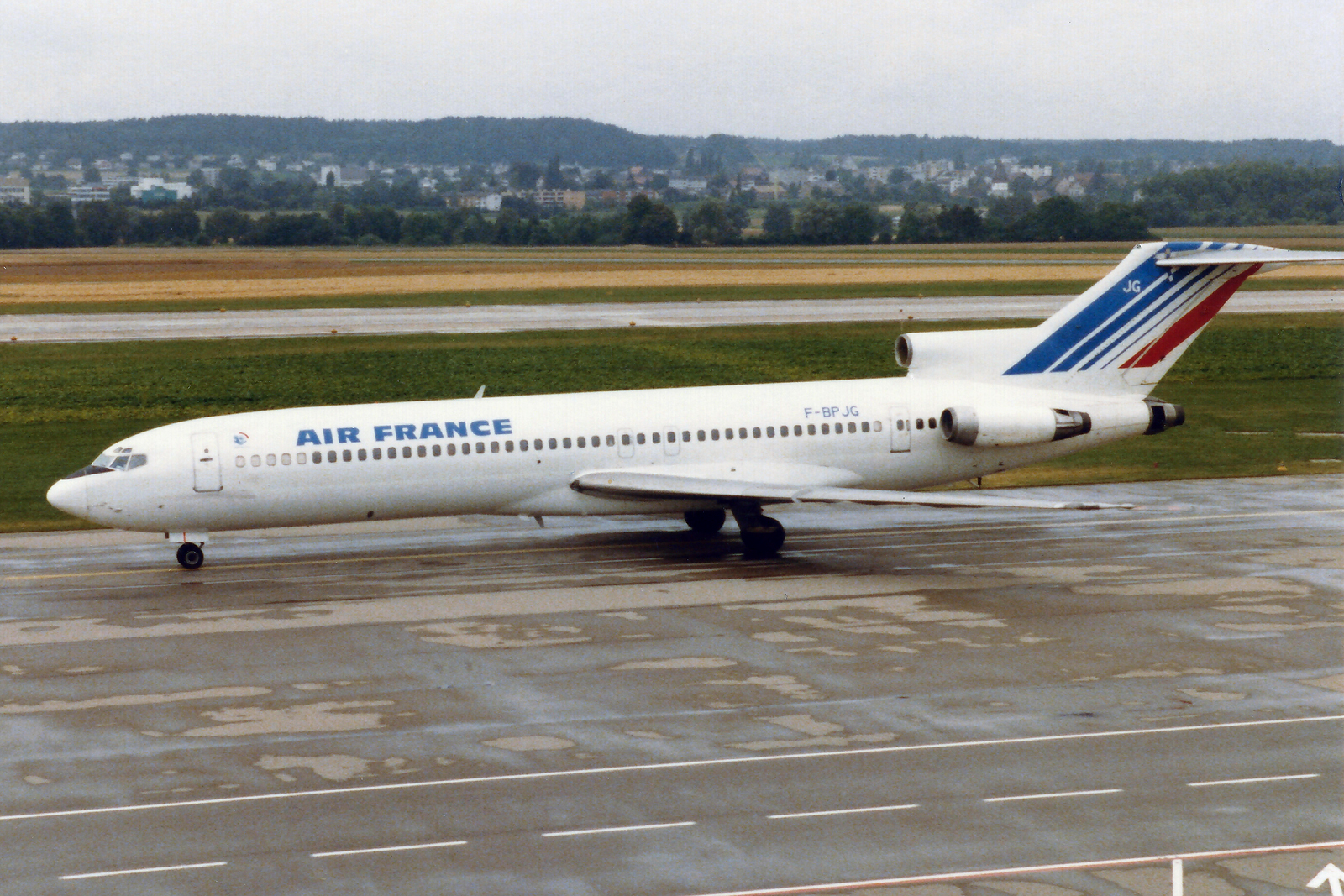
ボーイング727-200
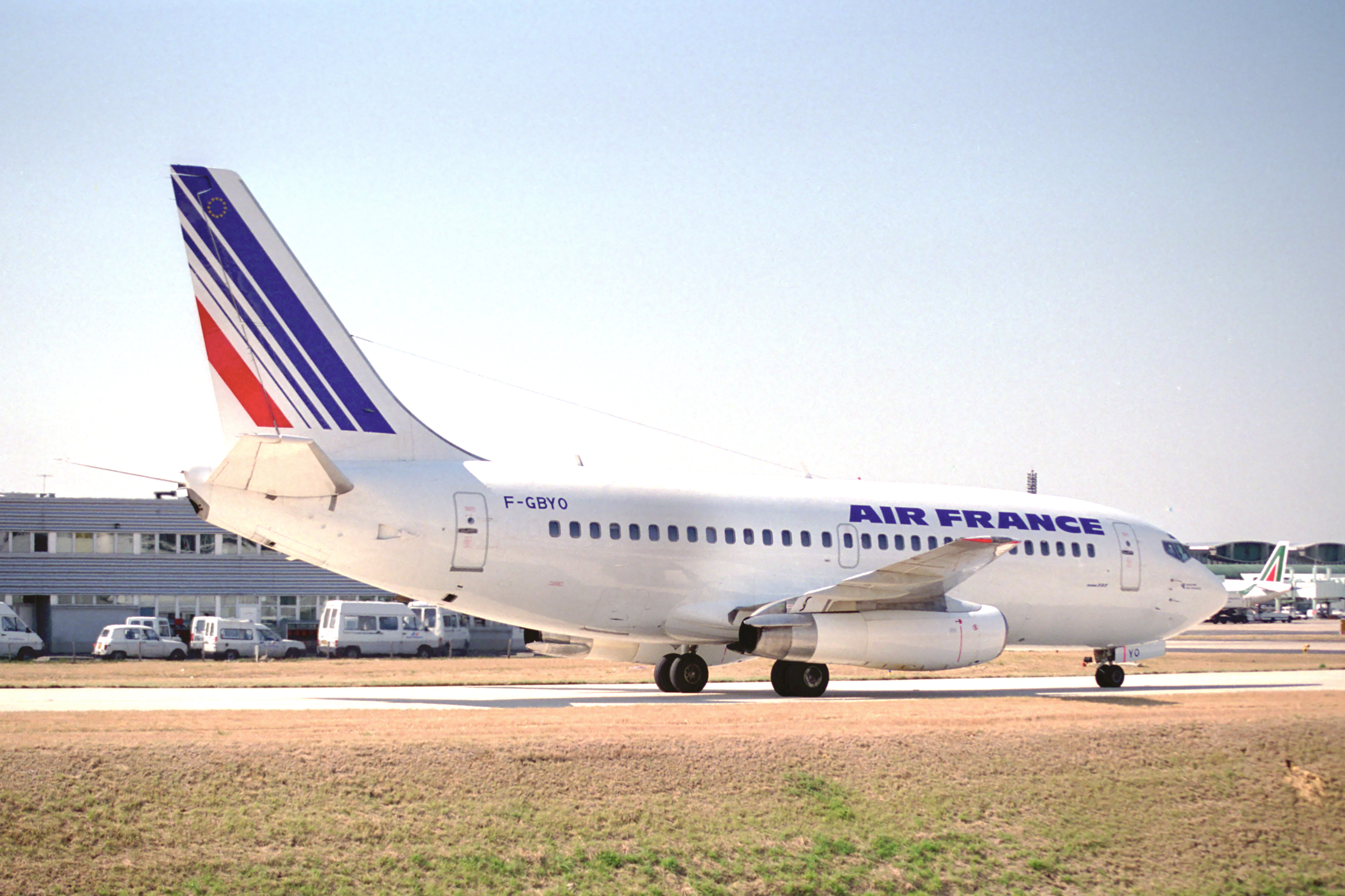
ボーイング737-200
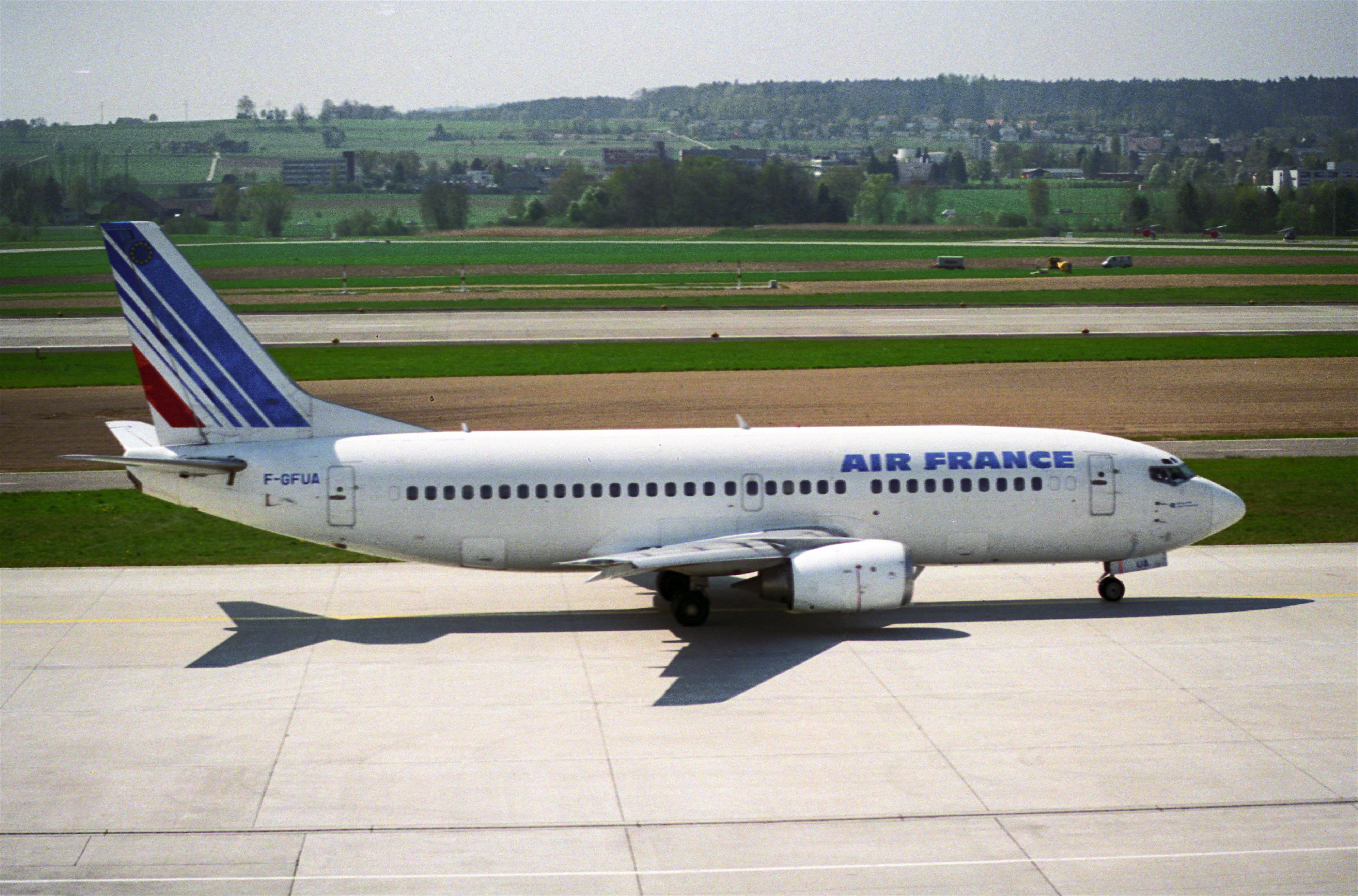
ボーイング737-300
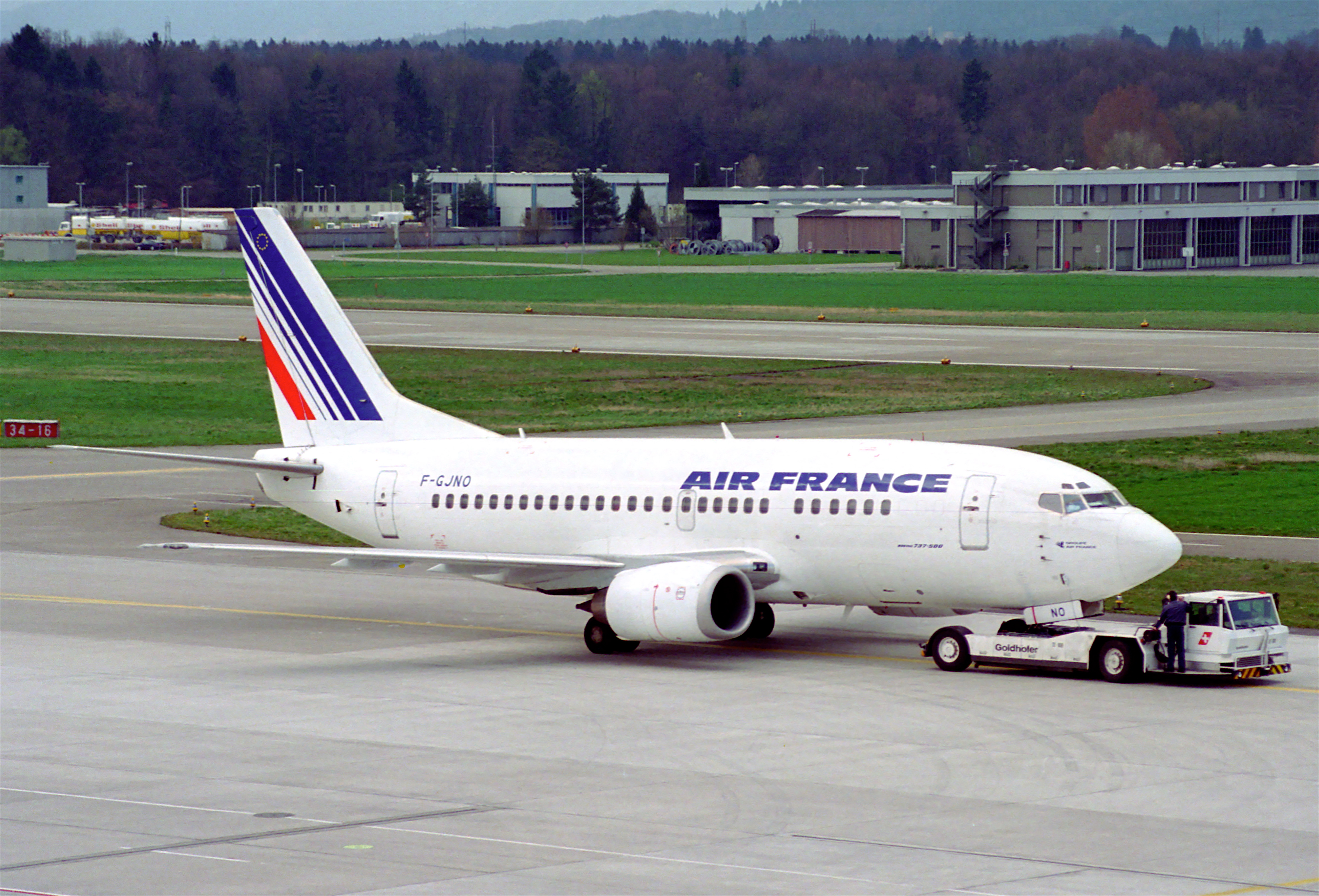
ボーイング737-500
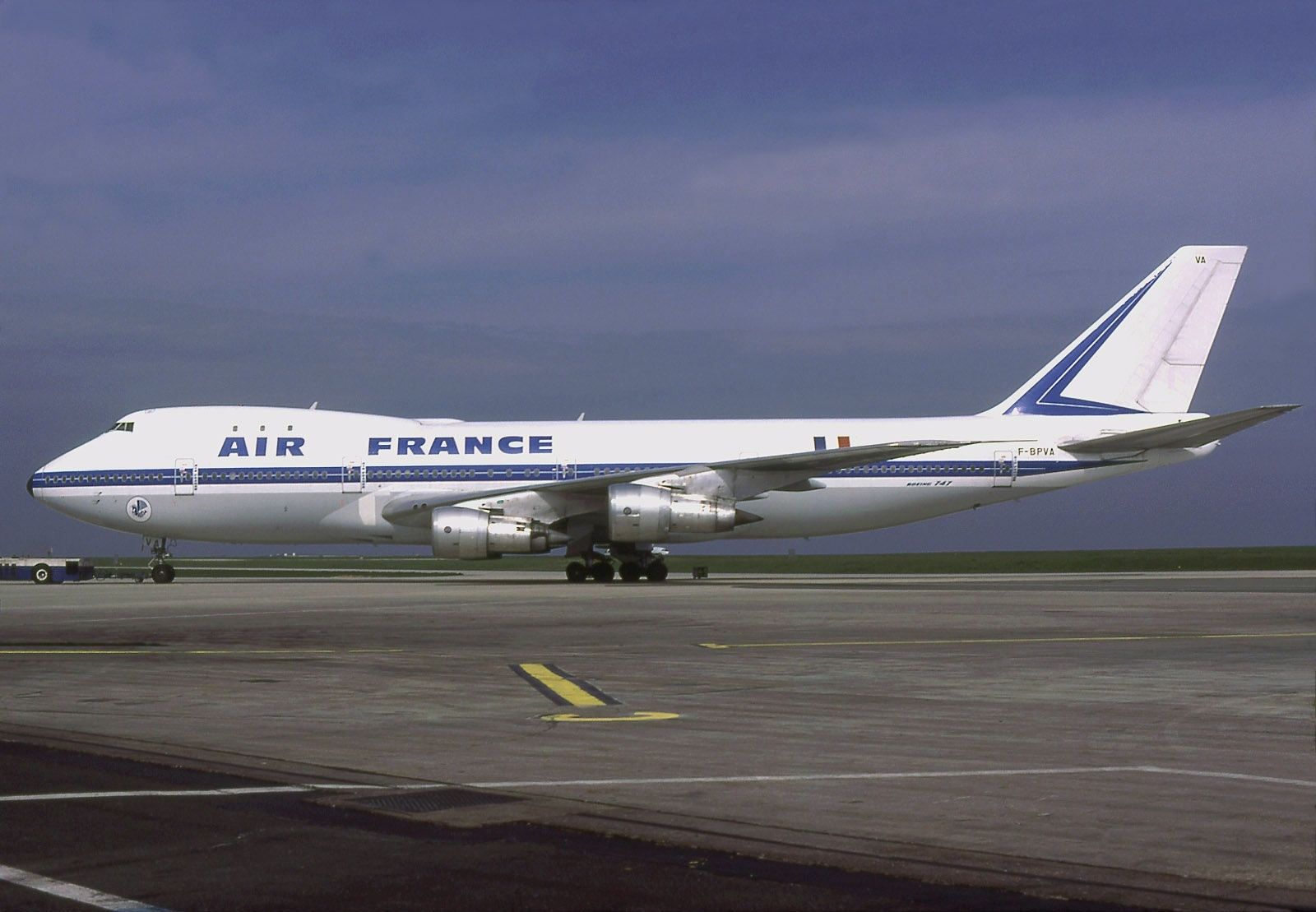
ボーイング747-100
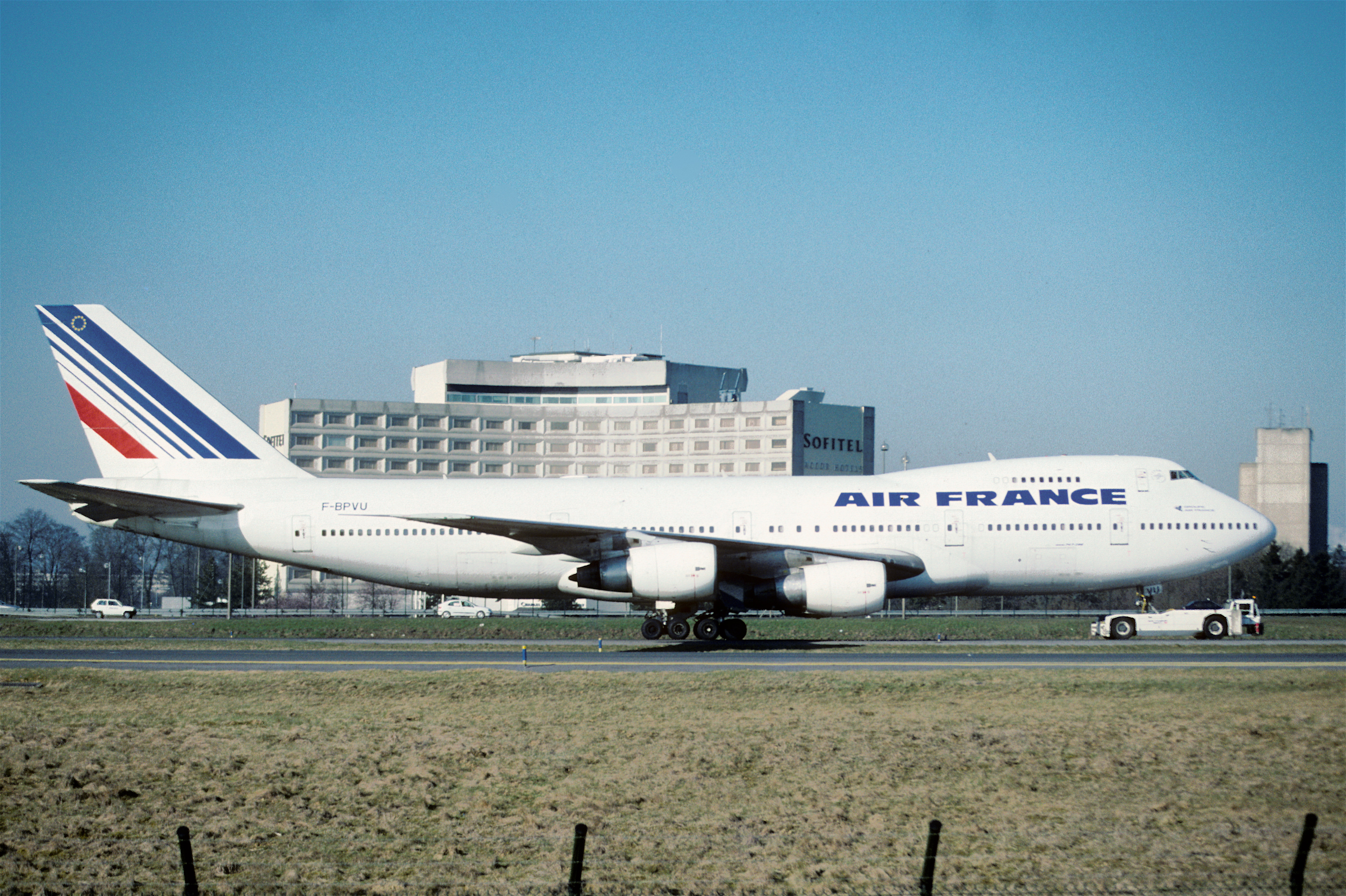
ボーイング747-200M
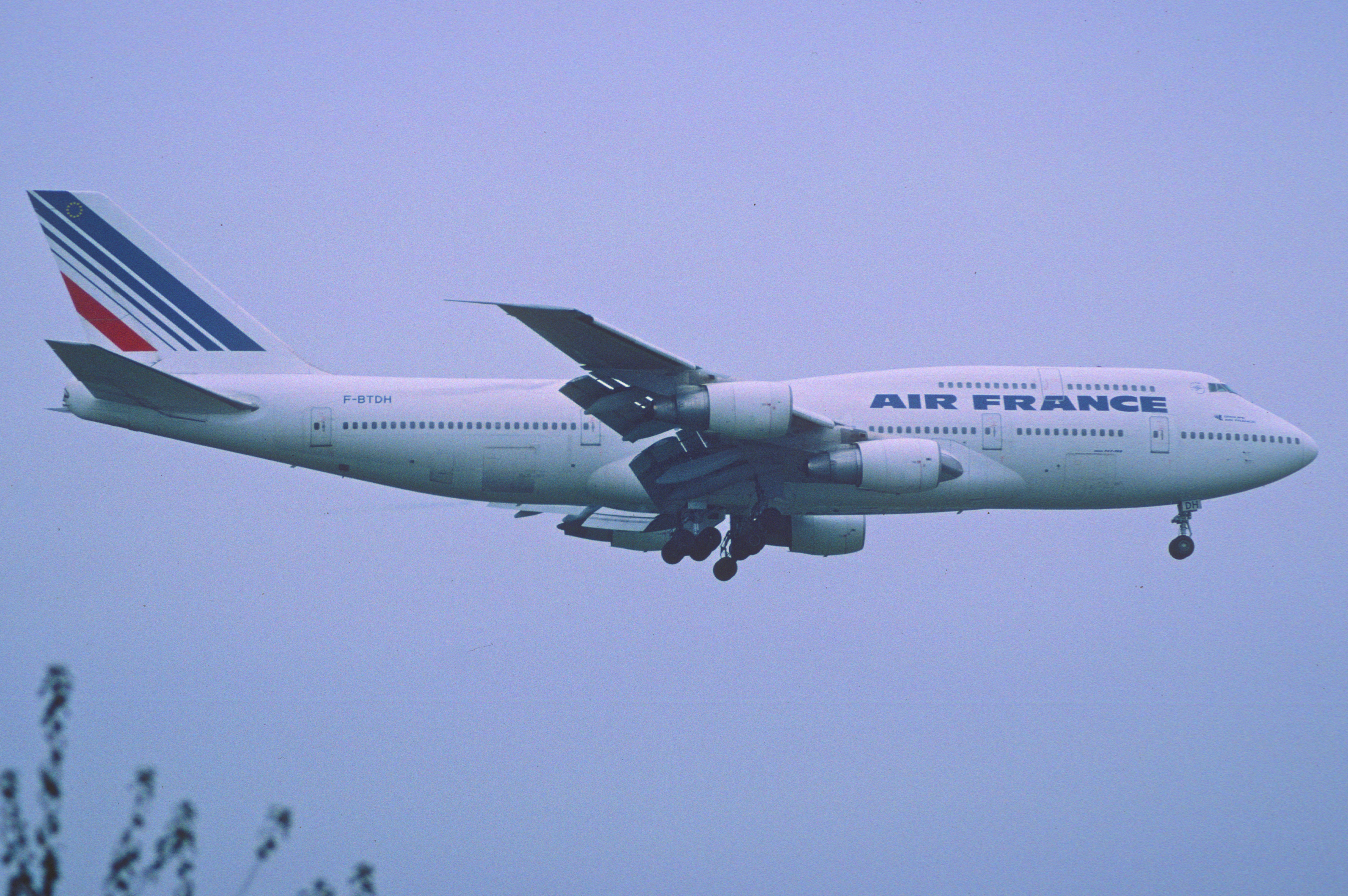
ボーイング747-200M(SUD)
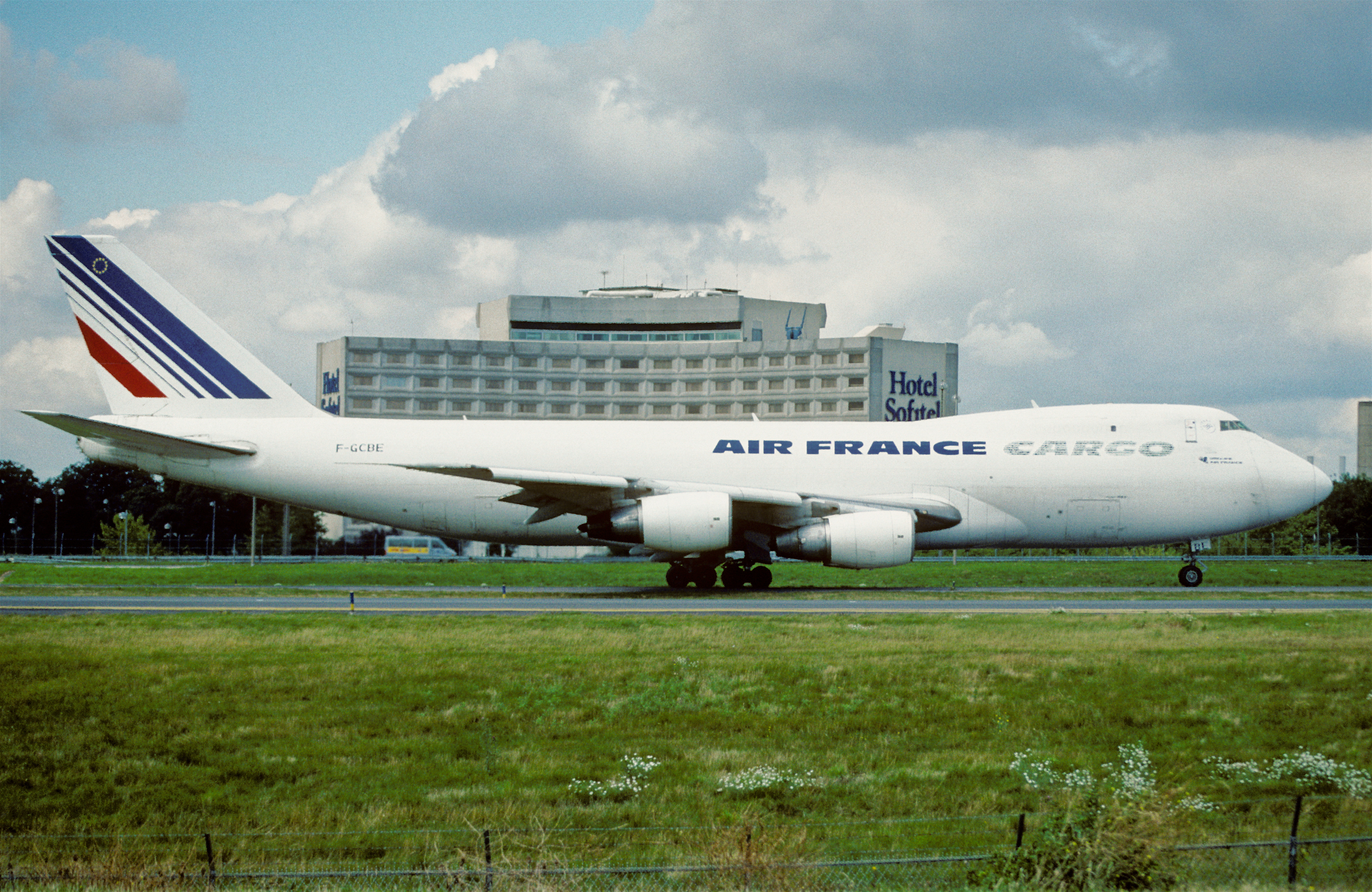
ボーイング747-200F
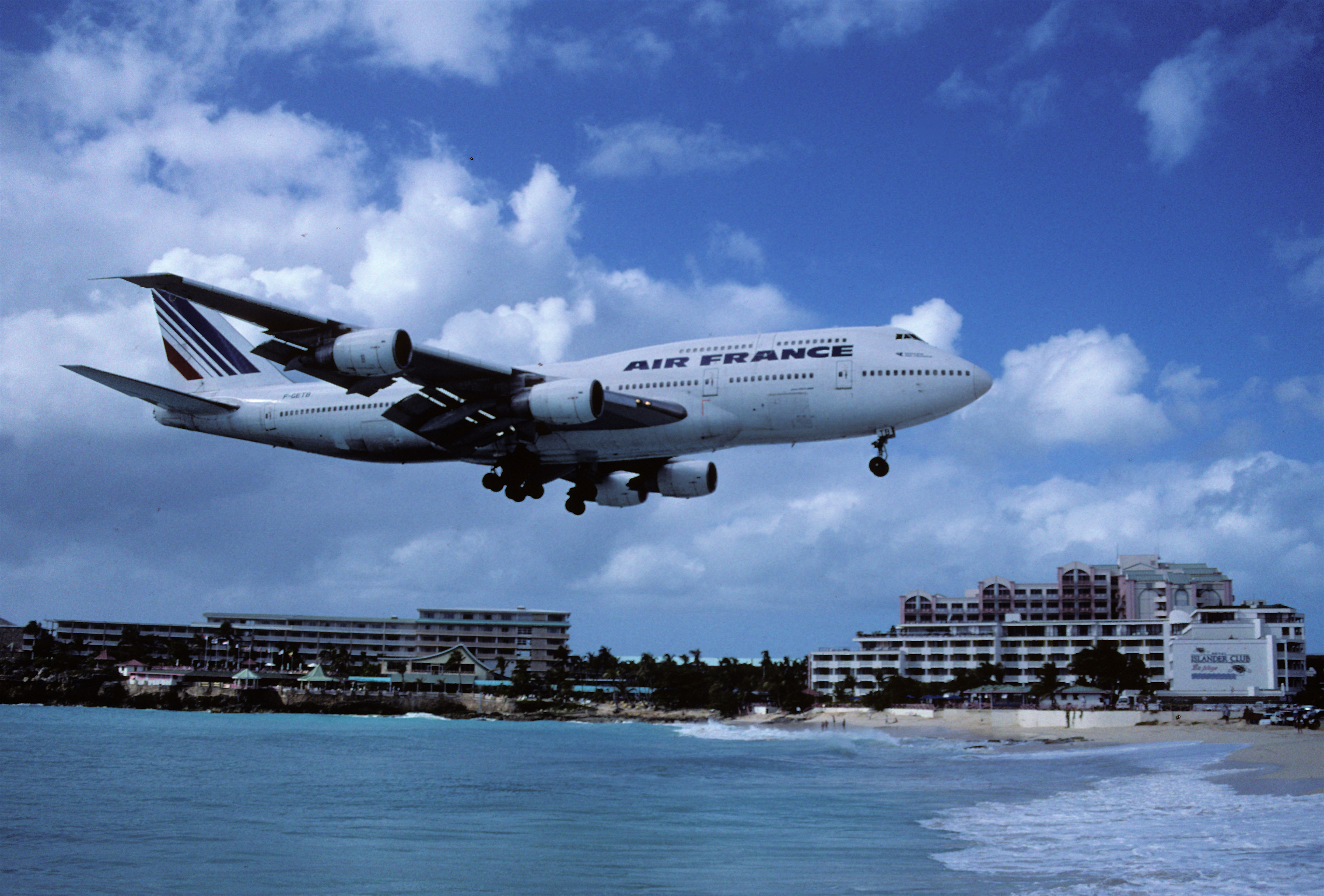
ボーイング747-300M
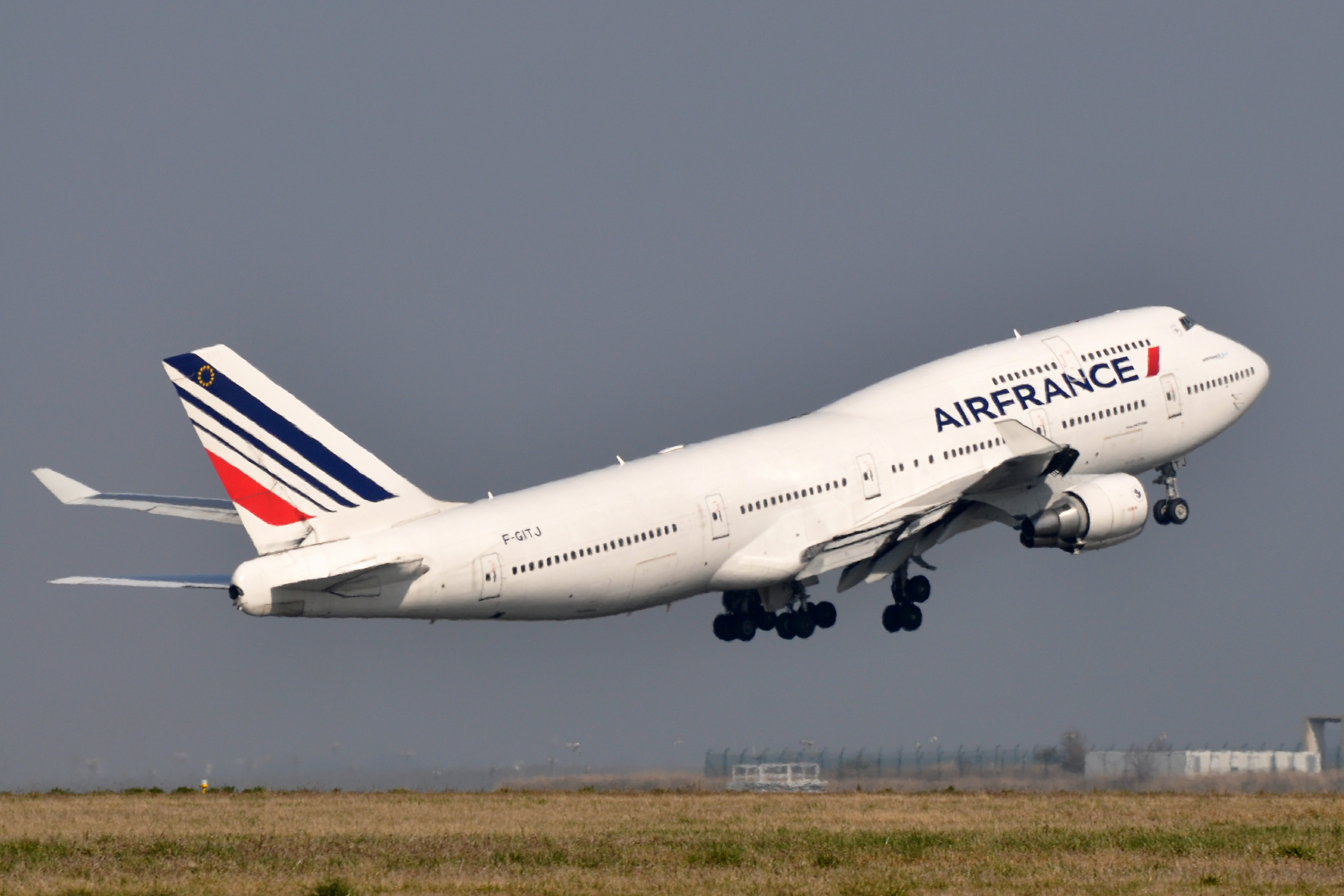
ボーイング747-400
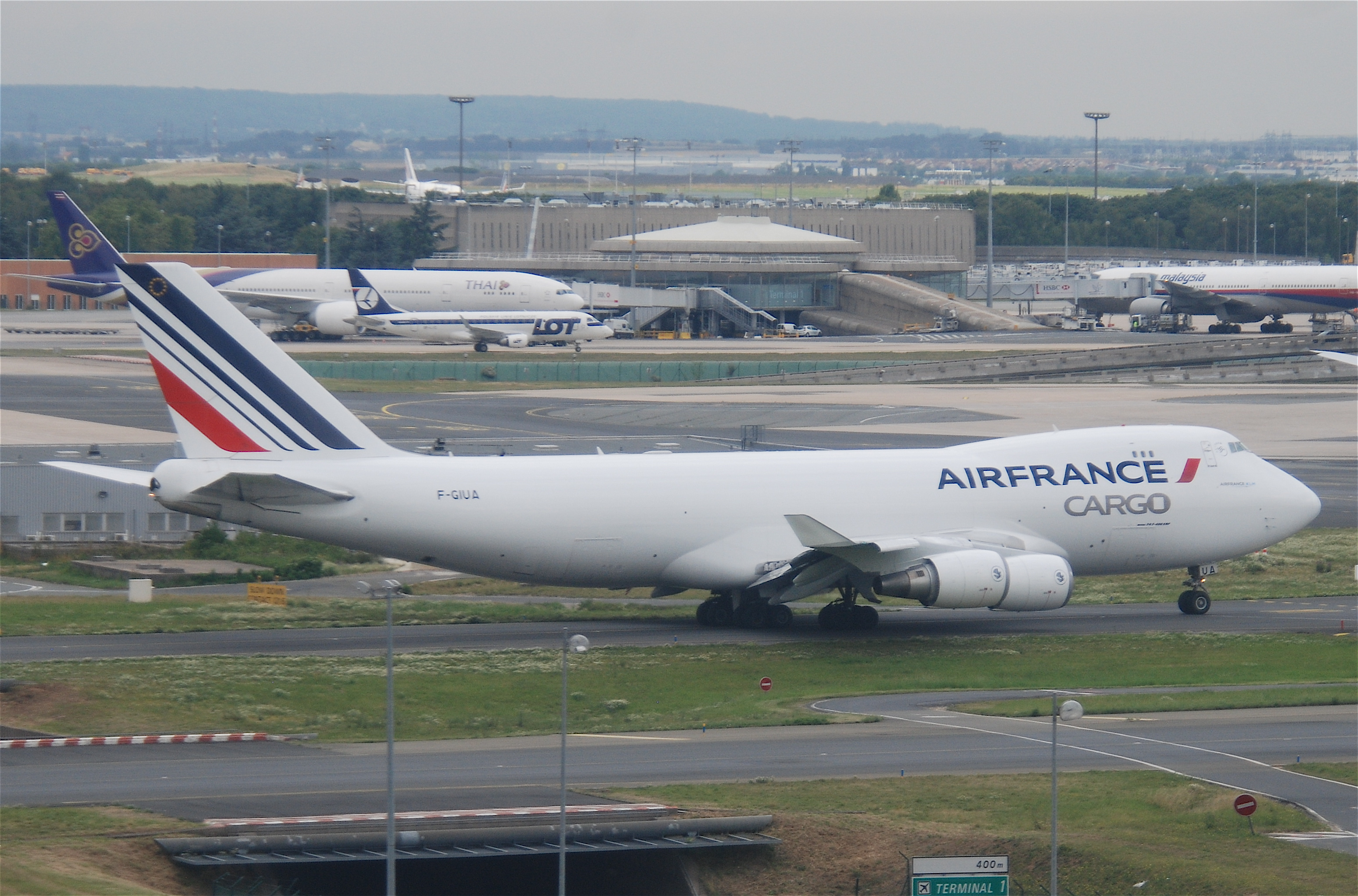
ボーイング747-400ERF
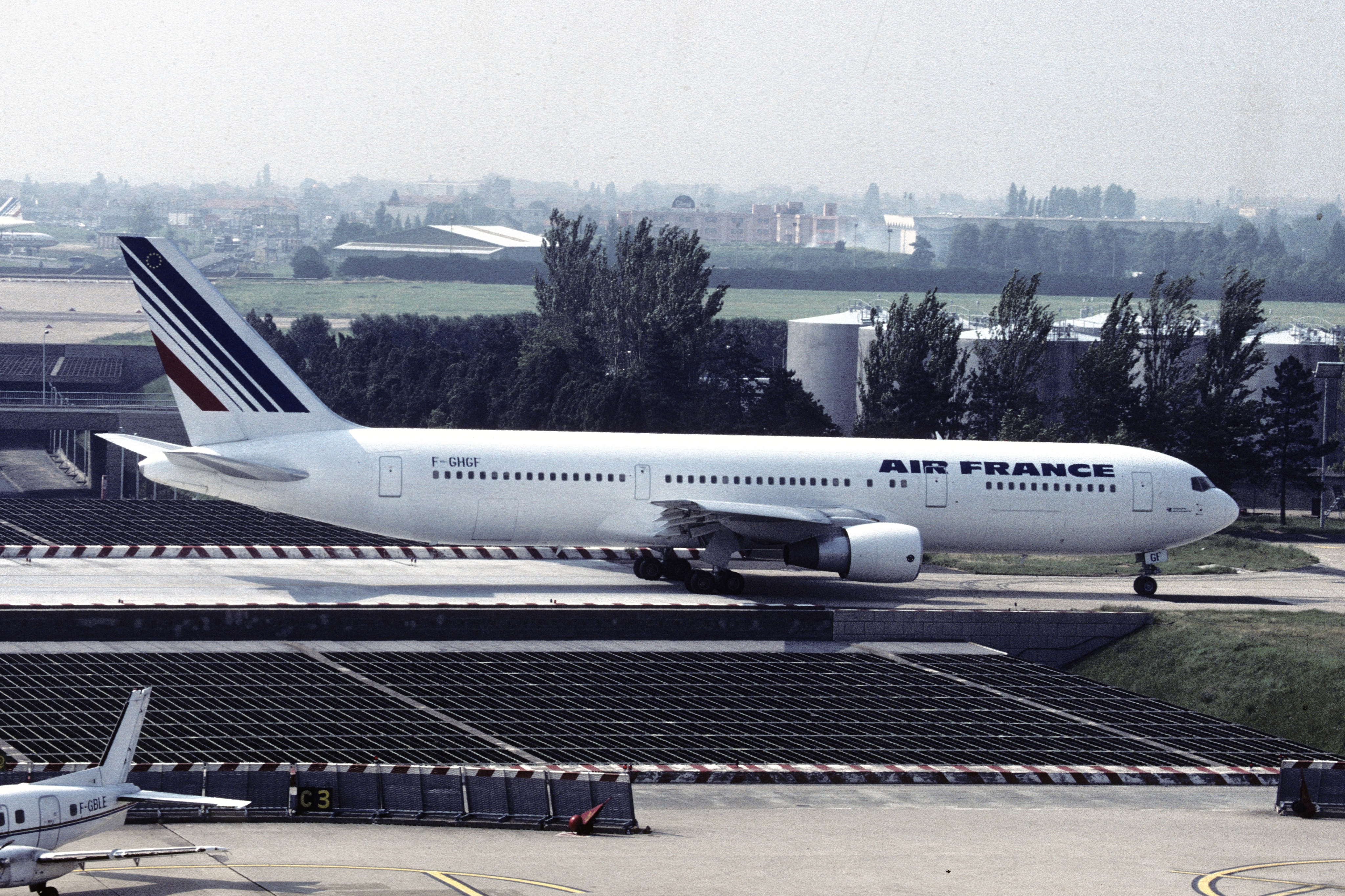
ボーイング767-300ER
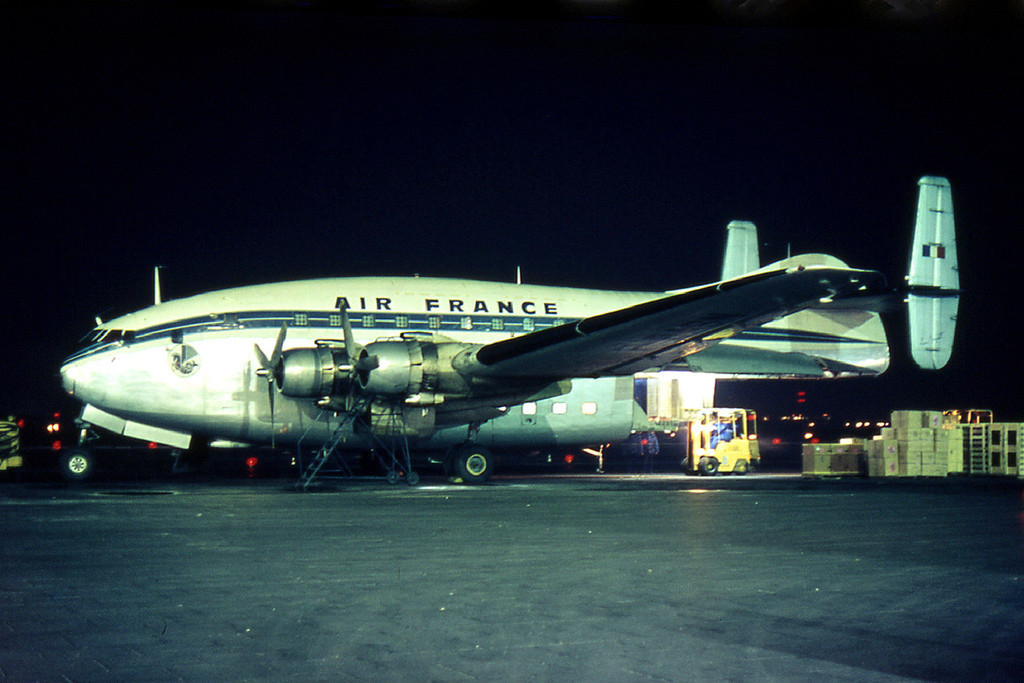
ブレゲー デュポン
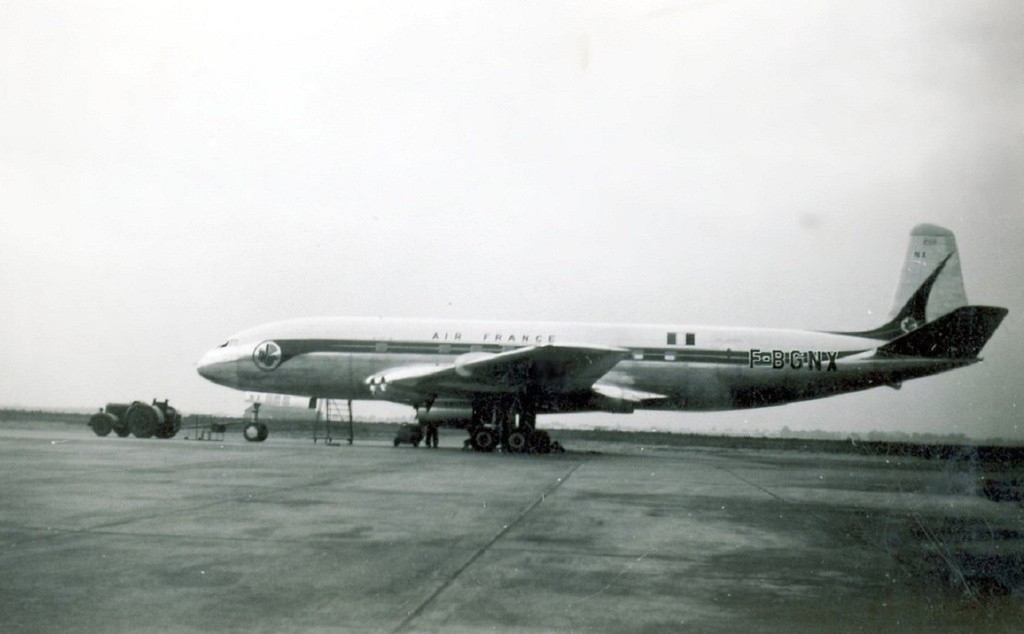
デ・ハビランド DH.106 コメット !A
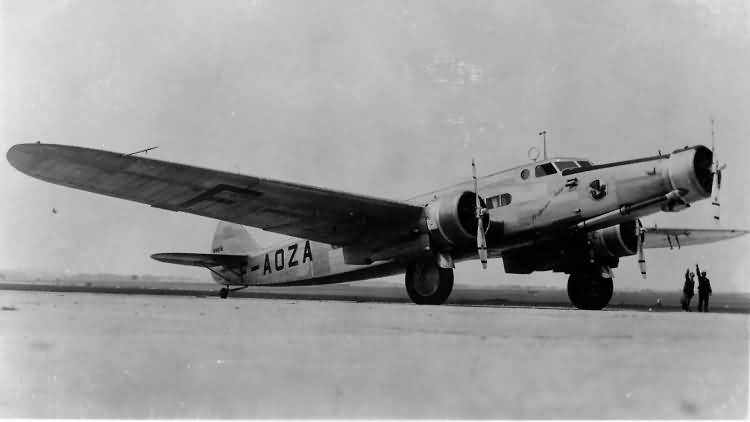
ドボワチン D.338
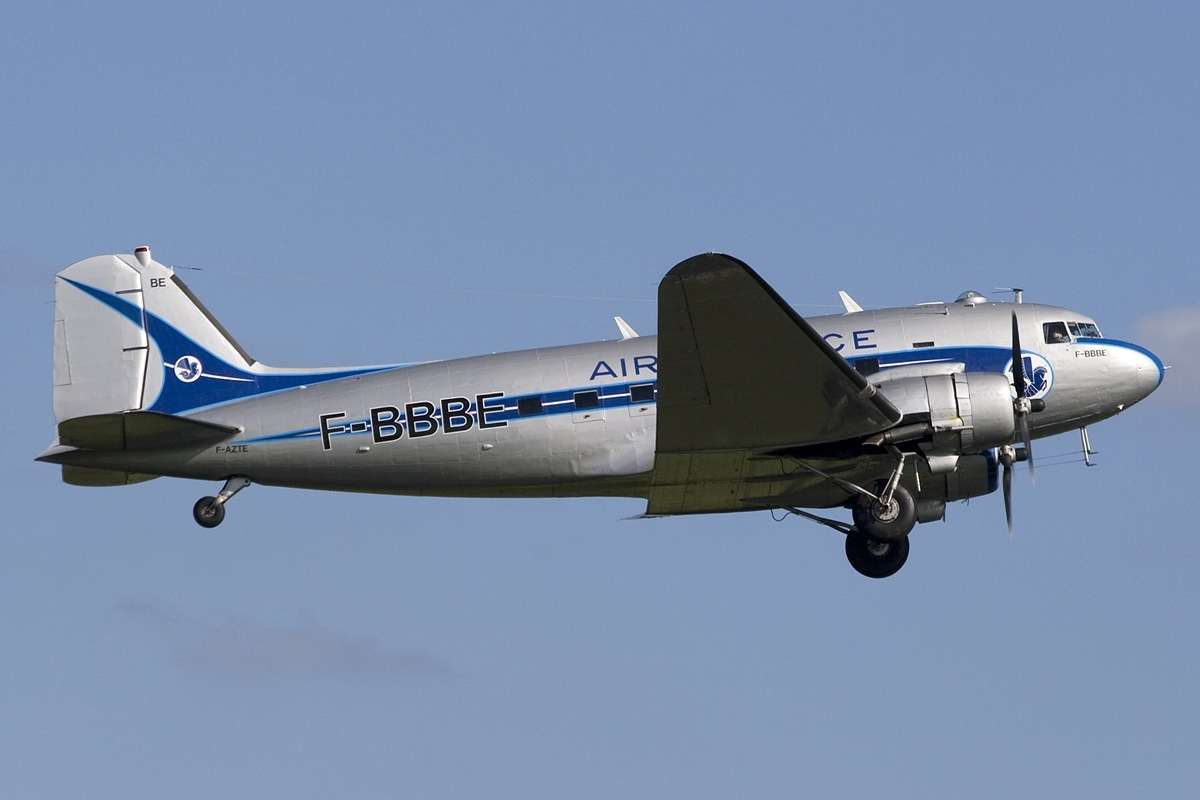
ダグラス DC-3
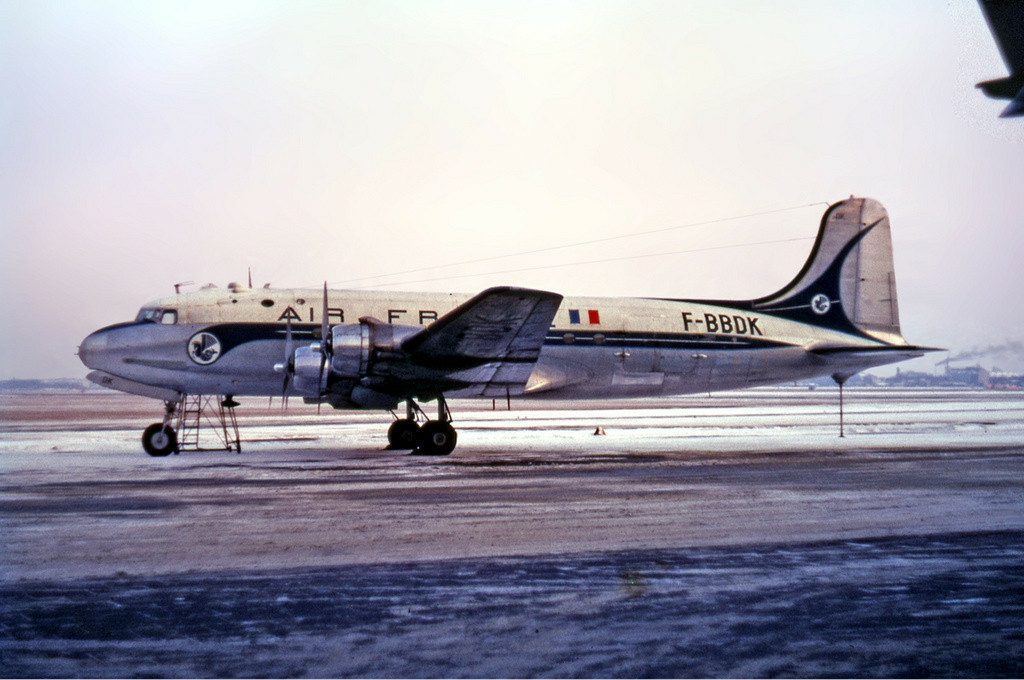
ダグラス DC-4
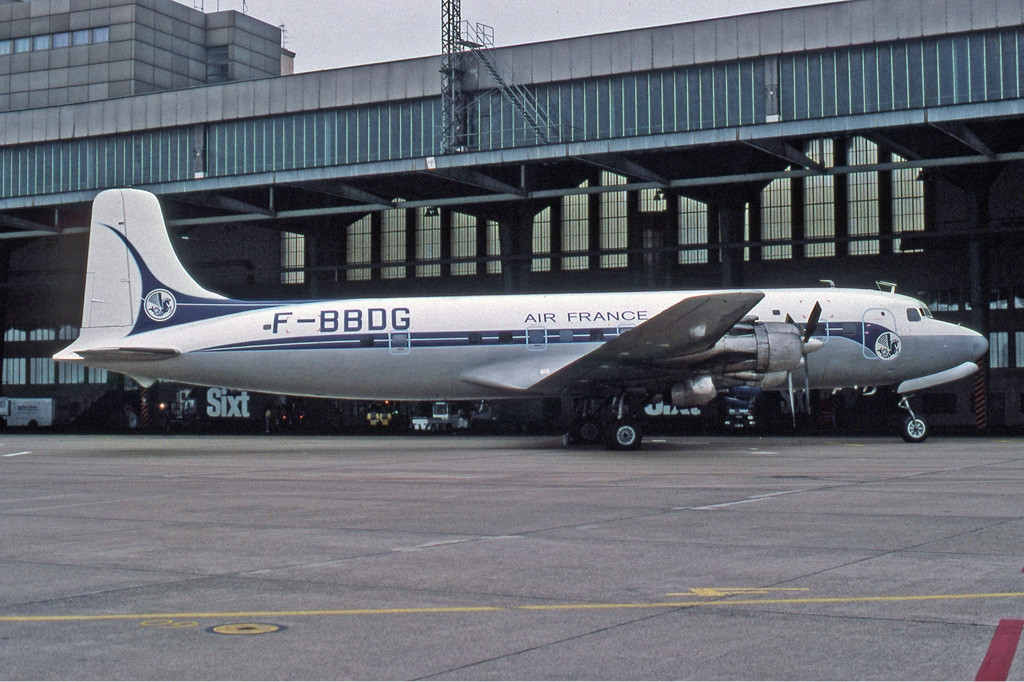
ダグラス DC-6
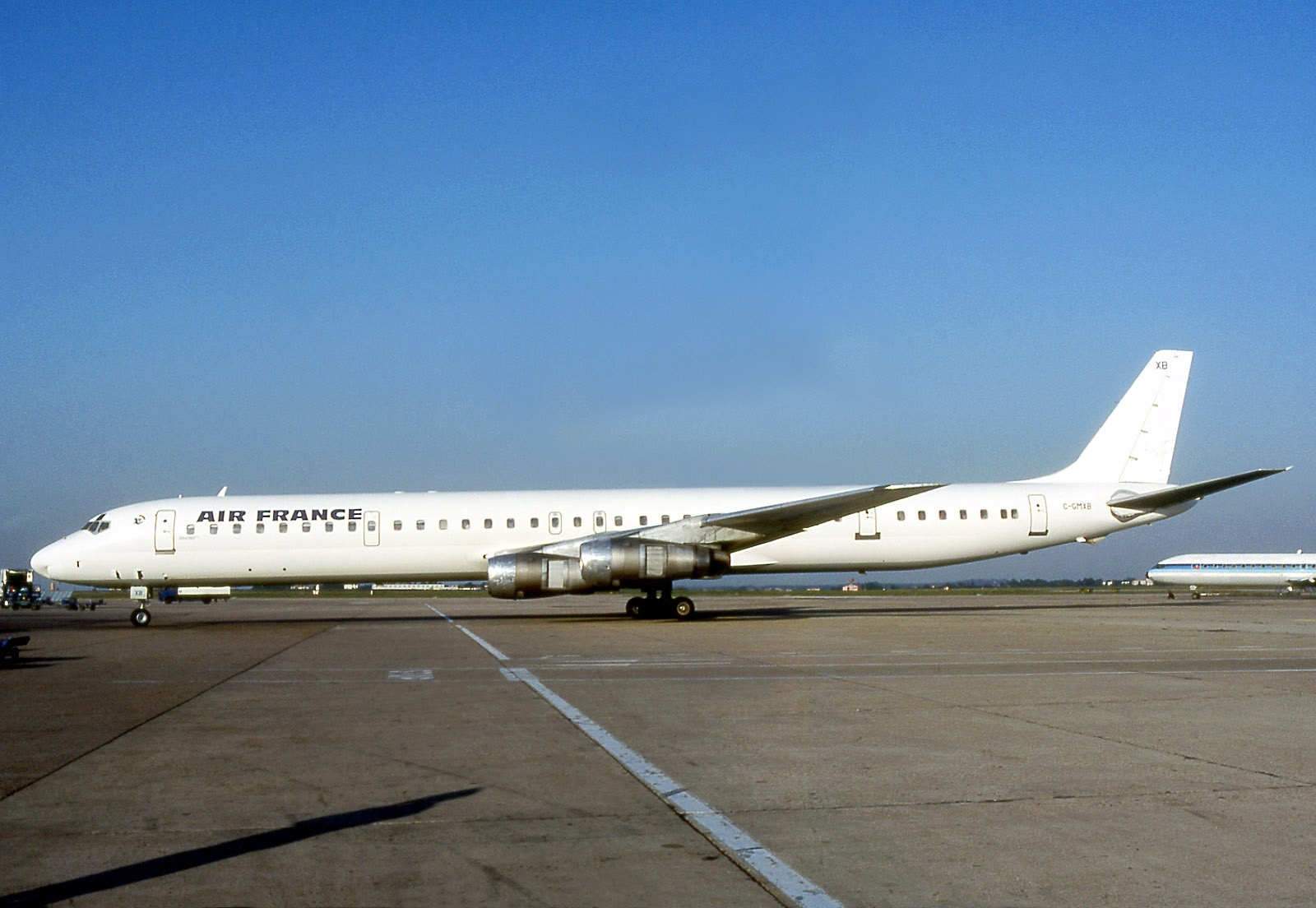
ダグラス DC-8-61
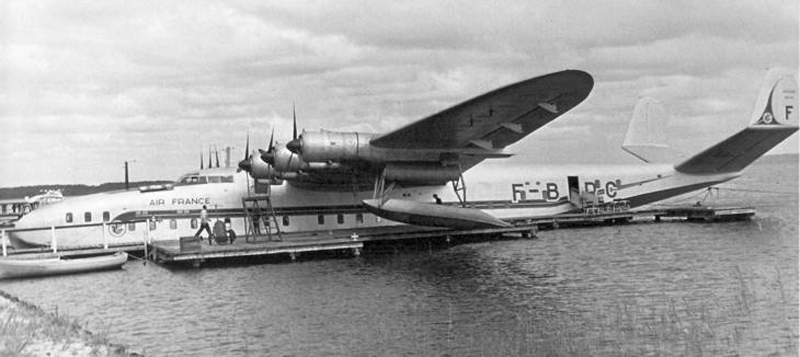
ラテコエール 631
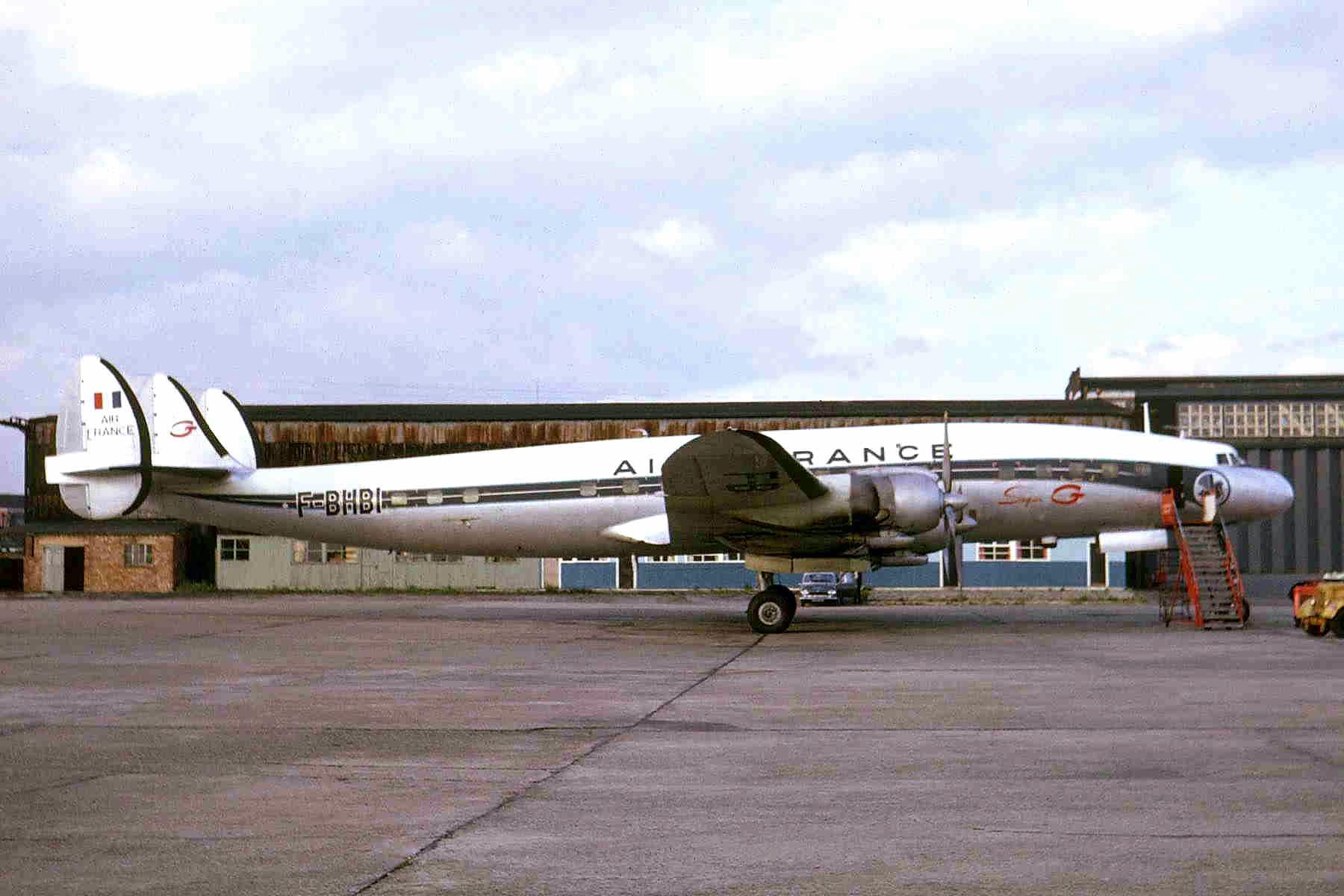
ロッキード L-1049 スーパーコンステレーション
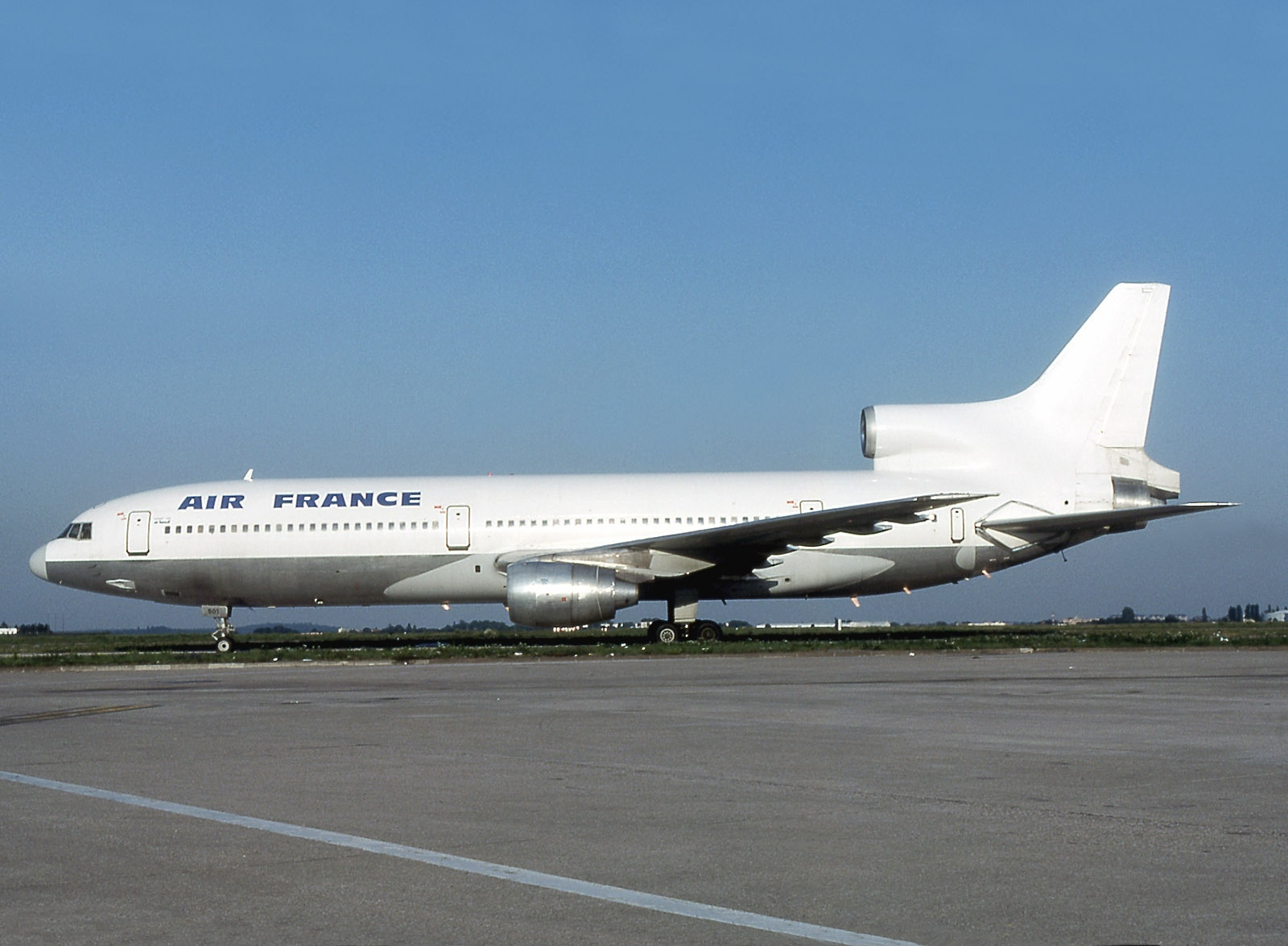
ロッキード L-1011 トライスター
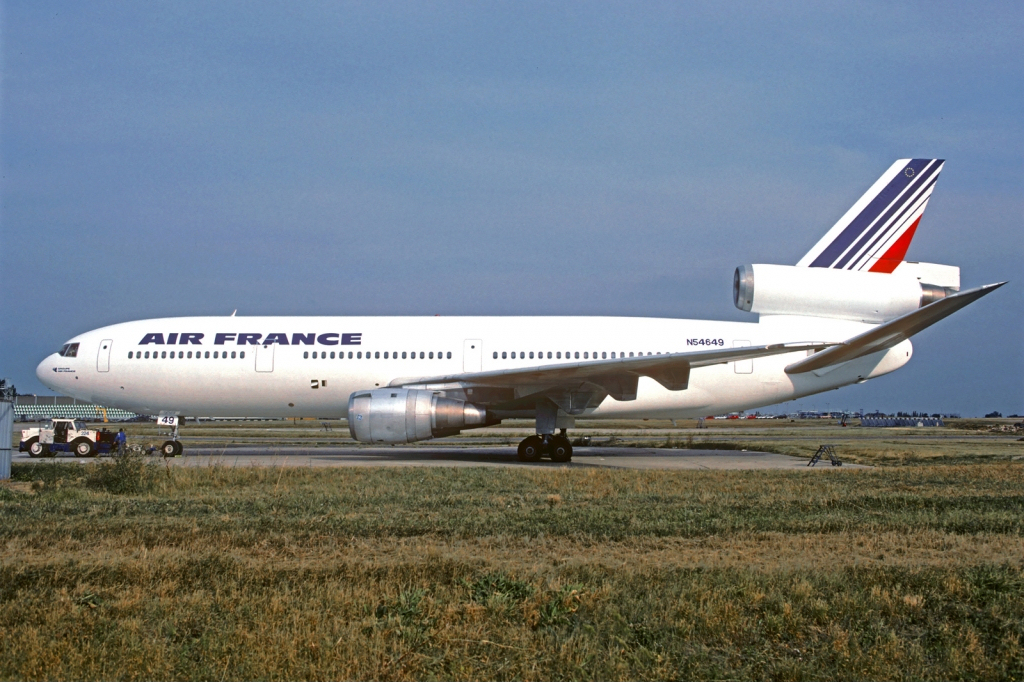
マクドネル・ダグラス DC-10-30
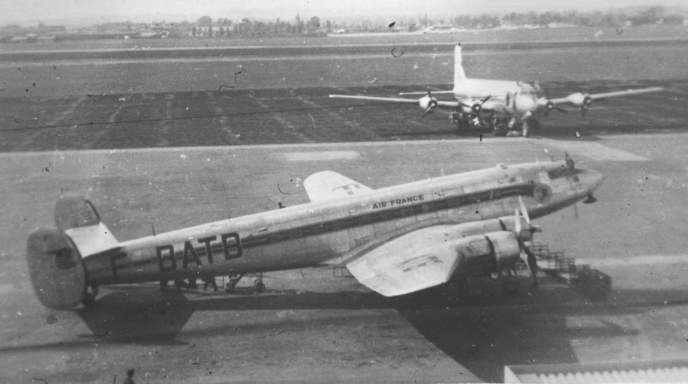
シュド・エスト SE.161
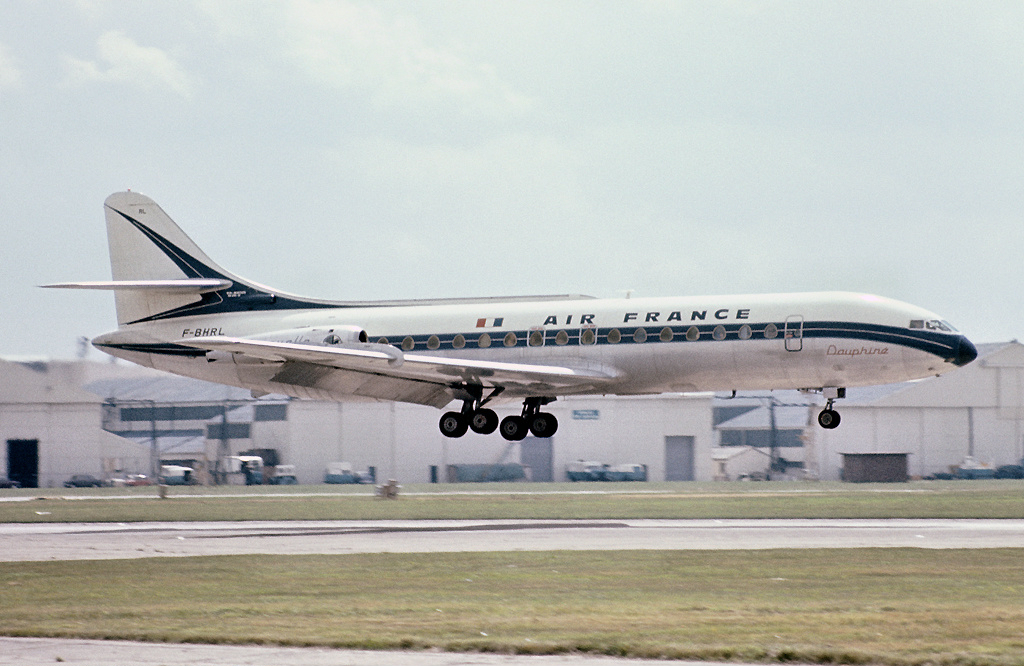
シュド・カラベル
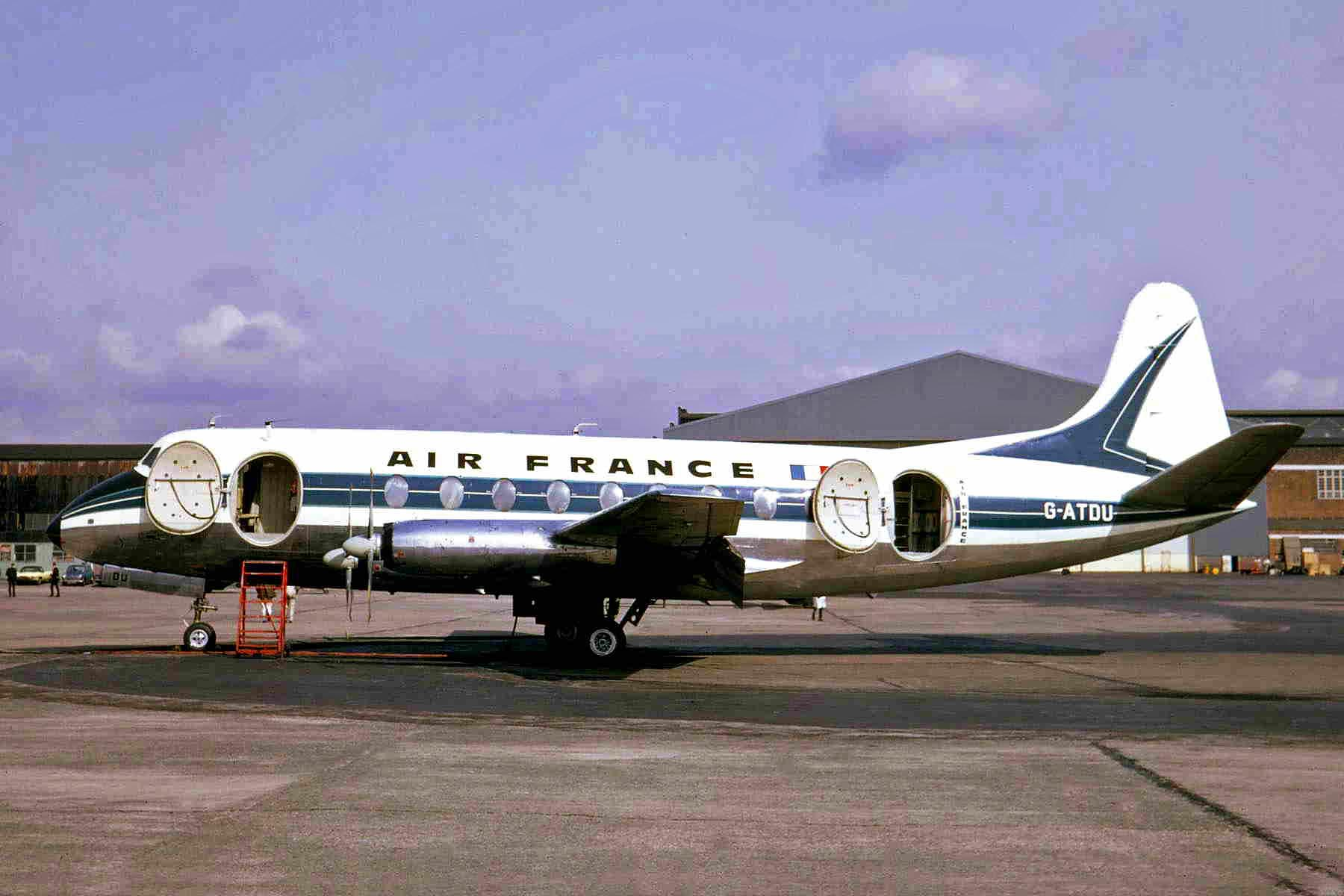
ビッカース バイカウント

## 就航都市
| エールフランス 就航都市（2025年5月現在） | エールフランス 就航都市（2025年5月現在） | エールフランス 就航都市（2025年5月現在）             | エールフランス 就航都市（2025年5月現在）                                                 | エールフランス 就航都市（2025年5月現在） |
| ---------------------------------------- | ---------------------------------------- | ---------------------------------------------------- | ---------------------------------------------------------------------------------------- | ---------------------------------------- |
| 国                                       | 都市                                     | 空港                                                 | 備考                                                                                     |                                          |
| ヨーロッパ                               |                                          |                                                      |                                                                                          |                                          |
| フランス                                 | パリ                                     | パリ＝シャルル・ド・ゴール空港                       | メインハブ空港                                                                           |                                          |
| フランス                                 | パリ                                     | パリ＝オルリー空港                                   | ハブ空港                                                                                 |                                          |
| フランス                                 | リヨン                                   | リヨン・サン＝テグジュペリ国際空港                   | リージョナルハブ空港                                                                     |                                          |
| フランス                                 | ニース                                   | コート・ダジュール空港                               | 焦点都市                                                                                 |                                          |
| フランス                                 | ミュールーズ                             | ユーロエアポート・バーゼル＝ミュールーズ空港         |                                                                                          |                                          |
| フランス                                 | トゥールーズ                             | トゥールーズ・ブラニャック国際空港                   |                                                                                          |                                          |
| フランス                                 | ボルドー                                 | メリニャック空港                                     |                                                                                          |                                          |
| フランス                                 | マルセイユ                               | マルセイユ・プロヴァンス空港                         |                                                                                          |                                          |
| オーストリア                             | ウィーン                                 | ウィーン国際空港                                     |                                                                                          |                                          |
| ベルギー                                 | ブリュッセル                             | ブリュッセル空港                                     |                                                                                          |                                          |
| ブルガリア                               | ソフィア                                 | ソフィア空港                                         |                                                                                          |                                          |
| チェコ                                   | プラハ                                   | ヴァーツラフ・ハヴェル・プラハ国際空港               |                                                                                          |                                          |
| デンマーク                               | コペンハーゲン                           | コペンハーゲン空港                                   |                                                                                          |                                          |
| ドイツ                                   | ベルリン                                 | ベルリン・ブランデンブルク空港                       |                                                                                          |                                          |
| ドイツ                                   | フランクフルト                           | フランクフルト空港                                   |                                                                                          |                                          |
| ドイツ                                   | ミュンヘン                               | ミュンヘン空港                                       |                                                                                          |                                          |
| ドイツ                                   | ブレーメン                               | ブレーメン空港                                       |                                                                                          |                                          |
| ドイツ                                   | デュッセルドルフ                         | デュッセルドルフ空港                                 |                                                                                          |                                          |
| ドイツ                                   | ハンブルク                               | ハンブルク空港                                       |                                                                                          |                                          |
| ドイツ                                   | ハノーファー                             | ハノーファー空港                                     |                                                                                          |                                          |
| ドイツ                                   | ニュルンベルク                           | ニュルンベルク空港                                   |                                                                                          |                                          |
| ドイツ                                   | シュトゥットガルト                       | シュトゥットガルト空港                               |                                                                                          |                                          |
| ギリシャ                                 | アテネ                                   | アテネ国際空港                                       |                                                                                          |                                          |
| ハンガリー                               | ブダペスト                               | リスト・フェレンツ国際空港                           |                                                                                          |                                          |
| アイルランド                             | ダブリン                                 | ダブリン空港                                         |                                                                                          |                                          |
| イタリア                                 | ローマ                                   | フィウミチーノ空港                                   |                                                                                          |                                          |
| イタリア                                 | ミラノ                                   | ミラノ・マルペンサ空港                               |                                                                                          |                                          |
| イタリア                                 | ミラノ                                   | ミラノ・リナーテ空港                                 |                                                                                          |                                          |
| イタリア                                 | ボローニャ                               | グリエルモ・マルコーニ国際空港                       |                                                                                          |                                          |
| イタリア                                 | フィレンツェ                             | フィレンツェ・ペレトラ空港                           |                                                                                          |                                          |
| イタリア                                 | ジェノヴァ                               | ジェノヴァ・クリストーフォロ・コロンボ空港           |                                                                                          |                                          |
| イタリア                                 | ナポリ                                   | ナポリ・カポディキーノ国際空港                       |                                                                                          |                                          |
| イタリア                                 | ピサ                                     | ピサ空港                                             |                                                                                          |                                          |
| イタリア                                 | トリノ                                   | トリノ空港                                           |                                                                                          |                                          |
| イタリア                                 | ヴェネツィア                             | ヴェネツィア・テッセラ空港                           |                                                                                          |                                          |
| オランダ                                 | アムステルダム                           | アムステルダム・スキポール空港                       |                                                                                          |                                          |
| ノルウェー                               | オスロ                                   | オスロ空港                                           |                                                                                          |                                          |
| ポルトガル                               | リスボン                                 | ポルテラ空港                                         |                                                                                          |                                          |
| ポーランド                               | ワルシャワ                               | ワルシャワ・フレデリック・ショパン空港               |                                                                                          |                                          |
| ルーマニア                               | ブカレスト                               | アンリ・コアンダ国際空港                             |                                                                                          |                                          |
| ロシア                                   | モスクワ                                 | シェレメーチエヴォ国際空港                           |                                                                                          |                                          |
| ロシア                                   | サンクトペテルブルク                     | プルコヴォ空港                                       |                                                                                          |                                          |
| セルビア                                 | ベオグラード                             | ベオグラード・ニコラ・テスラ空港                     |                                                                                          |                                          |
| スペイン                                 | マドリード                               | アドルフォ・スアレス・マドリード＝バラハス空港       |                                                                                          |                                          |
| スペイン                                 | バルセロナ                               | バルセロナ＝エル・プラット空港                       |                                                                                          |                                          |
| スペイン                                 | ビーゴ                                   | ビーゴ空港                                           |                                                                                          |                                          |
| スウェーデン                             | ストックホルム                           | ストックホルム・アーランダ空港                       |                                                                                          |                                          |
| スウェーデン                             | ヨーテボリ                               | ランドヴェッテル空港                                 |                                                                                          |                                          |
| スイス                                   | ベルン                                   | ベルン空港                                           |                                                                                          |                                          |
| スイス                                   | ジュネーヴ                               | ジュネーヴ空港                                       |                                                                                          |                                          |
| スイス                                   | チューリッヒ                             | チューリッヒ空港                                     |                                                                                          |                                          |
| イギリス                                 | ロンドン                                 | ロンドン・ヒースロー空港                             |                                                                                          |                                          |
| イギリス                                 | ロンドン                                 | ロンドン・シティ空港                                 |                                                                                          |                                          |
| イギリス                                 | バーミンガム                             | バーミンガム空港                                     |                                                                                          |                                          |
| イギリス                                 | エディンバラ                             | エディンバラ空港                                     |                                                                                          |                                          |
| イギリス                                 | グラスゴー                               | グラスゴー国際空港                                   |                                                                                          |                                          |
| イギリス                                 | マンチェスター                           | マンチェスター空港                                   |                                                                                          |                                          |
| イギリス                                 | ニューカッスル                           | ニューカッスル国際空港                               |                                                                                          |                                          |
| ウクライナ                               | キエフ                                   | ボルィースピリ国際空港                               |                                                                                          |                                          |
| トルコ                                   | イスタンブール                           | イスタンブール空港                                   |                                                                                          |                                          |
| 北アフリカ                               |                                          |                                                      |                                                                                          |                                          |
| アルジェリア                             | アルジェ                                 | ウアリ・ブーメディアン空港                           |                                                                                          |                                          |
| アルジェリア                             | オラン                                   | オラン・エス・セニア空港                             |                                                                                          |                                          |
| エジプト                                 | カイロ                                   | カイロ国際空港                                       |                                                                                          |                                          |
| リビア                                   | トリポリ                                 | トリポリ国際空港                                     | 貨物便のみ                                                                               |                                          |
| モロッコ                                 | カサブランカ                             | ムハンマド5世国際空港                                |                                                                                          |                                          |
| モロッコ                                 | マラケシュ                               | マラケシュ・メナラ空港                               |                                                                                          |                                          |
| モロッコ                                 | ラバト                                   | ラバト・サーレ空港                                   |                                                                                          |                                          |
| チュニジア                               | チュニス                                 | チュニス・カルタゴ国際空港                           |                                                                                          |                                          |
| 中央アフリカ                             |                                          |                                                      |                                                                                          |                                          |
| アンゴラ                                 | ルアンダ                                 | クアトロ・デ・フェベレイロ空港                       |                                                                                          |                                          |
| カメルーン                               | ドゥアラ                                 | ドゥアラ国際空港                                     |                                                                                          |                                          |
| カメルーン                               | ヤウンデ                                 | ヤウンデ・ンシマレン国際空港                         |                                                                                          |                                          |
| 中央アフリカ                             | バンギ                                   | バンギ・ムポコ国際空港                               |                                                                                          |                                          |
| チャド                                   | ンジャメナ                               | ンジャメナ国際空港                                   |                                                                                          |                                          |
| コンゴ民主共和国                         | キンシャサ                               | ヌジリ国際空港                                       |                                                                                          |                                          |
| コンゴ共和国                             | ブラザヴィル                             | マヤマヤ空港                                         |                                                                                          |                                          |
| コンゴ共和国                             | ポワントノワール                         | ポワントノワール空港                                 |                                                                                          |                                          |
| 赤道ギニア                               | バタ                                     | バタ空港                                             |                                                                                          |                                          |
| 赤道ギニア                               | マラボ                                   | マラボ国際空港                                       |                                                                                          |                                          |
| ガボン                                   | リーブルヴィル                           | リーブルヴィル国際空港                               |                                                                                          |                                          |
| 東アフリカ                               |                                          |                                                      |                                                                                          |                                          |
| ジブチ                                   | ジブチ                                   | ジブチ国際空港                                       |                                                                                          |                                          |
| ケニア                                   | ナイロビ                                 | ジョモ・ケニヤッタ国際空港                           |                                                                                          |                                          |
| マダガスカル                             | アンタナナリボ                           | イヴァト空港                                         |                                                                                          |                                          |
| モーリシャス                             | ポートルイス                             | サー・シウサガル・ラングーラム国際空港               |                                                                                          |                                          |
| セーシェル                               | マヘ島                                   | セーシェル国際空港                                   | [ 19 ]                                                                                   |                                          |
| 西アフリカ                               |                                          |                                                      |                                                                                          |                                          |
| ベナン                                   | コトヌー                                 | カジェフォウン空港                                   |                                                                                          |                                          |
| ブルキナファソ                           | ワガドゥグー                             | ワガドゥグー空港                                     |                                                                                          |                                          |
| コートジボワール                         | アビジャン                               | フェリックス・ウフェ＝ボワニ国際空港                 |                                                                                          |                                          |
| ギニア                                   | コナクリ                                 | コナクリ国際空港                                     |                                                                                          |                                          |
| マリ                                     | バマコ                                   | バマコ・セヌー国際空港                               |                                                                                          |                                          |
| ニジェール                               | ニアメ                                   | ディオリ・アマニ国際空港                             |                                                                                          |                                          |
| ナイジェリア                             | ラゴス                                   | ムルタラ・モハンマド国際空港                         |                                                                                          |                                          |
| ナイジェリア                             | ポートハーコート                         | ポートハーコート空港                                 |                                                                                          |                                          |
| ナイジェリア                             | アブジャ                                 | ンナムディ・アジキウェ国際空港                       |                                                                                          |                                          |
| セネガル                                 | ダカール                                 | レオポール・セダール・サンゴール国際空港             |                                                                                          |                                          |
| トーゴ                                   | ロメ                                     | ロメ空港                                             |                                                                                          |                                          |
| シエラレオネ                             | フリータウン                             | ルンギ国際空港                                       |                                                                                          |                                          |
| 南アフリカ                               |                                          |                                                      |                                                                                          |                                          |
| 南アフリカ共和国                         | ヨハネスブルグ                           | O・R・タンボ国際空港                                 |                                                                                          |                                          |
| 南アフリカ共和国                         | ケープタウン                             | ケープタウン国際空港                                 |                                                                                          |                                          |
| 北アメリカ                               |                                          |                                                      |                                                                                          |                                          |
| カナダ                                   | トロント                                 | トロント・ピアソン国際空港                           |                                                                                          |                                          |
| カナダ                                   | モントリオール                           | モントリオール・ミラベル国際空港                     |                                                                                          |                                          |
| カナダ                                   | バンクーバー                             | バンクーバー国際空港                                 |                                                                                          |                                          |
| アメリカ合衆国                           | アトランタ                               | ハーツフィールド・ジャクソン・アトランタ国際空港     |                                                                                          |                                          |
| アメリカ合衆国                           | ボストン                                 | ジェネラル・エドワード・ローレンス・ローガン国際空港 |                                                                                          |                                          |
| アメリカ合衆国                           | シカゴ                                   | シカゴ・オヘア国際空港                               |                                                                                          |                                          |
| アメリカ合衆国                           | ダラス                                   | ダラス・フォートワース国際空港                       |                                                                                          |                                          |
| アメリカ合衆国                           | デトロイト                               | デトロイト・メトロポリタン・ウェイン・カウンティ空港 |                                                                                          |                                          |
| アメリカ合衆国                           | ヒューストン                             | ジョージ・ブッシュ・インターコンチネンタル空港       |                                                                                          |                                          |
| アメリカ合衆国                           | ロサンゼルス                             | ロサンゼルス国際空港                                 |                                                                                          |                                          |
| アメリカ合衆国                           | マイアミ                                 | マイアミ国際空港                                     |                                                                                          |                                          |
| アメリカ合衆国                           | ニューヨーク                             | ジョン・F・ケネディ国際空港                          |                                                                                          |                                          |
| アメリカ合衆国                           | サンフランシスコ                         | サンフランシスコ国際空港                             |                                                                                          |                                          |
| アメリカ合衆国                           | シアトル                                 | シアトル・タコマ国際空港                             |                                                                                          |                                          |
| アメリカ合衆国                           | ワシントンD.C.                           | ワシントン・ダレス国際空港                           |                                                                                          |                                          |
| アメリカ合衆国                           | ミネアポリス                             | ミネアポリス・セントポール国際空港                   |                                                                                          |                                          |
| アメリカ合衆国                           | オーランド                               | オーランド国際空港                                   |                                                                                          |                                          |
| メキシコ                                 | カンクン                                 | カンクン国際空港                                     |                                                                                          |                                          |
| メキシコ                                 | メキシコシティ                           | メキシコ・シティ国際空港                             |                                                                                          |                                          |
| 西インド諸島                             |                                          |                                                      |                                                                                          |                                          |
| キューバ                                 | ハバナ                                   | ホセ・マルティ国際空港                               |                                                                                          |                                          |
| ドミニカ共和国                           | サントドミンゴ                           | ラス・アメリカス国際空港                             |                                                                                          |                                          |
| ドミニカ共和国                           | プンタ・カナ                             | プンタ・カナ国際空港                                 |                                                                                          |                                          |
| マルティニーク                           | フォール＝ド＝フランス                   | マルティニーク・エメ・セゼール国際空港               |                                                                                          |                                          |
| シント・マールテン                       | シント・マールテン                       | プリンセス・ジュリアナ国際空港                       |                                                                                          |                                          |
| 中央アメリカ                             |                                          |                                                      |                                                                                          |                                          |
| パナマ                                   | パナマシティ                             | トキュメン国際空港                                   |                                                                                          |                                          |
| コスタリカ                               | サンホセ                                 | フアン・サンタ・マリア国際空港                       | [ 20 ]                                                                                   |                                          |
| 南アメリカ                               |                                          |                                                      |                                                                                          |                                          |
| アルゼンチン                             | ブエノスアイレス                         | エセイサ国際空港                                     |                                                                                          |                                          |
| ブラジル                                 | リオデジャネイロ                         | アントニオ・カルロス・ジョビン国際空港               |                                                                                          |                                          |
| ブラジル                                 | サンパウロ                               | グアルーリョス国際空港                               |                                                                                          |                                          |
| ブラジル                                 | フォルタレザ                             | ピント・マルチンス国際空港                           | [ 21 ]                                                                                   |                                          |
| チリ                                     | サンティアゴ・デ・チレ                   | アルトゥーロ・メリノ・ベニテス国際空港               |                                                                                          |                                          |
| コロンビア                               | ボゴタ                                   | エルドラド国際空港                                   |                                                                                          |                                          |
| フランス領ギアナ                         | カイエンヌ                               | カイエンヌ空港                                       |                                                                                          |                                          |
| ベネズエラ                               | カラカス                                 | シモン・ボリバー空港                                 |                                                                                          |                                          |
| ペルー                                   | リマ                                     | ホルヘ・チャベス国際空港                             |                                                                                          |                                          |
| 東アジア                                 |                                          |                                                      |                                                                                          |                                          |
| 日本                                     | 東京                                     | 東京国際空港                                         | 2024年9月17日からトリプルデイリー                                                        |                                          |
| 日本                                     | 大阪                                     | 関西国際空港                                         |                                                                                          |                                          |
| 韓国                                     | ソウル                                   | 仁川国際空港                                         |                                                                                          |                                          |
| 台湾                                     | 台北                                     | 台湾桃園国際空港                                     | 2018年4月16日より運航再開                                                                |                                          |
| 香港                                     | 香港                                     | 香港国際空港                                         |                                                                                          |                                          |
| 中国                                     | 北京                                     | 北京首都国際空港                                     |                                                                                          |                                          |
| 中国                                     | 上海                                     | 上海浦東国際空港                                     |                                                                                          |                                          |
| 中国                                     | 広州                                     | 広州白雲国際空港                                     |                                                                                          |                                          |
| 中国                                     | 武漢                                     | 武漢天河国際空港                                     |                                                                                          |                                          |
| 南アジア                                 |                                          |                                                      |                                                                                          |                                          |
| インド                                   | ベンガルール                             | ベンガルール国際空港                                 |                                                                                          |                                          |
| インド                                   | デリー                                   | インディラ・ガンディー国際空港                       |                                                                                          |                                          |
| インド                                   | ムンバイ                                 | チャットラパティー・シヴァージー国際空港             |                                                                                          |                                          |
| モルディブ                               | マレ                                     | マレ国際空港                                         | [ 24 ]                                                                                   |                                          |
| 南東アジア                               |                                          |                                                      |                                                                                          |                                          |
| シンガポール                             | シンガポール                             | シンガポール・チャンギ国際空港                       |                                                                                          |                                          |
| タイ                                     | バンコク                                 | スワンナプーム国際空港                               |                                                                                          |                                          |
| ベトナム                                 | ホーチミンシティ                         | タンソンニャット国際空港                             |                                                                                          |                                          |
| 南西アジア                               |                                          |                                                      |                                                                                          |                                          |
| バーレーン                               | マナーマ                                 | バーレーン国際空港                                   | 貨物便のみ                                                                               |                                          |
| イスラエル                               | テルアビブ                               | ベン・グリオン国際空港                               |                                                                                          |                                          |
| クウェート                               | クウェート                               | クウェート国際空港                                   | 貨物便のみ                                                                               |                                          |
| レバノン                                 | ベイルート                               | ラフィク・ハリリ国際空港                             |                                                                                          |                                          |
| イラン                                   | テヘラン                                 | エマーム・ホメイニー国際空港                         |                                                                                          |                                          |
| シリア                                   | ダマスカス                               | ダマスカス国際空港                                   |                                                                                          |                                          |
| サウジアラビア                           | ダンマーム                               | キング・ファハド国際空港                             | 貨物便のみ                                                                               |                                          |
| サウジアラビア                           | リヤド                                   | キング・ハーリド国際空港                             |                                                                                          |                                          |
| アラブ首長国連邦                         | ドバイ                                   | ドバイ国際空港                                       |                                                                                          |                                          |
| アルメニア                               | エレバン                                 | ズヴァルトノッツ国際空港                             |                                                                                          |                                          |
| ヨルダン                                 | アンマン                                 | クィーンアリア国際空港                               |                                                                                          |                                          |
| オセアニア                               |                                          |                                                      |                                                                                          |                                          |
| フランス領ポリネシア                     | タヒチ島                                 | パペーテ・タヒチ国際空港                             |                                                                                          |                                          |
| 休・廃止路線                             |                                          |                                                      |                                                                                          |                                          |
| 日本                                     | 東京                                     | 成田国際空港                                         | エアカラン乗り継ぎ運用していたが 独立闘争暴動余波により 2024年10月26日の運航をもって運休 |                                          |
| 日本                                     | 名古屋                                   | 名古屋飛行場                                         |                                                                                          |                                          |
| 日本                                     | 福岡                                     | 福岡空港                                             |                                                                                          |                                          |
| ベトナム                                 | ハノイ                                   | ノイバイ国際空港                                     |                                                                                          |                                          |
| カンボジア                               | プノンペン                               | プノンペン国際空港                                   | [ 27 ]                                                                                   |                                          |
| マレーシア                               | クアラルンプール                         | クアラルンプール国際空港                             | 運休中                                                                                   |                                          |
| インドネシア                             | ジャカルタ                               | スカルノ・ハッタ国際空港                             | 2016年3月26日をもって撤退                                                                |                                          |
| アラブ首長国連邦                         | アブダビ                                 | アブダビ国際空港                                     |                                                                                          |                                          |
| サウジアラビア                           | ジッダ                                   | キング・アブドゥルアズィーズ国際空港                 |                                                                                          |                                          |
| リベリア                                 | モンロビア                               | ロバーツ国際空港                                     |                                                                                          |                                          |
| アメリカ合衆国                           | ニューヨーク                             | ニューアーク・リバティー国際空港                     |                                                                                          |                                          |
| メキシコ                                 | グアダラハーラ                           | ドン・ミゲル・イダルゴ・イ・コスティージャ国際空港   |                                                                                          |                                          |
| ハイチ                                   | ポルトープランス                         | ポルトープランス国際空港                             |                                                                                          |                                          |
| ニューカレドニア                         | ヌーメア                                 | ヌメア国際空港                                       |                                                                                          |                                          |

### 国内線（植民地と海外県を含む）
- アジャクシオ、バスティア、ビアリッツ、ブレスト、カルヴィ、クレルモン＝フェラン、フィガリ、リヨン、マルセイユ、モンペリエ、ミュールーズ、ナント、ニース、パリ（シャルル・ド・ゴール空港、オルリー空港）、ポー、ペルピニャン、ストラスブール、トゥーロン、トゥールーズ、レユニオン、グアドループ、マルティニーク、パペーテ、カイエンヌ

カリブ海の島嶼部のフランス海外県とマイアミを結ぶ路線も運航しており、エアバスA320を2機運用している。

### ラ・ナベット
エールフランスは、特にビジネス旅客の需要が大きい国内線大都市間においてシャトル便を「ラ・ナベット」という名称で運航している。パリ・オルリー空港から、マルセイユ、ボルドー、ニース、トゥールーズ（2016年秋よりモンペリエにも運航予定）、基本的に毎時1便、ピーク時には30分または15分おきに便を運航している。年間で600万人以上の利用者がいる。

## サービス

### Flying Blue/フライング・ブルー
エールフランスとKLMオランダ航空共通のマイレージプログラムで、2005年6月6日よりサービスが開始された。
エールフランス、KLMオランダ航空をはじめ、スカイチーム便、日本航空（JAL）をはじめとする提携航空会社やホテル、レンタカー、クレジットカードなどの提携130社以上でマイルの獲得や特典を利用できる。また、獲得したマイルをほかのどの会員にも譲渡できる。さらに同社便・提携会社便の利用回数・距離に応じてアイボリー、シルバー、ゴールド、プラチナの4つの会員となるエリート会員制度を持つ。
他社FFPに比べ特筆すべき点は、ビジネスクラスやファーストクラスの特典交換に必要なマイル数が非常に多いことである。一般にFFPの必要マイル数はビジネスクラスはエコノミークラスの1.5倍、ファーストクラスは2〜3倍程度であるが、当プログラムではビジネスクラスがエコノミーの2倍、ファーストクラスは5倍ものマイルを必要とする。

### 機内クラス
エールフランスの国際線のクラスは2010年3月からヨーロッパ内・北アフリカ・イスラエルの各路線と長距離・カリブ海・インド洋の各路線とはクラス構成を分離しており、ヨーロッパ内・北アフリカ・イスラエルの各路線ではビジネスクラス、エコノミークラスの2クラスを、長距離・カリブ海・インド洋の各路線では「ラ・プルミエール」（ファーストクラス）、ビジネスクラス「ビジネス」、プレミアム・エコノミークラス「プレミアム・エコノミー」、エコノミークラス「エコノミー」をそれぞれ設定している。
また、新規に2009年秋よりビジネスクラスとエコノミークラスの中間クラスである、他社のプレミアム・エコノミークラスにあたる「プレミアム・ボヤジャー」（2016年9月現在「プレミアム・エコノミー」）を設定した。長距離線で運航するすべてのボーイング777型機、エアバスA340型機とA330型機に階段的に導入され、エコノミークラス普通運賃で搭乗する旅客や、「プレミアム・ボヤジャー」のチケットを購入した旅客が搭乗できる。
2014年より、長距離線で運航中のB777型機（-200ER、-300ER）44機にビジネスクラス、プレミアム・エコノミー、エコノミークラスの機内リニューアルが2016年まで行われ、6月24日のパリ シャルル・ド・ゴール-ニューヨークJFK線を皮切りに順次他路線への展開を進める。東京-パリ線にも10月27日のパリ発AF274から新しいビジネスクラスを搭載した機材にて運航される。

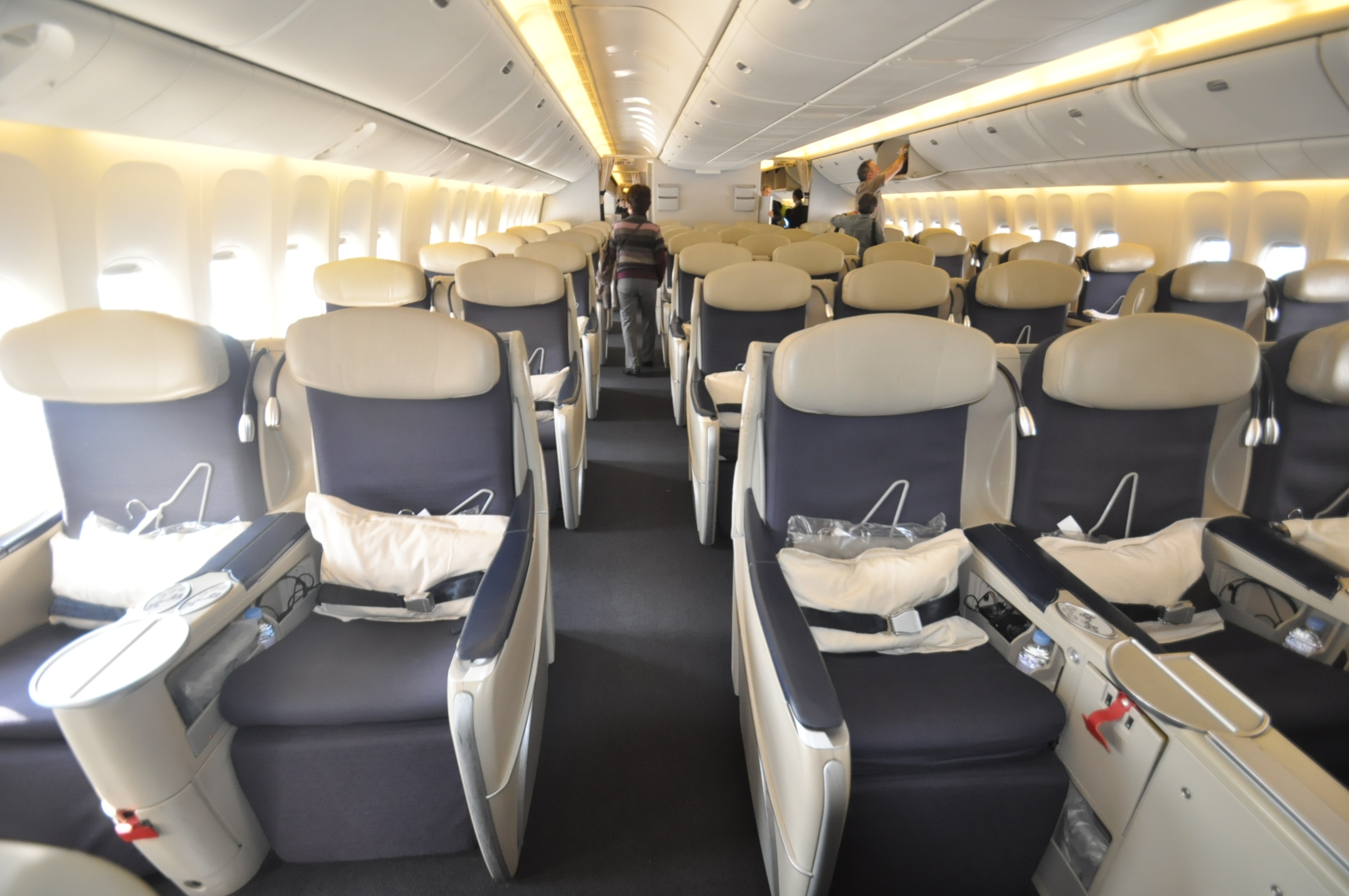
アフェール
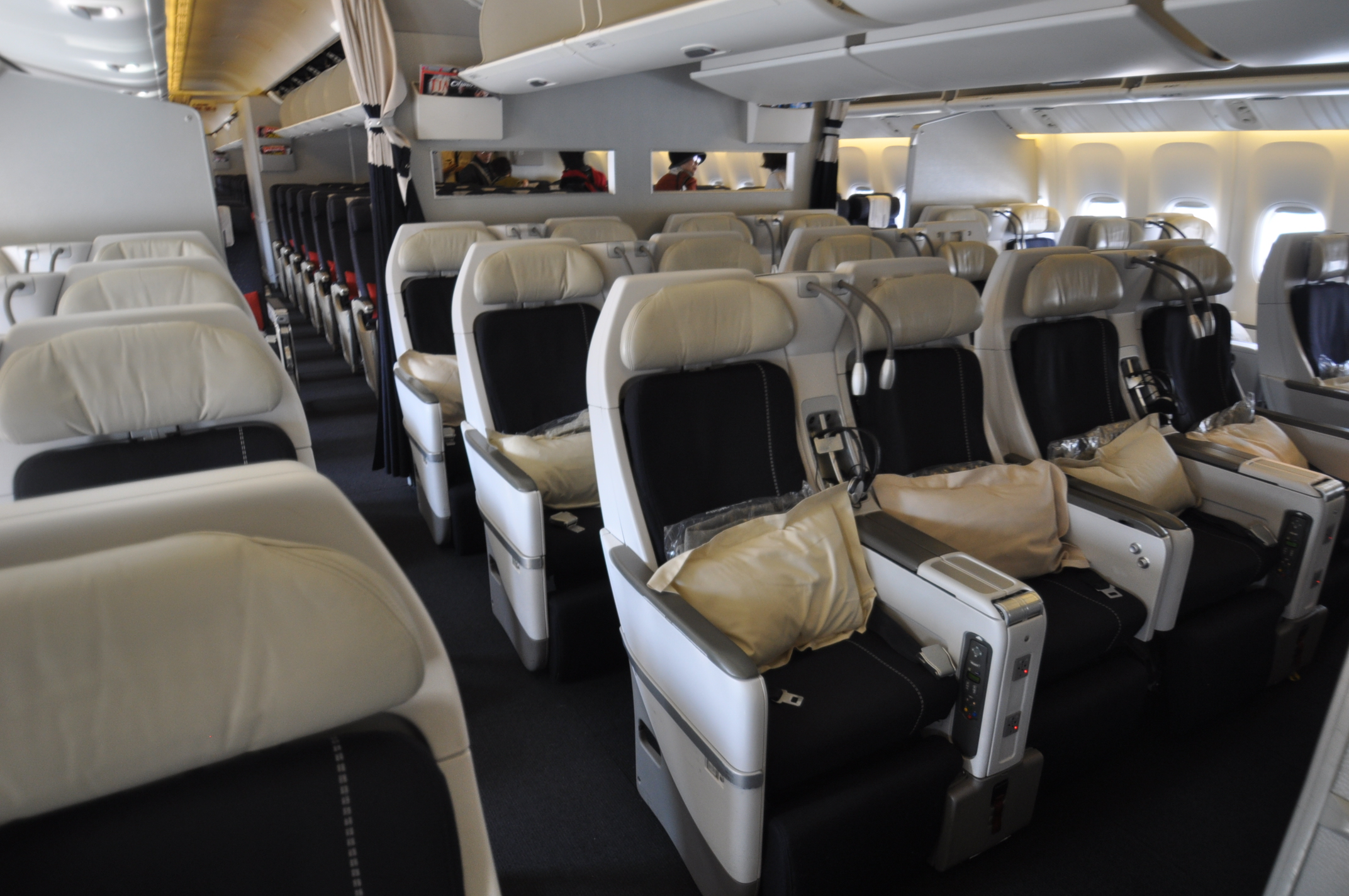
プレミアム・ボヤジャー
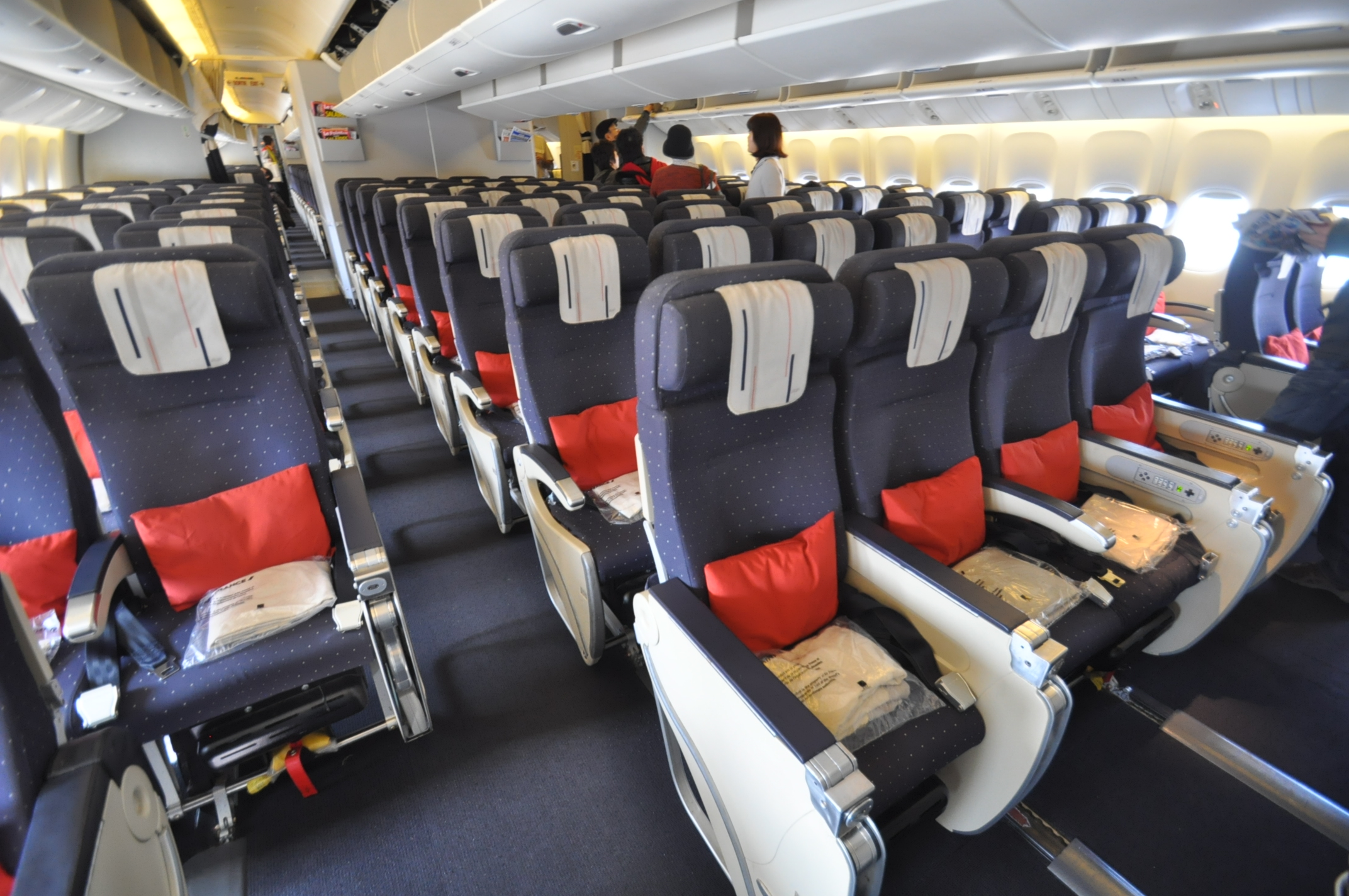
ボヤジャー

### 機内サービス
エールフランスの機内では、オン・デマンド方式の映画、音楽プログラム、ゲーム、ニュース番組などがパーソナルスクリーンで放映される。語学学習プログラムやゲームもパーソナルスクリーンを通し提供される。

### 空港でのサービス

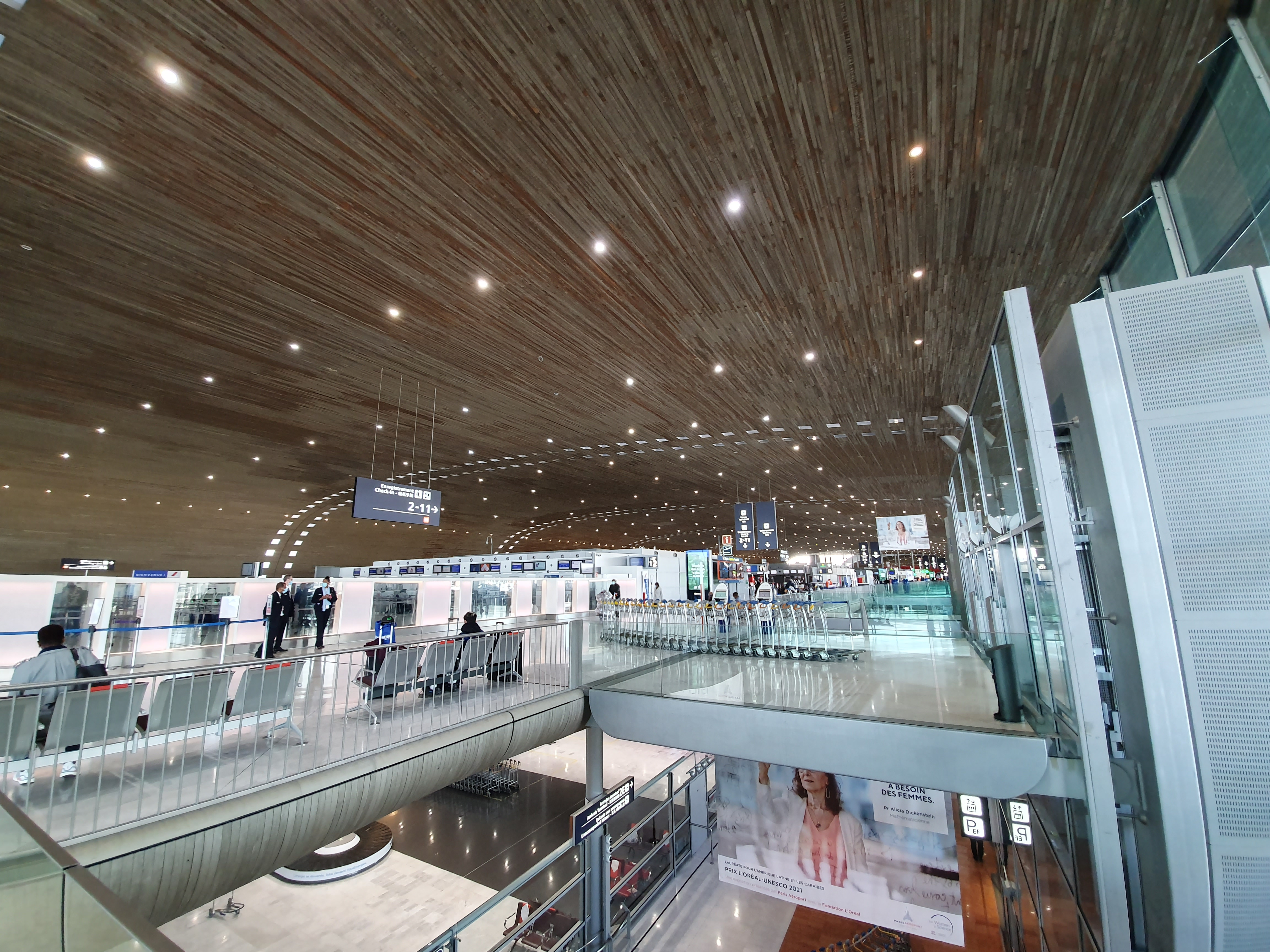
ハブ空港であるパリ・シャルル・ド・ゴール空港

スカイチームエリート会員は、スカイチーム便の予約、チェックイン、そして搭乗において優先的に案内が受けられる。また、ファーストクラス・ビジネスクラスの旅客およびスカイチームエリートプラス会員は搭乗前に空港ラウンジを利用できる。
航空券の座席予約システム（CRS）は、アマデウスITグループが運営するアマデウスを利用している。

## 日本との関係

### 日本への運航便
| 便名                                      | 路線                      | 路線      | 機材                                                           | ※コードシェア |
| ----------------------------------------- | ------------------------- | --------- | -------------------------------------------------------------- | ------------- |
| 羽田発 - AF187/293/279 パリ発 - AF186/274 | パリ/シャルル・ド・ゴール | 東京/羽田 | - ボーイング777-200ER - ボーイング777-300ER - エアバスA350-900 | KL、SK        |
| AF291/292                                 | パリ/シャルル・ド・ゴール | 大阪/関西 | ボーイング787-9                                                | KL、SK        |

※コードシェア
- KL-KLMオランダ航空
- SK-スカンジナビア航空

### 運航概況
乗り入れターミナル
- 東京国際空港（第3ターミナル）
- 関西国際空港（第1ターミナル）

日本路線には日本人の客室乗務員が複数名乗務している。かつては、名古屋/小牧線も就航していた。日本航空の国内線にも、エールフランスの便名をつけてコードシェア便の運航をしている。

### 歴史
- 第二次世界大戦終結後の1952年に、ロッキード コンステレーションで運航されていた南廻りヨーロッパ線のパリ/オルリー - ベイルート - カラチ - サイゴン線を、サイゴン市（現・ホーチミン市）から羽田まで延長する形で日本への乗り入れを開始した。
- 1958年に、パリ-アンカレッジ経由-羽田の北廻り線も開設した。
- 1960年にはボーイング707を投入しジェット化も行われた[33]。
- 1960年2月には日本航空と共同運航体制に合意し、アンカレッジ経由の北周り線に用いられるボーイング707には4月より日本航空のロゴをあしらった機体も投入された[33]。
- 1970年1月、大阪/伊丹-パリに就航。
- 1978年、成田空港開港に合わせ、東京路線を成田発着に変更。
- 1986年には初めて、パリ-東京を直行便で結んだ。
- 1994年、大阪/伊丹の路線を、開港に合わせて関西国際空港に移管。
- 2010年9月から成田線にエアバスA380を就航させた[34]。
- 2010年10月末に、新滑走路開設で配分された羽田空港国際線発着枠は、深夜早朝限定だったため、効率が悪く機材繰りが難しいのに加え、公共交通機関が終了している時間に到着するため、羽田就航を見送った。
- 2011年11月に成田線は2往復ともボーイング777-300ERでの運航となり、捻出したエアバスA380を同年12月5日以降パリ-ドバイ線に投入した[35]。
- 2014年3月30日から羽田-パリ線を週10便（毎日運航+週3便運航）で就航開始[36][37][38]。
- 2021年8月11日から、羽田線にエアバスA350-900が投入された。後に関西線にも投入された。
- 成田-パリ線は、ロシア迂回によって東京への2空港乗り入れが重い負担になり、また、エアカランの成田-ヌメア線が政治混乱の影響を受けて運休したことによって、ニューカレドニアとフランス本国の移動という役割を果たせなくなったため、2024年10月26日をもって運休となった[39]。
- 2024年9月17日より、東京/羽田-パリ線を期間増便し1日最大3往復とした。この日以降、東京発着路線は羽田空港に集約している。
- 2025年3月30日より、大阪/関西-パリ線を週3往復から週5往復に増便[40]。

### その他
- 日本では一時期「エールフランス国営航空」と名乗っていた時期があった。また、英語読みの「エア・フランス」と呼ばれることもある[41]。
- エールフランスの保有する超音速旅客機のコンコルドは、関西国際空港が開港した翌日やサミット時などに日本に特別便として乗り入れたことがある。
- かつては、成田を夜21:50前後に出発して、翌日早朝にパリに到着する便を「スターウイング」の名で運航していた。2014年3月の夏期ダイヤより羽田発の深夜出発便が就航したことで、成田発着深夜便「スターウイング」は廃止された。この便はパリへの到着時刻を調整するために、通常よりも飛行時間を延長する必要があったため、成田空港を出発後に、太平洋上空を北上し続けてベーリング海上空に入り、アリューシャン列島と北極の各上空を通過し、ノルウェー海上空を通るルートで飛行して、パリにフランス時間の早朝4時台に到着していた。本来であれば、真夜中に成田を出発することが最適であるが、成田国際空港の離着陸時間が、日本標準時の23時までに厳しく制限されていたため、このような運航経路の便が設定されていた。
- 日本では日本航空と提携し、マイレージ提携などを行っている。日本航空はワンワールドに加盟しており、違うアライアンスの相手となるが、日本にスカイチーム加盟会社がないため、アライアンスをこえた提携を行っている。

## エールフランス・アジー
エールフランスにはかつて、「エールフランス・アジー」という系列の会社が存在した。これは、日本航空の傘下である日本アジア航空や、KLMオランダ航空の傘下であるKLMアジアと同種の企業である。台湾へ向かう路線だけは、元のエアライン名を使うことを避けるべきだという風習があった時代があり、1994年にエールフランスアジーが設立された。

## その他
- エールフランスのウェブサイトで販売するエールフランス便エコノミークラス航空券の最安値サービス、ベストプライスギャランティー、というものもある。
- 1998年ごろまでは日本人のスチュワーデスを定期的に採用しており、現在も数百名の日本人スチュワーデスがパリを拠点に乗務している。
- クイズ番組『パネルクイズ アタック25』（ABC制作テレビ朝日系全国ネット）の優勝旅行先のパリ、もしくは協力でも知られた。当時司会の児玉清が次のようにエールフランスの協力・キャビンアテンダントの紹介をしていた。
  - 1985年ごろには各解答者の自己紹介の後、児玉が「さてこの4人の解答者なんですが、果たしてどの方がパリ旅行の栄冠を射止められますでしょうか、エールフランスの○○さん、にこやかに目録を持ってお待ちでございます」
  - トップ賞の解答者が旅行獲得のクイズに挑戦する際、「さぁ○○さん（各種学校の先生大会のときは○○先生）、エールフランスに乗れますでしょうか?パリ、そしてニースが○○さん（先生）を待っています!!」この「パリがあなたを待ってます!!」は「（大事な大事な）アタックチャンス!!」と並んでこの番組、そして児玉の代名詞でもあった。
  - 協賛撤退後の今でも毎年4月の番組改編期には必ずオープニングクイズに真の旅先（パリも関わっている）からの問題が4月限定で出題されるため、2008年まではそのときに限って出題間際の約5〜10秒間、エールフランスの航空機のフライトシーンを見ることができた。なお2009年4月改編からは地中海クルーズ10日間に変更されたため、そのシーンは見られなくなった。
- 過去には『メナードスターマッチ 三枝の大マジメ!?結婚ゲーム』（ABC）や『そっくりショー』（よみうりテレビ制作・日本テレビ系全国ネット）の初代優勝旅行協賛（ヨーロッパ周遊）も行っていたことがある。

## 事件・事故
- 1940年7月 - フランス領インドシナ（現在のベトナム）のトンキン湾上空で、サイゴンへ向けて飛行中のドヴォワチン338が日本軍の戦闘機に撃墜された。
- 1949年10月27日 - 大西洋のアゾレス諸島でロッキード コンステレーションが着陸に失敗し、乗員乗客48人が死亡。マルセル・セルダン、ジネット・ヌヴーの2人の著名人が死亡した。
- 1953年9月1日 - エールフランス178便墜落事故
- 1961年9月12日 - エールフランス2005便墜落事故
- 1962年6月3日 - エールフランス007便離陸失敗事故
- 1962年6月22日 - エールフランス117便墜落事故
- 1968年3月5日 - 1968年エールフランス212便墜落事故
- 1968年9月11日 - エールフランス1611便火災墜落事故
- 1969年12月3日 - 1969年エールフランス212便墜落事故
- 1975年6月12日 - エールフランス193便炎上事故
- 1982年3月17日 - エールフランス125便火災事故
- 1988年6月26日 - エールフランス296便事故
- 1994年12月24日 - エールフランス8969便ハイジャック事件
- 2000年7月25日 - コンコルド墜落事故
- 2005年8月2日 - エールフランス358便事故
- 2009年6月1日 - エールフランス447便墜落事故
- 2018年10月8日 - エールフランス293便（ボーイング777-300ER型機）、羽田空港発シャルル・ド・ゴール国際空港行きが、羽田出発直後に航路を逸脱し、東京都心上空（皇居上空も含む）を低空飛行するインシデントが起きた[42][43]。
航路を逸脱した原因は、自動操縦装置の方位設定を離陸前に行っていなかったためだった。国土交通相はこれを受け、羽田空港を発着するすべての航空会社に注意喚起を行った[44]。
- 2023年5月28日　- エールフランス291便（エアバスA350-900型機）、関西国際空港 発シャルル・ド・ゴール国際空港行きのレドーム部分が損傷。関西国際空港に引き返した。

## 労働組合
労働組合の力は非常に強く、ほぼ毎年ストライキが発生する。特に2013年以降では、頻繁にストライキの予告や実施が行われている。また、2015年10月5日には、経営陣側から提出された人員削減を含む厳しい再建案に対し、一部組合員が反発して暴徒化。役員にけが人が出ている。2017年には経営側の財政健全化策が功を奏して黒字化に持ち込んだものの、給料が凍結されたままの労働者側が反発。2018年2月により散発的にストが行われ、同年4月11日まで計7日間で1億7,000万ユーロの損失を出した。

エールフランス本社